# انقلاب ۱۳۵۷
انقلاب ۱۳۵۷ یا انقلاب ۱۹۷۹، که به‌عنوان انقلاب اسلامی یا انقلاب ایران نیز شناخته می‌شود، یک دگرگونی بزرگ سیاسی و اجتماعی بود که بین ۱۷ دی ۱۳۵۶ تا ۲۲ بهمن ۱۳۵۷ معادل ۷ ژانویهٔ ۱۹۷۸ تا ۱۱ فوریهٔ ۱۹۷۹ با مشارکت طبقات مختلف مردم انجام پذیرفت و نظام پهلوی را سرنگون و زمینهٔ روی کار آمدن نظام جمهوری اسلامی ایران به رهبری مرجع تقلید شیعه، سید روح‌الله خمینی را فراهم کرد. تفکرات و شخصیت‌های اسلامی در این انقلاب حضور برجسته داشتند و خمینی آن را «انقلاب اسلامی» خواند. علاوه بر اسلام‌گرایی، ایدئولوژیهای مختلفی نظیر سوسیالیسم و ناسیونالیسم نیز در انقلاب حضور داشتند. در عین حال این انقلاب نخستین انقلابی است که اسلام‌گرایی را در خاورمیانه به پیروزی رساند. این انقلاب آخرین نمونه از انقلاب‌های کلاسیک قرن بیستم بود که با گفتمان‌های قهری، سلبی و آشتی‌ناپذیر با تکیه بر ایدئولوژی به نتیجه رسید. بخش مهمی از این انقلاب از این بود که روشنفکرانِ لائیک و چپ نیز خود را با خمینی همسو می‌دیدند. اگرچه این انقلاب منجر به برپایی یک حکومت اسلامی شد، اما بی‌شک حاصل تلاش جنبش‌های گوناگونی بود که بسیاری از آن‌ها نه قصد و نه برنامه‌ای برای ایجاد جمهوری‌ای مانند آنچه در دهه‌های بعد در ایران شکل گرفت، داشتند. ظهور جریان تحت رهبری خمینی پس از فروپاشی نظام سلطنتی، نتیجه ائتلافی ناهمگون از گروه‌هایی بود که رژیم کهن را سرنگون کردند. درگیری‌هایی که پس از انقلاب رخ داد، موجب شد که پیروان خمینی به‌تدریج سایر گروه‌های انقلابی را از صحنه‌ی قدرت کنار بزنند و حکومت جدید را کاملاً تحت کنترل خود بگیرند.
پس از کودتای ۲۸ مرداد سال ۱۳۳۲، محمدرضا پهلوی به تثبیت قدرت خود پرداخت و طرح‌هایی موسوم به انقلاب سفید که محور اصلی آن را اصلاحات ارضی تشکیل می‌داد، به اجرا گذاشت. اجرای این طرح‌ها و افزایش چندبرابری درآمدهای نفتی، موجب توسعهٔ اقتصادی و دگرگونی ساختار اجتماعی ایران و در عین حال افزایش اختلاف طبقاتی و تنش‌های اجتماعی در دهه‌های ۱۳۴۰ و ۱۳۵۰ گشت. شاه با معطوف کردن اقدامات امنیتی و اطلاعاتی خویش بر سرکوب احزاب ملی‌گرا، مارکسیستی و سکولار، خود را در مقابل روحانیون و تفکرات مبارز جدید اسلامی آسیب‌پذیر ساخت. انقلاب سفید و اصلاحات ارضی او و نیز جانب‌داری وی از دولت قانونی اسرائیل با مخالفت روحانیون به‌ویژه خمینی روبه‌رو شد. در این دوران بخشی از روشنفکری در ایران (از جمله علی شریعتی) تفسیری سیاسی و انقلابی از شیعه را به عنوان یک ایدئولوژی رهایی ساز، در اذهان مردم به‌ویژه دانش‌آموزان و دانشجویان به جای گذاشتند. خمینی نیز در سال‌های تبعید خود، هر چند خواهان ایجاد یک حکومت اسلامی به رهبری فقها به‌جای سلطنت موروثی بود، بیشتر به طرح نقطه ضعف‌های رژیم و مسائلی می‌پرداخت که موجب نارضایتی تودهٔ مردم مسلمان ایران می‌شد. در این دوران همچنین شماری سازمان‌های چریکی مارکسیست و اسلام‌گرا شکل گرفتند که به مبارزهٔ مسلحانه با رژیم اعتقاد داشتند. نهایتاً با سیاست‌های تنش‌برانگیز حزب دولتی رستاخیز در خصوص بازار و مذهب در اواسط دههٔ ۱۳۵۰، بازاریان و روحانیون محافظه‌کار و غیرسیاسی نیز به عنوان دو متحد تاریخی یکدیگر، به صفوف مخالفان پیوستند.
تنش‌ها و نارضایتی‌های مذکور، با بازتر شدن فضای سیاسی در سال ۱۳۵۶ که به دلیل فشارهای دولت آمریکا و نهادهای مدافع حقوق بشر صورت پذیرفته بود، از پاییز و زمستان همان سال، به‌صورت تظاهرات خیابانی خود را نشان داد. معترضان برای برگزاری راهپیمایی، از سنت‌های شیعی چون مراسم چهلم جانباختگان اعتراضات، استفادهٔ سیاسی به عمل آوردند. رویدادهایی چون فاجعهٔ آتش‌سوزی سینما رکس آبادان، کشتار معترضان در تعدادی از تظاهرات‌ها (از جمله در واقعهٔ جمعهٔ سیاه در شهریورماه)، و امتیازهای دیرهنگام شاه به مخالفان، موجب تشدید اعتراضات و از دست رفتن امکان مصالحه شد. رکود اقتصادی به وقوع اعتصابات گسترده و پیوستن طبقهٔ کارگر به تظاهرات‌ها و در نتیجه فلج شدن اقتصاد کشور انجامید. با پیوستن کارگران و همچنین تهی‌دستان شهری به تظاهرات‌ها، دامنهٔ اعتراضات از ده‌ها هزار نفر به صدها هزار و حتی میلیون‌ها نفر رسید. سرانجام، روح‌الله خمینی در ۲۳ دی ماه شورای انقلاب اسلامی ایران را برای راهبری انقلاب تأسیس کرد و روز بعد از آن شاه از کشور خارج شد. نهایتاً با خروج شاه و عدم موفقیت دولت نخست‌وزیر ملی‌گرا شاپور بختیار، بازگشت خمینی که برای چند هفته با آمریکا در تماس مستقیم بود، به کشور در ۱۲ بهمن، تشکیل دولت موقت ایران به نخست‌وزیری مهدی بازرگان در ۱۵ بهمن و نهایتاً، دو روز نبرد مسلحانه سازمان‌های چریکی و هزاران داوطلب مسلح با گارد شاهنشاهی و صدور اعلامیه بی‌طرفی ارتش در ۲۲ بهمن ۱۳۵۷، انقلاب به پیروزی رسید.
متعاقب آن، با برگزاری همه‌پرسی در ۱۲ فروردین ۱۳۵۸، نظام «جمهوری اسلامی» جایگزین نظام پیشین گردید. سپس قانون اساسی جمهوری اسلامی ایران در سال ۱۳۵۸ تدوین شد که در آن جمهوری اسلامی به صورت یک حکومت دینی برمبنای ولایت فقیه، برپایهٔ تفسیر خاصی از فقه شیعه، قرار داشت. این قانون با همه‌پرسی به تصویب مردم رسید. پس از انقلاب، سازمان‌های سیاسی که ایدئولوژی متفاوتی نسبت به حکومت مرکزی داشتند، سرکوب شدند. از جمله اتفاقات مرتبط با انقلاب ۱۳۵۷ رخدادهای دیگری چون گروگان‌گیری در سفارت آمریکا، حمله عراق به ایران و انقلاب فرهنگی ایران بود.
از جمله دلایل وقوع انقلاب آن بود که رویکرد حکومت پهلوی و به‌خصوص محمدرضا شاه در نوسازی جامعهٔ سنتی ایران به یک جامعهٔ مدرن از طریق مدرن‌گریِ آمرانه از بالا و ایجاد طبقهٔ متوسط با شکست مواجه شد، بنابراین طبقهٔ متوسطی به‌وجود آمد که به مخالفت با شاه برخاستند. استفاده از ابعاد سیاسی دین توسط برخی از مخالفان حکومت پهلوی و طرح تشیع انقلابی نیز مؤثر واقع شد. همچنین، حکومت ساختارهای میانجیِ کنترل‌کنندهٔ اجتماعی نظیر احزاب را تضعیف یا تخریب کرده بود و مانع از تشکیل جامعهٔ مدنی و سیاسی متعارف شده بود. به علاوه حکومت پهلوی دارای یک برنامهٔ اقتصادیِ بیش از حد جاه‌طلبانه بود که در دههٔ هفتاد میلادی تنگناها و کمبودهای اقتصادی و تورم را به همراه آورد. به تعبیری می‌توان انقلاب را تا حدی واکنشی محافظه‌کارانه به تلاش‌های غرب‌گرایانه و سکولاریزاسیون شاه مورد حمایت غرب، و واکنش نه‌چندان محافظه‌کارانه به بی‌عدالتی اجتماعی و ناتوانی‌های این حکومت دانست. بسیاری از ایرانیان شاه را وابسته و مدیون به یک قدرت غیرمسلمان غربی می‌دانستند که با ترویج فرهنگ غربی در حال آلوده کردن فرهنگ ایران بود. همچنین، حکومت پهلوی در میان معترضان فاسد و اهلِ بریز و بپاش دیده می‌شد.

## پیشینه تاریخی

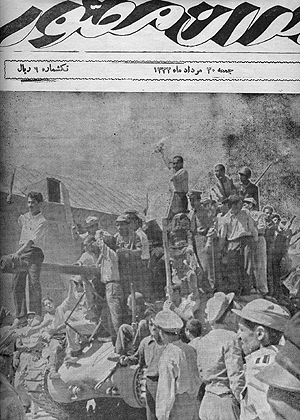
مخالفان محمد مصدق و شرکت‌کنندگان در کودتای ۲۸ مرداد، سوار بر تانک‌های «شِرمَن» ارتش شاهنشاهی

ادبیات گسترده‌ای که پیش از این توسط اسلام‌شناسان تولید شده، نشان داده است که چگونه جنبش انقلابی در ایران از احساسات شیعی برای پیشبرد اهداف خود بهره برد. از این رو، این جنبش از برانگیزاننده‌ترین مضامین اسلام شیعه استفاده کرد. در واقع، با تبدیل شاه به "یزید" و، برعکس، با برابر دانستن مبارزه مردم با مبارزه امام حسین شهید، رهبران مذهبی به مؤمنان فهماندند که وظایفشان چیست. همین مضامین پس از به قدرت رسیدن خمینی نیز دوباره فعال شدند.

### جنبش ملی شدن نفت و کودتای ۲۸ مرداد
برخی از محققان معتقدند در جستجوی ریشه اصلی انقلاب ۱۳۵۷ ایران، می‌توان به کودتای ۲۸ مرداد سال ۱۳۳۲ بازگشت. پس از برکناری رضاشاه پهلوی توسط متفقین در هنگامه جنگ جهانی دوم، ایران در بین سال‌های ۱۳۲۰ تا ۱۳۳۲، طولانی‌ترین زمان فضای باز سیاسی در تاریخ معاصر را به خود دید. در این دوره روشنفکران و نه روحانیون، دست‌اندرکار بسیج و سازماندهی توده‌ها علیه ساختار قدرت بودند و سازمان‌های غیرمذهبی -نخست حزب توده و سپس جبهه ملی ایران به رهبری محمد مصدق- با موفقیت، طبقه متوسط و طبقه کارگر شهری را جذب کردند. در طی این دوران، مصدق به عنوان یک ملی‌گرای محبوب، خواستار اصلاح سیاست خارجی نادرست و خاتمه بخشیدن به اعطای امتیازهای عمده به ابرقدرت‌های خارجی شد. او به یاری تظاهرات‌های گسترده طبقه متوسط و همچنین اعتصابات بزرگ کارگری در بخش صنعت نفت ایران به سازماندهی حزب توده، توانست نهضت ملی شدن صنعت نفت ایران را به عنوان اهرم فشاری بر حکومت، با موفقیت به پیش ببرد و تحت تأثیر شور و اشتیاق عمومی به نخست‌وزیری رسیده و حتی تسلط و اختیار محمدرضا پهلوی، شاه جوان ایران، بر ارتش شاهنشاهی ایران را به خطر افکند.
ملی شدن صنعت نفت برای انحصارات نفتی و امپراتوری بریتانیا ضربه‌ای جبران‌ناپذیر بود؛ به‌ویژه که این جنبش، می‌توانست به نیروی محرکه‌ای برای مردم دیگر کشورهای منطقه به منظور کسب حقوق خویش، تبدیل شود و بدین‌سان منفعت دیگر ابرقدرت وقت، ایالات متحده را نیز به مخاطره افکند. سرانجام بریتانیا توانست موافقت آمریکا را برای به راه‌اندازی یک کودتای نظامی علیه دولت مصدق به دست آورد. آمریکا به کمک نیروهای هوادار سلطنت در ارتش ایران و با پشتوانه دستگاه مذهبی (علما و روحانیون طراز اول و وعاظ و پیروان آن‌ها) و برخی از زمین‌داران و سیاست‌مداران محافظه‌کار، با کودتای ۲۸ مرداد دولت وی را سرنگون کرد.
این رویداد تأثیری به‌سزا و طولانی‌مدت بر فضای جامعه به جای گذاشت و در عصر گرایش‌های گوناگونی چون جمهوری‌خواهی، ملی‌گرایی، گرایش به سوسیالیسم و سیاست خارجی بی‌طرفانه، سلطنت پهلوی و ارتش در افکار عمومی به عنوان سرسپرده ابرقدرت‌های غربی، سرمایه‌داری و سازمان‌های اطلاعاتی آمریکا (سیا) و بریتانیا (اینتلیجنت سرویس) شناسانده شدند. با وقوع کودتا، سازمان‌های سیاسی چون جبهه ملی و حزب توده سرکوب شده و اعضای آن‌ها به حبس‌های کوتاه یا بلندمدت و حتی اعدام محکوم شدند و علاوه بر بریتانیا، ایالات متحده نیز به عنوان دشمن جدید امپریالیستی ایران شناخته شد. از سوی دیگر، سرکوب نیروهای سکولار و غیرمذهبی، راه را برای پیدایش جنبش‌های جدید اسلامی هموار کرد.

### تثبیت قدرت، نوسازی و توسعه اقتصادی
در دهه نخست پس از کودتای ۲۸ مرداد، محمدرضاشاه آنچه را که پس از برکناری پدرش، رها شده بود، ادامه داد. او با شتابِ هرچه بیشتر، سه ستون حافظ حکومت خویش، «ارتش»، «نظام حمایتی مالی دربار» و «دیوان‌سالاری» را گسترش داد و به یاری افزایش چشمگیر درآمد نفت، موفق شد تا رؤیای رضاشاه را در خصوص ایجاد یک ساختار دولتی عظیم، تحقق بخشد. شاه نخست رهبران کودتا را به مقام‌های کلیدی گمارد، کمک‌های مالی از آمریکا دریافت کرد و از همکاری‌های فنی سازمان اطلاعات اسرائیل (موساد) و آمریکا (سیا) و اف‌بی‌آی، پلیس فدرال آمریکا، برای تشکیل پلیس مخفی جدیدی در سال ۱۳۳۶، با عنوان ساواک (مخفف سازمان اطلاعات و امنیت کشور)، بهره برد.
در باقی سال‌های دهه ۱۳۴۰، شاه همچون فرمانروایی خودکامه و متکی‌به‌نفس حکومت کرد و خود را پادشاهی اصلاح‌اندیش و متحدِ نزدیک آمریکا و غرب نشان داد. او با افزودن بر شمار نظامیان، بودجه سالانه ارتش و خرید تسلیحات بسیار، ارتش ایران را در سال ۱۳۵۵ به پنجمین نیروی نظامی بزرگ جهان تبدیل کرد. سازمان امنیتی خود، ساواک، را تا آن‌جا گسترش داد که می‌توانست به خبرچینی از بسیاری از افراد و سانسور رسانه‌های گروهی پرداخته و از هر شیوه‌ای از جمله شکنجه برای از بین بردن مخالفان استفاده کند.
سال‌های دهه ۱۳۴۰ و ۱۳۵۰ همچنین شاهد توسعه اجتماعی-اقتصادی بود که بیشتر به‌واسطه درآمدهای روزافزون نفت میسر گشت. هم‌زمان با گسترش بندرها و راه‌ها، سدهای بزرگی در دزفول، کرج و مَنجیل بنا، و بیش از ۸۰۰ کیلومتر ریل راه‌آهن احداث شد که تهران را به شهرهای اصلی دیگر متصل می‌ساخت. ایران در سال‌های ۱۳۴۲ تا ۱۳۵۵ شاهد «انقلاب صنعتی» کوچکی بود که در نتیجه آن، سهم تولید ناخالص ملی، شمار کارخانه‌ها و تولید برخی صنایع مادر، رشد یافت. توسعه در بخش منابع انسانی نیز افزایش شمار مدارس، درمانگاه‌ها، پرستاران و پزشکان را در پی داشت. رونق اقتصادی دهه ۴۰ به طرز شگفت‌آوری به سود بنیادهای مذهبی هم بود، چرا که در پی این رونق، بازاریان به عنوان متحد قدیمی روحانیت، امکان یافتند تا هزینه نهادهای پرشمار و روبه‌رشد مذهبی مانند مساجد، موقوفه‌ها، چند حسینیه و شش حوزه علمیه بزرگ را تأمین کنند و در اواسط دهه ۵۰، نهادهای مذهبی تا آن اندازه قدرت داشتند که شاید برای نخستین بار در تاریخ ایران می‌توانستند واعظانی را به‌طور منظم به محلات فقیرنشین شهری و روستاهای دورافتاده بفرستند.

### تغییر ساختار اجتماعی

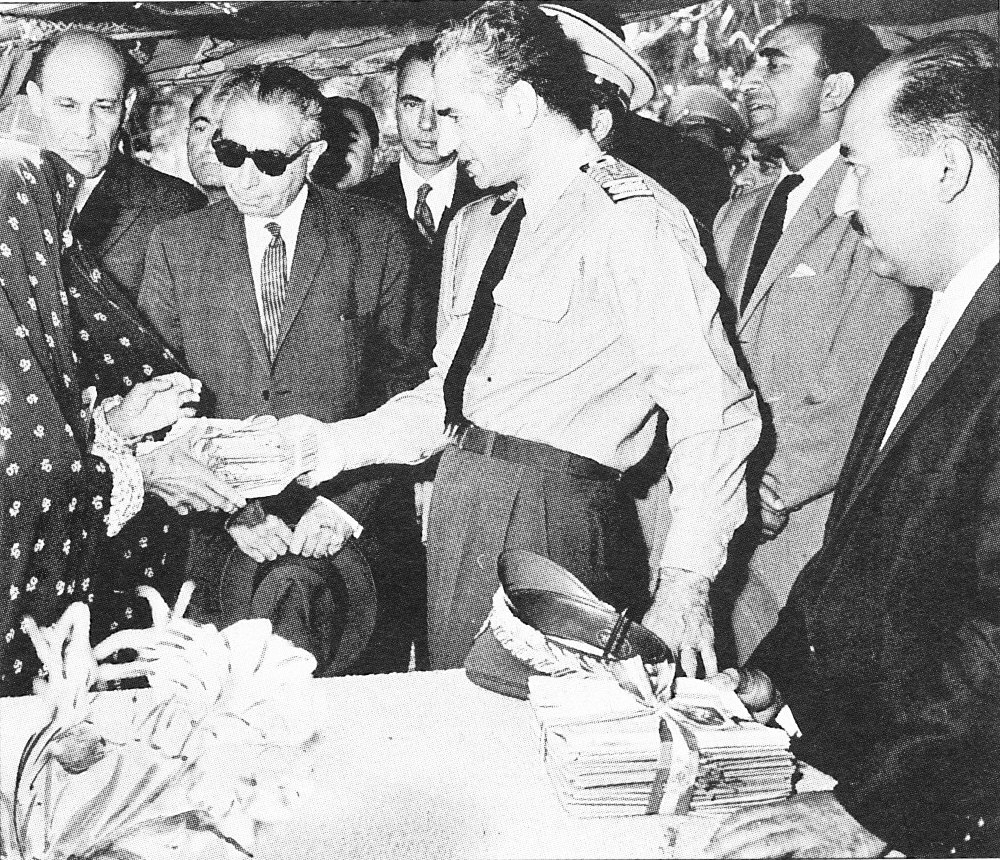
محمدرضاشاه به همراه علی امینی، نخست‌وزیر، و حسن ارسنجانی، وزیر کشاورزی، در حال اعطای سند مالکیت زمین‌ها به کشاورزان، به عنوان آغاز برنامه اصلاحات ارضی

#### اصلاحات ارضی
در سال‌های ۱۳۳۹ تا ۱۳۴۲، اقتصاد ایران که مبتنی بر کشاورزی بود، با بحران شدیدی روبه‌رو شد و ایران را به کمک‌های خارجی محتاج کرد. دولت وقت آمریکا، به ریاست جان اف. کِندی، پرداخت وام‌های آینده را به اجرای اصلاحات ارضی و لیبرالی، که آن را بهترین سد محافظ در برابر وقوع انقلاب کمونیستی می‌دانست، مشروط کرد. در نتیجه، شاه، علی امینی را که شخصی مورد اعتماد آمریکا بود، به مقام نخست‌وزیری رساند و وزیر کشاورزی امینی، حسن ارسنجانی، برنامه اصلاحات ارضی را با هدف از بین بردن اتکای ایران به کشاورزی و ایجاد طبقه کشاورزانِ مستقل به پیش برد. هرچند اصلاحات ارضی از اقدامات دولت امینی بود، شاه پس از تعدیل آن، اصلاحات را ابتکار خود معرفی کرد و آن را در منشور شش‌ماده‌ایِ جنجال‌برانگیزِ خود، موسوم به «انقلاب سفید» یا «انقلاب شاه و مردم»، منظور کرد. پنج ماده دیگر آن شاملِ ملی کردن جنگل‌ها، فروش کارخانه‌های دولتی به بخش خصوصی، سهیم شدن کارگران در سود کارخانه‌ها، اعطای حق رأی به زنان و ایجاد «سپاه دانش» می‌شد.
شاه گمان داشت که با اجرای اصلاحات ارضی، نه‌تنها حمایت آمریکا را به دست خواهد آورد، بلکه با از میان برداشتن نظام ارباب-رعیتی، دهقانان را نیز به جمع حامیان خود خواهد افزود.

##### چگونگی اجرا
هدف رسمی این بود که ایران تا پایان قرن بیستم در بین مدرن‌ترین کشورهای جهان قرار داشته باشد؛ اما در عمل، انقلاب سفید شاه، به نتیجه مطلوب شاه نرسید. شاه انقلاب سفید خود را به «بزرگ‌ترین نمایش تبلیغاتی‌ای که دنیا تاکنون دیده بود» تبدیل کرد. انجام این اصلاحات، نظام تولید ثروت طبقه اشراف را که از متحدان شاه بودند، دگرگون کرد. از سوی دیگر انقلاب سفید، شکاف میان مذهبی‌ها با شاه را گسترده کرد. در فاصله کمتر از یک دهه پس از کودتا، روابط شاه و روحانیون، مسالمت‌آمیز بود، ولی اتخاذ این طرح‌ها و همچنین به رسمیت شناختن دولت اسرائیل توسط حکومت وقت، به این دوره کوتاه از روابط حسنه شاه و علما پایان داد. از میان اصل‌های انقلاب سفید، اصلی که بیش از بقیه موجب تحریک و موضع‌گیری مخالفان مذهبی شد، اصل حق رأی زنان بود. در یک گزارش سازمان سیا آمده‌است که هر روز ایرانیانِ بیشتر و بیشتری اصلاحات موجود در این برنامه را رد می‌کنند.

##### مخالفان اصلاحات ارضی
مخالفان اصلی برنامه‌های اصلاحی شاه دو گروه قدرتمند بودند: جبهه ملی از سویی، و طبقه مذهبی و متحدان‌شان در بازار از سوی دیگر. جبهه ملی طی اعلامیه‌ای انقلاب سفید را «بازگشت به استبداد» دانست. علما نیز مخالف افزایش قدرت شاه، اصلاحات اراضی و اعطای حقوق مدنی به زنان بودند. حسین بروجردی، مرجع تقلید بانفوذ شیعه، فتوایی مبنی بر حرام بودن تصرف اراضی صادر کرد.

##### اولین فعالیت سیاسی خمینی و مطرح شدن او
در این زمان مخالف جدیدی به نام روح‌الله موسوی خمینی پیدا شد که در مدرسه معروف فیضیه قم به تدریس فلسفه و فقه می‌پرداخت. او سخنرانی‌های انتقادی خود را از سال ۱۳۴۱ آغاز کرده بود. خمینی علاوه بر اصلاحات ارضی و حق رأی زنان که توسط روحانیون دیگر مطرح می‌شد، نفوذ آمریکا در ایران و کاپیتولاسیون را مطرح کرد. اعتراضات مردم علیه طرح‌های شاه در خرداد ۱۳۴۲، در شهرهای بزرگ با سرکوبی خونین پایان یافت (قیام ۱۵ خرداد)، رهبران جبهه ملی دستگیر شدند، و خمینی به ترکیه تبعید شد و پس از چندی از آن‌جا به عراق رفت. خمینی برخلاف اعضای جبهه ملی، کودتای ۲۸ مرداد و زیر پا نهادن مشروطیت توسط شاه را مطرح نکرد.

##### اثرات اصلاحات ارضی بر جامعه
اصلاحات ارضی و انقلاب سفید منجر به تنش‌های جدید در ساختار اجتماعی شد که مورد انتظار شاه نبود. اصلاحات ارضی به جای آن‌که رعایای رهاشده را متحد حکومت کند، تعداد زیادی از کشاورزان مستقل و کارگران را پدیدآورد که هیچ احساس وفاداری به شاه نداشتند. چنان‌که آبراهامیان می‌گوید: «انقلاب سفید برای پیش‌دستی در برابر انقلاب سرخ طراحی شده بود؛ اما به جای آن، راه را برای انقلاب اسلامی هموار کرد.» هرچند انقلاب سفید در پیشرفت اقتصادی و فناورانه ایران نقش‌آفرینی کرد، شکست برخی از برنامه‌های اصلاحات ارضی و فقدان نسبی اصلاحات دموکراتیک از عواملی بود که در افول شاه و وقوع انقلاب در سال ۱۳۵۷ مؤثر بود.

## عوامل تنش و نارضایتی

### فساد مالی
یکی از دلایل نارضایتی مردم، فساد مالی قدرتمندان نظام پهلوی بود. در سال ۱۳۵۷ فساد مالی به یکی از مسائل سیاسی عمده بدل شد و بخش اعظم انتقاد از شاه در مورد فعالیت‌های غیرقانونی اطرافیان او بود. عباس میلانی یکی از پایه‌های اصلی نارضایتی مردم را، فساد مالی قدرتمندان می‌داند. او می‌گوید هویدا برای متقاعد کردن شاه در محدود کردن فعالیت اقتصادی خاندان سلطنتی تلاش زیادی کرد.
ناکارآمدی ساختار اقتصادی کشور یکی از عوامل عمده فساد در دربار بود. مجریان طرح‌های دولتی برای حل مشکلات خود دست به پرداخت رشوه می‌زدند. در مدت کوتاهی «فساد چنان بالا گرفت که بسیاری از مقامات بالای دولتی، و بدتر از همه، اعضای خانواده سلطنتی را هم آلوده ساخت.» شرکت‌های بزرگ برای واردات، صادرات و تعامل با دولت نیاز به مجوز داشتند. مجوزهای دولتی فقط به تعداد معدودی از شرکت‌ها داده می‌شدند، به این بهانه که تولید کارخانجات بیش از اندازه نشود. برای گرفتن و نگاه داشتن یک مجوز نیاز بود که سران شرکت، با افراد بانفوذ در تهران رابطه برقرار کنند. در زمینه مجوزها و دیگر مسائل، روایت‌های معتبری در مورد مقامات بالا، همچون شاهدخت اشرف و پسرش شهرام وجود دارد؛ مثلاً این‌که این افراد بانفوذ، ۱۰ درصد یا بیشتر از یک شرکتِ نوبنیاد را به‌طور مجانی می‌گرفتند تا مجوز آن را تضمین کنند. این‌گونه اقدامات و دیگر انواع فساد به‌شدت قیمت فروش محصولات داخلی را افزایش می‌داد و در نتیجه بازار آن‌ها را در داخل و خارج محدود می‌کرد.
طبق یک ارزیابیِ داخلیِ سفارت انگلیس در ۷ اوت ۱۹۵۸، دست شاه، خانواده و دوستان او تنها از شاخه‌های اندکی از فعالیت‌های اقتصادی کوتاه مانده بود. سیا در گزارشی دربارهٔ فساد خاندان پهلوی می‌نویسد: «اخیراً رئیس یکی از بزرگ‌ترین بانک‌های ایران به یکی از مقامات سفارت گفته که چندی پیش، توجه شاه را به یکی از معاملات اشرف جلب کرده بود. گفته بود اگر جزئیات این معامله علنی شود، بازتاب منفی خواهد داشت. شاه به این گزارش توجهی نکرد. رئیس بانک می‌گفت اگر کسی دیگر، جز اشرف این کار را کرده بود، ده سال حبس می‌کشید». به گفته یک اقتصاددان معتبر غربی، در چند سال آخر سلطنت مقدار بسیار زیادی پول -احتمالا به اندازه ۲میلیارد دلار- مستقیماً از درآمدهای نفتی به حساب‌های مخفی خارج از کشور خاندان سلطنتی واریز شد. منابع غربی ثروت خانواده پهلوی در ایران و خارج را بین ۵ تا ۲۰ میلیارد دلار برآورد می‌کردند.
در آن زمان، افراد بسیاری در فسادهای مالی گسترده دست داشتند. از جمله این افراد می‌توان به موارد زیر اشاره کرد:
- اسدالله علم، که به گزارش دوستان خود او و افراد برجسته، در بسیاری از معاملات مشکوک شرکت داشت.
- امیرهوشنگ دَوَلّو، که «سلطان خاویار» لقب گرفته بود.
- از همه غریب‌تر و مرموزتر، کریم ایادی، که در گزارش‌های سفارت آمریکا، به عنوان «طبیب ویژه شاه» نام گرفته، اما در عین حال آمده که او در شرکت‌های متعدد، از قبیل شرکت نفت پارس، سهام داشته‌است. معمولاً بین ۱۵ تا ۴۰ درصد سهام این شرکت‌ها از آن او بوده‌است. او در این‌گونه موارد از اسامی مختلفی استفاده می‌کرد، و خود را «عبدالکریم»، «کریم» یا «ایادی» می‌خواند. تیمسار ایادی همچنین از حق انحصاری بهره‌برداری از میگوی خلیج فارس برخوردار بوده‌است. در گزارش دیگری، سازمان سیا ایادی را کانال اصلی فعالیت‌های اقتصادی شاه می‌داند و می‌افزاید که «زمانی حتی شایع بود که سهام شاه هم در شرکت ماهی‌گیری جنوب به اسم ایادی ثبت شده بود.»[۶۳]
- هنگامی که شاه تصمیم گرفت، برای تشکیل دولت «وحدت ملی»، از شریف‌امامی استفاده کند، شایع بود که شریف‌امامی به فساد مالی متهم است. شاپور بختیار در دیداری با یکی از اعضای سفارت آمریکا، هشدار داده بود که: «دولت شریف‌امامی خود عمیقاً آغشته به همان فسادی‌ست که ظاهراً با آن مبارزه می‌کند.» بختیار در مورد فساد مالی شریف‌امامی اطلاعات دست اولی داشت. البته همه می‌دانستند که نخست‌وزیر کابینه «وحدت ملی» به «آقای پنج‌درصد» شهرت دارد، و وجه تسمیه لقبش را چنین توضیح می‌دادند که از بیش‌وکم تمامی قراردادهای دولتی، پنج‌درصد حق حساب می‌گرفت.[۶۴]
- اردشیر زاهدی مدعی است که هویدا ۳۵۰هزار دلار برای مخارج شخصی شاهدخت اشرف به او پرداخته‌است. وی می‌گفت اشرف می‌خواست یکی از معشوقان خود را به جلسات سازمان ملل ببرد، و این معشوق گفته بود برای چنین سفری ۳۰۰هزار دلار می‌طلبد. در نهایت، به رغم مخالفت شدید زاهدی با پرداخت این مبلغ، هیئت دولت، با پرداخت آن موافقت کرد.[۶۵][۶۶]

### خودکامگی و تزلزل در محمدرضا پهلوی

#### انتقادناپذیری شاه
گزارش سازمان سیا در ۸ اکتبر ۱۹۷۱ شاه را فردی «مجزا» می‌خواند که در محیط رسمی دربار و در وضعیت «نبود تأسف‌آور ارتباط از پایین به بالا» به سر می‌برد. هیچ‌یک از مقامات ایران جرأت نمی‌کنند اشتباه بودن کاری را به او گوشزد کنند. پس از ۱۵ خرداد ۱۳۴۲ حسین علاء، وزیر دربار، عده‌ای از رجال مجرب را جمع کرد و در مورد حادثه اخیر مشورت کردند. جمع شامل عبدالله انتظام، سپهبد مرتضی یزدان‌پناه، علی‌اصغر حکمت، محمدعلی وارسته، گلشائیان و چند نفر دیگر بود. آن‌ها نظر دادند که نخست‌وزیر وقت، اسدالله علم، تندروی کرده و بهتر است کنار رود، و برای تسکین هیجان مردم حکومتی تازه روی کار آید. این تصمیم به مذاق شاه خوش نیامد و با تشدّد و تغیّر به مقابله پرداخت. به گمان او اگر جمعی بنشینند و صلاح‌اندیشی کنند، به مفهوم این است که فکر خود را برتر از فکر شاه دانسته‌اند و می‌خواهند برای او تعیین تکلیف کنند. شاه، حسین علاء را از وزارت دربار و عبدالله انتظام را از ریاست شرکت نفت برکنار کرد.
شاه مستقیماً نیز بر مطبوعات نظارت می‌کرد و هیچ انتقادی را برنمی‌تابید. جهانگیر بهروز، از روزنامه آیندگان، پس از نوشتن مقاله‌ای در مورد وضع آزادی مطبوعات در ایران در سال ۱۳۵۰ به دستور شاه اخراج شد. داریوش همایون دوبار مورد غضب شاه قرار گرفت. یک‌بار به‌خاطر آن که «انقلاب سفید» را فرایندی اصلاحی خواند، و بار دوم وقتی تلویحاً از کیش شخصیت شاه انتقاد نمود.

#### اختیارات نامحدود شاه

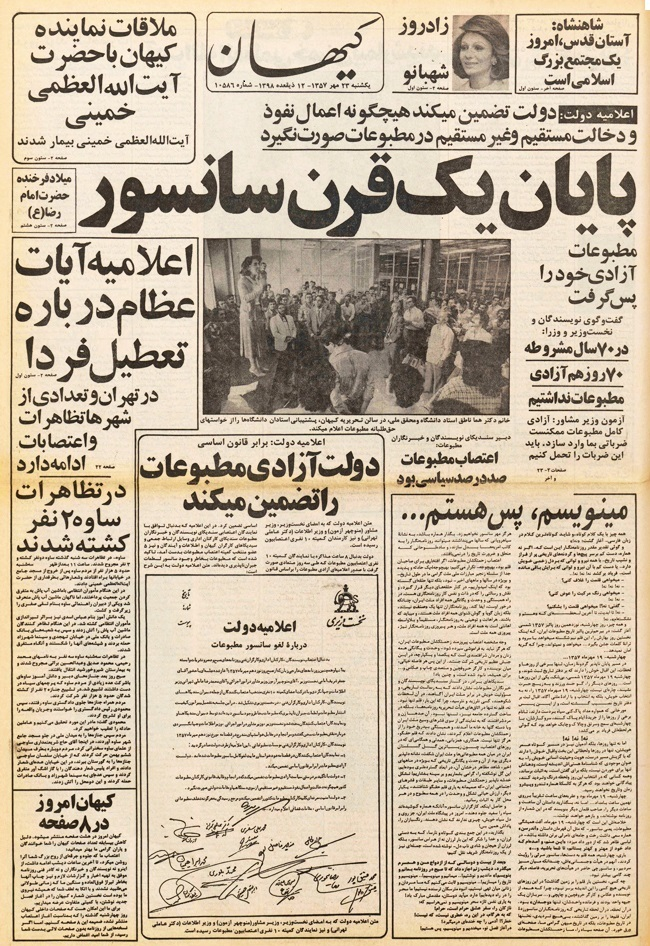
روزنامه کیهان، به تاریخ ۲۳ مهرماه ۱۳۵۷، که گوشه‌ای از آرزوهای انقلابیون برای به دست آوردن آزادی را نشان می‌دهد.

دفتر اطلاعات و تحقیقات وزارت امورخارجه آمریکا در گزارش سال ۱۳۴۴ می‌گوید: «او فقط پادشاه نیست؛ در عمل، نخست‌وزیر و فرمانده کل نیروهای مسلح هم هست. تمام تصمیمات مهم دولت را یا خود اتخاذ می‌کند یا باید پیش از اجرا، به‌تصویب او برسد. هیچ انتصاب مهمی در کادر اداری ایران بی‌توافق او انجام نمی‌گیرد. ساواک را مستقیم در دست دارد. روابط خارجی را خود اداره می‌کند. انتصابات کادر دیپلماتیک با اوست. ترفیعات ارتش، از درجه سروانی به بالا، تنها با فرمان مستقیم اوست. طرح‌های اقتصادی از تقاضای اعتبار خارجی تا محل تأسیس کارخانه با تصمیم اوست. اداره دانشگاه‌ها در دست اوست. او تصمیم می‌گیرد چه کسانی به جرم فساد محاکمه خواهند شد. نمایندگان مجلس را برمی‌گزیند. تعیین میزان آزادی مخالفان در مجلس به‌عهدهٔ اوست. تصمیم نهایی در مورد لوایحی که به‌تصویب مجلسین می‌رسد نیز با اوست… پس از سرلشکر زاهدی، شاه تنها کسانی را به صدارت برگمارده که مطیع منویات ملوکانه بوده‌اند و هیچ‌کدام در میان تودهٔ مردم پایگاه مستقلی نداشتند».

#### نفی اهمیت دموکراسی برای جامعه
شاه مردم‌سالاری را برای ایران مناسب نمی‌دانست و آن را مانع توسعه کشور می‌دید. او اعتقاد داشت که یک حکومت استبدادی، مانند حکومت پدرش، برای کشور مفیدتر است. شاه حداقل در ۱۶ سال پایانی حکومت خود تصمیم‌گیرنده نهایی همه تصمیمات مهم بود.

#### راندن افراد بالیاقت و جذب افراد بله‌قربان‌گو
شاه می‌پنداشت هرکه مطیع‌تر باشد خلوص نیتش بیش‌تر، و عقیده‌اش به شخص وی زیادتر است. از همین روی، نخست‌وزیری افراد مستقل مثل مصدق، سپهبد زاهدی، حسین علاء و امینی را برنمی‌تابید؛ و به افرادی مثل اقبال، حسنعلی منصور و هویدا که بله‌قربان‌گو بودند علاقه داشت. او ترجیح می‌داد به جای تربیت ملتی لایق، عده‌ای سودجو و بی‌منزلت، هرچند درس‌خوانده و تحصیل‌کرده، را در پست‌های گوناگون بگمارد؛ به نحوی که چند تن از سرسپردگان او هر یک متجاوز از بیست شغل داشتند.

#### زوال تدریجی افراد لایق پیرامون شاه
به دلیل عدم اقبال شاه به افراد شایسته، به تدریج نسل سیاست‌مداران واقع‌گرا و لایق، نظیر اسدالله علم، منوچهر اقبال، محمد ساعد، ارنست پرون و ابراهیم حکیمی از میان رفت و حلقه مشاوران شاه به گروهی از بله‌قربان‌گوها محدود شد، که برای به عرض رساندن مطالب مورد علاقه شاه با یک‌دیگر رقابت می‌کردند. این مشاوران ناآگاهانه به دوری شاه از واقعیت‌ها و نزدیک شدن او به گرداب انقلاب کمک کردند.

### رویکردهای فرهنگی
«هر روز توی این مملکت مهمانی و جشن هنر راه می‌انداختند، فستیوال سینمایی، سرگرمی‌های مضحک!»
غلامحسین ساعدی در نکوهش سبک زندگی در دوران حکومت پهلوی.

#### غرب‌گرایی و باستان‌گرایی حکومت پهلوی
باستان‌گرایی که از اواخر دوران قاجار در عرصه فرهنگی، اجتماع و سیاست جامعه ایرانی پدیدار گشت، در پی آن بود که با بازآفرینی و تجدید حیات سنت‌ها و عقیده‌های کهن و باستانی، نظم جدیدی را در تفکر اجتماعی، فرهنگی و سیاسی بازتولید نماید و یک ایدئولوژی جدید بسازد. این ایدئولوژی در پی کم‌رنگ کردن و کنار زدن فرهنگ و مذهب شیعه و تفکیک دو دوره از تاریخ ایران، یعنی تاریخ باستان و تاریخ دوره اسلامی بود.
در زمان پادشاهی رضا پهلوی، همراه با اندیشه باستان‌گرایی ایرانی، اندیشه آریاگرایی و تأکید بر نژاد آریایی در ایران گسترش یافت. به نظر آبراهامیان تأکید شدید رضاشاه بر هویت ایرانی بود؛ و این امر برای مردمی که مذهب هزار و چهارصد سال در زندگی آن‌ها رخنه کرده بود بسیار دشوار بود. با دستور وی عزاداری‌ها ممنوع اعلام شد و روحانیون خلع لباس شدند. در این دوره ملی‌گرایی رواج بسیار پیدا کرده بود، شاه خود به تخت جمشید می‌رفت برای فردوسی آرامگاه ساخت و برای هزاره فردوسی شاعران و اندیشمندان زیادی به ایران آورده شدند. رضاشاه کشف حجاب را با زور و اجبار انجام داد و ناگهان حق انتخاب را از زنان گرفت و هیچ روند جامعه‌پسندی برای این کار طی نشد. بخشی از زنان که مسن‌تر و سنتی بودند و احساس برهنگی می‌کردند، عملاً در خانه محبوس شدند. کشف حجاب و کشیدن چادر از سر زنان توسط مأموران شهربانی که در نتیجه صدها هزار زن که راضی به کشف حجاب نبودند، تا پس از تبعید وی در خانه ماندند. وی کشف حجاب را حتی به قیمت مرگ زنان نیز ادامه داد.
به‌نوشته استفانی کرونین، رضا شاه تحول در نظام قضایی ایران را آغاز کرد. در دوره پهلوی، علی اکبر داور به عنوان اولین رئیس دستگاه قضایی کشور برگزیده شد. او در این راه تحول شگرفی ایجاد نمود و بسیاری را به خارج فرستاد و پس از کسب دانش قضاوت به آن‌ها منصب داد. در این دوره قوانین قضایی کشور برای اولین بار بر اساس قوانین مدرن برپا شد و دست روحانیون از این سمت کوتاه شد و همچنین در بخش آموزش تمامی کتب درسی از ریشه و بن تغییر کرد.
در ابتدای دهه پنجاه خورشیدی، میلیون‌ها دلار برای برگزاری جشن‌های ۲۵۰۰ ساله شاهنشاهی ایران در تخت جمشید هزینه شد و بزرگ‌ترین اجتماع سران کشورهای جهان در آن‌جا برگزار شد. در سال ۱۳۵۴، شاه مبدأ تاریخ را به ۵۵۹ قبل از میلاد تغییر داد و گاه‌شماری شاهنشاهی را، تاریخ رسمی کشور اعلام کرد. دو سال بعد و در جریان انقلاب، گاه‌شماری هجری خورشیدی، گاه‌شماری رسمی کشور اعلام شد. برخی تحلیل‌گران، جایگزینی تقویم هجری قمری با گاه‌شماری شاهنشاهی را از اشتباهات بزرگ حکومت پهلوی می‌دانند. یرواند آبراهامیان، نویسنده کتاب «ایران بین دو انقلاب» معتقد است که «در دوران معاصر کمتر رژیمی در عالم یافت شده که چنان بی‌پروا تقویم مذهبی کشورش را مخدوش کند.» سید محمدرضا گلپایگانی از مراجع تقلید در روز سه‌شنبه ۲۶ اسفند ۱۳۵۴ (فردای اعلام این خبر) طی تلگرافی به رؤسای مجلس‌ها و دولت، به تاریخ شاهنشاهی ایراد گرفت.
روح‌الله خمینی نیز شش ماه بعد از این تغییر، در پیام عید فطر ۱۳۵۵ به‌کارگیری تاریخ شاهنشاهی را حرام اعلام کرد و گفت: «کارشناسانی… برای تضعیف اسلام و محو اسم آن نغمه شوم تغییر مبدأ تاریخ را ساز کردند؛ این تغییر، هتک اسلام و مقدمه محو اسلام است، خدای نخواسته، استعمال آن بر عموم، حرام و پشتیبانی از ستمکار و ظالم، مخالف با اسلام عدالت‌خواه است…».
سیاست غرب‌گرایی محمدرضاشاه و مرتبط بودن با یک قدرت غربی (ایالات متحده آمریکا) با هویت مسلمان شیعی ایران تعارض داشت. سید حسین نصر تقابل فرهنگی میان فرنگی‌مآبی و تجددگرایی طبقات بالای جامعه با دیگر قشرها را از علل انقلاب می‌داند.
این باور که وی توسط متفقین به حکومت گماشته شده‌است و از سازمان سیا در ۱۹۵۳ برای بازگرداندنش به قدرت، یاری گرفته‌است، همگی باعث شد ایرانیان ملی‌گرا، چه مذهبی و چه سکولار، او را مهره غرب در نظر بگیرند. به‌نوشته عباس میلانی، مخالفان شاه از هر فرصتی برای خوار و خفیف نشان دادن شاه نهایت استفاده را می‌کردند و حاضر به پذیرش هیچ پیشرفتی توسط شاه نبودند. برای مثال، نقش شاه در اوپک را سند دیگری بر «نوکری» امپریالیسم آمریکا توسط شاه عنوان می‌کردند. آنان این تئوری را پیشنهاد می‌کردند که قیمت بالای نفت، باری بر روی ژاپن و اروپا و به سود آمریکا است.

#### اندیشه غرب‌زدگی و هویت‌گرایی
از نخستین افرادی که طرحی از غرب‌ستیزی و هویت‌گرایی نوین ارائه داد سید فخرالدین شادمان بود. وی در کتاب تسخیر تمدن فرنگی به نقد انواع رویکردهای ایرانیان در قبال غرب پرداخت و مروّجان فرهنگ غربی را تحت عنوان «فکلی» پدیدارشناسی کرد. مهرزاد بروجردی جلال آل احمد، داریوش شایگان و رضا داوری را پیشگامان گفتمان غرب‌زدگی می‌داند. این افراد اندیشه‌های فلسفی در باب غرب‌زدگی را تفصیل و توضیح داده‌اند، دیدگاه‌های مختلف و گوناگون در این‌باره را گسترش داده‌اند و پاسخ غالب اندیشمندان ایران در دهه‌های هفتاد و هشتاد و نود میلادی در مواجهه با غرب را نشان داده‌اند.
مفهوم غرب‌زدگی را احمد فردید ابداع کرد و جلال آل احمد در کتاب غرب‌زدگی در سال ۱۳۴۱ و ۱۳۴۲ به کار بست. این مفهوم ناظر به فقدان هویت ایرانی و غرب‌گرایی در میان روشنفکران بود. حمید دباشی معتقد است که در خلق گسترده واکنش‌های مثبت و منفی، و نیز در ایجاد ادبیاتی در مورد نقد اجتماعی ایران پیش از انقلاب، هیچ واژه‌ای همچون غرب‌زدگی برای درک این اوضاع و شرایط نمی‌تواند به ما کمک کند و غرب‌زدگی آل احمد ابزاری است که جوانان انقلابی را می‌توان با آن بازشناخت. احسان یارشاطر می‌گوید هیچ گفتمان دیگری در تاریخ جدید ایران چنین رواج چشمگیری نداشته‌است و هیچ گفتمان دیگری نیز همچنین موفقیتی نداشته‌است. این گفتمان حتی به عنوان یکی از اجزای اساسی نقد خمینی بر رژیم پهلوی دانسته می‌شود. صادق زیباکلام می‌گوید غرب ستیزی آل احمد را در طول تاریخ کشور جاودانه کرد. کتاب در خدمت و خیانت روشنفکران جلال ادعانامه‌ای علیه غرب و علیه جریان روشنفکری است زیرا روشنفکران متمایل به غرب هستند و غرب‌ستیز نیستند.
‫احسان‬‫ نراقی‬ در سال ۱۳۵۳ کتاب ‫‬‫“غربت‬ ‫غرب”‬ را نوشت. در مقدمه مدعی شد ‫عنوان‬ ‫کتاب‬ را از کتاب ‫سهروردی‬ ‫–‬ ‫الغُربة‬ ‫الغَربیة‬ ‫‪ برداشته که البته محتوای کتاب زیاد به آن مربوط نمی‌شد و یک لیست یود از مجموعه مشکلات فرهنگی اجتماعی اقتصادی و زیست‌محیطی که غرب مدرن با آن مواجه شده بود. نراقی‬ ‫نوشت‪:‬‬‫“شرق‬ ‫و‬ ‫غرب‬ ‫در‬ ‫حقیقت‬ ‫اشاراتی‬ ‫است‬ ‫عرفانی‬ ‫‪. ‬‬ ‫‪. ‬‬ ‫‪. ‬‬‬ ‫شرق‬ جهان ‬‫نور‬ ‫و‬ ‫مظهر‬ ‫روشنایی‬ ‫و‬ ‫پایگاه‬ ‫فرشتگان‬ ‫مقرب‬ ‫الهی‬ ‫است‬ ‫در‬ ‫حالی‬ ‫که‬ غرب ‬‫جهان‬ ‫ظلمت‬ ‫و‬ ‫نشانه‬ ‫تاریکی‬ ‫است‪”. ‬‬ ‫‪‬ او گفت ما کافیست اشتباهات غرب را مرتکب نشویم و در آن موقع فرهنگ ما همان پادفرهنگ غرب (فرهنگ ایده‌آل) است. نراقی در ۱۳۵۵ کتاب آنچه خود داشت را منتشر کرد و در مقدمه آن نوشت: قدرت تمدن غرب از غرقه شدن آن در «واقعیت» سرچشمه می‌گیرد. اما شکوه تاریخ شرق از درخشش لایزال «حقیقت» است. اکنون ما ناگزیریم که واقعیت غرب و حقیقت مشرق را در هم آمیزیم و یگانه کنیم.
‫‫شاعران‬ ‫چپ‌گرا‬ ‫مانند‬ ‫سیاوش‬ ‫کسرایی‪، ‬‬ ‫سعید‬ ‫سلطانپور‪، ‬‬ ‫نعمت‬ ‫میرزازاده‬ ‫و‬ خسرو‬‫گلسرخی‬ ‫در‬ ‫دهه‌های۴۰ و ۵۰ شمسی‬‬ ‫‫نوعی‬ ‫به‬ ‫مبارزه‬ ‫طلبیدن‬ ‫غرب‬ ‫از‬ ‫جانب‬ ‫شرق‬ را مطرح می‌کردند‪. ‬‬ نمونه آن‬ ‫شعر‬ “امریکا‪، ‬‬‫امریکا”‬ ‫از‬ ‫سیاوش‬ ‫کسرایی‬ است.
ابوالقاسم انجوی شیرازی در سال ۱۳۵۱ شرق‌شناسی را توطئه جهان غرب برای غارت گنجیه‌های ملی قلمداد می‌کرد که هدفش «تخریب و تضعیف فرهنگ غنی و پرثمر ایران» بود.
رضا براهنی در ۱۳۴۸ کتاب تاریخ مذکر را منتشر کرد و نوشت: «نظر اسلام از دیدگاه تاریخی، پدیده‌ای است اولا اصیل، ثانیاً تاریخی، ثالثاً ضد تاریخی و رابعاً دارای ارزش‌هایی است که از نظر تاریخی پایدار به نظر می‌آیند. خواننده به خوبی می‌داند که من از اسلام کنونی حرف نمی‌زنم؛ بلکه از صدر اسلام حرف می‌زنم.» (تاریخ مذکر، ص ۲۹)
علی رضا میبدی در فروردین ۱۳۵۲ نوشت که اسلام اگر سلاح نباشد، سپر است و تنها نقطه اتکا سنتی است که می‌تواند میان مسلمین شرقی پیوند ایجاد کند.
داریوش شایگان کتاب آسیا در برابر غرب را نوشت. به گفته وی نیهیلیسم، تقدیر تمدن غربی است و تمدن‌های آسیایی نیز اسیر تقدیر غرب‌زدگی شده‌اند و از وضع خود آگاهی ندارند و در نتیجه دچار «توهم مضاعف» هستند. آن‌ها از یک سو در پی مهار تفکر تکنیکی غرب و از سوی دیگر حفظ هویت فرهنگی خود هستند. شایگان راه‌حل «هویت مشترک آسیایی» را در برابر تفکر غربی ارائه داد.

#### حرکت جامعه بسمت مذهب و رهبری مذهبی
پس از شهریور ۱۳۲۰ شاه جوان بخاطر تثبیت سلطنت خود به روحانیت شیعه تمایل پیدا کرد. او مرجعیت شیعه را از نجف به ایران انتقال داد و بسیاری از اقدامات پدرش را به درخواست آنها منحل کرد. شاه تلاش کرد از سیدابوالحسن اصفهانی، «پیام تبریک پادشاهی» دریافت کند. شاه از سید حسین طباطبایی بروجردی در بیمارستان عیادت می‌کرد. سید کاظم شریعتمداری در مقابله با «فرقه دموکرات آذربایجان» به شاه کمک کرد. سید احمد کسروی، نویسنده و پژوهشگر تاریخ توسط گروه «فدائیان اسلام» در سال ۱۳۲۴ ترور شد. سید حسین طباطبایی قمی، از نجف به نخست‌وزیر احمد قوام تلگراف زد و خواستار آزادی سریع ضاربان شد و نگرانی خودش را از عدم تقدیر دولت از شجاعت آنان بیان کرد. ضاربان بعد از محاکمه‌ای کوتاه آزاد شدند.
در جریان کودتای ۲۸ مرداد ۱۳۳۲ با توجه با اینکه در متمم قانون اساسی اصل یکم ترویج مذهب شیعه را وظیفه پادشاه دانسته بود و در ذهنیت علما، جمهوریت با سکولاریسم تداعی می‌شد و در ترکیه آتاتورک یک نظام سکولار ایجاد کرده بود و مصر هم بعد از کودتای نجیب و ناصر به همین راه می‌رفت و حکومت وهابی عربستان سعودی با تشیع مشکل داشت، روحانیت نمی‌خواست با شکست شاه تشیع یتیم شود و سکولاریسم رونق بگیرد. سید ابوالقاسم کاشانی با مصدق خصومت داشت و این را علنی نشان می‌داد. بروجردی از مصدق به علت بازگذاشتن دست توده‌ای‌ها کدورت داشت چون حزب در بین روحانیت نیز هم رخنه کرده بود و نیز مصدق را نسبت به مذهب بی قید می‌دانست. بروجردی او بعد از خروج شاه از ایران وقتی دید تغییر نظام جدی به نظر می‌رسد گفته بود: «مملکت شاه می‌خواهد.»
سر انجام در روز ۲۸ مرداد سید ابوالقاسم کاشانی و سید محمد بهبهانی (فرزند سید عبدالله بهبهانی) که دشمن سرسخت مصدق و همواره به جاسوسی برای سازمان‌های آمریکا و بریتانیا و دریافت پول متهم بوده‌اند. افرادی چون شعبان جعفری و طیب حاج‌رضایی را به طرفداری از شاه به خیابان‌ها آوردند.
در مدت دو دهه حکومت ارتباط خوبی با مذهبیون داشت تا اینکه در آغاز دهه ۱۳۴۰ شاه تصمیم گرفت برای ترقی کشور اصلاحات کند. تکنوکرات‌ها دستگاه اداری را دردست گرفتند و برنامه اتحاد برای ترقی کندی به روایت ایرانی، انقلاب سفید پس از همه‌پرسی به اجرا درآمد و با مخالفت سخت روحانیت روبرو شد. قیام خرداد ۱۳۴۲ چهار ماه پس از همه‌پرسی ششم بهمن روی داد. اسدالله علم، نخست‌وزیر، بر آن پیروز شد ولی شاه روش دودلانه خود را تغییر نداد. باز امتیاز دادن‌ها و دلجوئی‌ها ادامه یافت. نفوذ اسلامی‌ها در ۱۵ ساله بعدی روزافزون بود. شمار مسجدها بنا به پژوهش عباس میلانی از ۲۰۰ در ۱۳۲۰ به ۵۰هزار در ۱۳۵۷ رسید که به یاری هزاران صندوق قرض الحسنه و هیئت مذهبی و مدارس اسلامی بزرگ‌ترین شبکه تشکیلاتی را در اختیار تند روترین عناصر مذهبی قرار دادند ــ همه با کمک حکومت. اسلامی‌ها از دربار تا وزارت آموزش و پرورش همه جا رخنه کردند. حتی تا هفته‌های آخر رژیم بسیاری در هیئت وزیران و ساواک، آخوندها را به چشم متحدان بالقوه در برابر خطر کمونیست‌ها و چریک‌ها می‌دیدند و عملاً در اختیار فعالیت‌های انقلابی آنان بودند.
فروغ فرخزاد در دهه ۱۳۴۰ در قصیده ای گفت: .... کسی می‌آید... و مثل آن کسی است که باید باشد و قدش از درخت‌های خانه معمار هم بلندتر است ... صورتش از صورت امام زمان هم روشن‌تر ... مادر در اول نماز و در آخر نماز صدایش می‌کند ... یا قاضی القضات یا حاجت الحاجات است ... و می‌تواند کاری کند که لامپ الله دوباره روی آسمان مسجد مفتاحیان روشن شود..."
نعمت میرزازاده (م. آزرم) در ۱۳۴۴ در قصیده «به نام تو سوگند» برای اولین بار خمینی را «امام» نامید: ای ز وطن دور ای امام خمینی - ای تو علی را یگانه پور همانند او در سال ۱۳۴۹ در قصیده «رهبر برگزیده» گفت: الا ای امام بحق برگزیده ... الا ای تو اسلام را نور دیده... تویی آن که اسلام بالیده از تو به گیتی که اینک نگر این پدیده ... امام بحق ای خمینی! که ایران تو را چند سالی ست دوری کشیده...
شاه در ۲۴ مرداد ۱۳۵۰ فرمان تأسیس “سپاه دین” را صادر کرد.
مجاهدین خلق که در خرداد ۱۳۴۴ تأسیس شده بود در ابتدا اسلامی بود ولی بتدریج شروع به مخلوط کردن ایدیولوژی مارکسیسم با اسلام کرد. و در اوایل دهه ۵۰ شمسی شاه با پدیده ای بنام مارکسیست اسلامی مواجه شد.
خسرو گلسرخی در دفاعیاتش در بهمن ۱۳۵۲ گفت: «من که یک مارکسیست- لنینیست هستم برای نخستین بار عدالت اجتماعی را در مکتب اسلام جستم و آن گاه به سوسیالیسم رسیدم.» علی اصغر حاج سید جوادی نوشت: «امام می‌آید، با صدای نوح، با طیلسان و تیشهٔ ابراهیم، با عصای موسی، با هیئت صمیمی عیسی و با کتاب محمد. دشت‌های سرخ شقایق را می‌پیماید و خطبه‌های رهایی انسان را فریاد می‌کند. وقتی امام بیاید، دیگر کسی دروغ نمی‌گوید، دیگر کسی به خانهٔ خود قفل هم نمی‌زند، دیگر کسی به باج‌گزاران باجی نمی‌دهد، مردم برادر هم می‌شوند و نان شادیشان را با یکدیگر به عدل و صداقت تقسیم می‌کنند، دیگر صفی وجود نخواهد داشت، صف‌های نان و گوشت، صف‌های نفت و بنزین، صف‌های مالیات، صف‌های نام‌نویسی برای استعمار. و صبح بیداری و بهار آزادی لبخند می‌زند. باید امام بیاید تا حق به‌جای خود بنشیند، و باطل و خیانت و نفرت در روزگار نماند.»
شاه در کتاب پاسخ به تاریخ از اینهم فراتر رفته و برداشت خود از اسلام را دقیق و مستند به متون معتبر دانست، و برداشت خمینی و برخی روحانیون دیگر را تفسیری برای اغراض آنها دانست. او نص صریح قرآن و روح و معنویت اسلام را مخالف با کینه و نفرت و انتقام و آدمکشی و غارت و دزدی و مساوی با عدل و انصاف دانست و انقلاب شاه و ملت را که برای تحقق عدالت اجتماعی و مشارکت ملی بنیان نهاده شد، ملهم از اصول اسلام دانست.

### شوک نفتی و تنش‌های اقتصادی
دو روایت از رشد اقتصادی ایران پس از سال ۱۳۴۱ وجود دارد. طبق روایت متکی به آمارهای رسمی برنامه عمرانی سوم بین سال‌های ۱۳۴۱ تا ۱۳۴۶ با بودجه ۲٬۷ میلیارد دلار اجرا شد. برنامه عمرانی چهارم بین سال‌های ۱۳۴۷ تا ۱۳۵۱ با بودجه ۶٬۷ میلیارد دلار اجرا شد و رشد اقتصادی به سالانه ۱۵٪ رسید که با رشد اقتصادی سنگاپور و کره جنوبی برابری می‌کرد. برنامه عمرانی پنجم بین سال‌های ۱۳۵۲ تا ۱۳۵۶ با اختصاص بودجه ۵۵ میلیارد دلار تدوین شد و رشد اقتصادی برنامه‌ریزی‌شده بیش از ۲۶٪ پیش‌بینی شده بود. در نتیجه، درآمد ناخالص ملی از سال ۱۳۴۱ تا ۱۳۵۶ سیزده برابر شد و درآمد سرانه هشت برابر افزایش پیدا کرد.
اما به‌روایت منتقدان سیاست اقتصادی آن دوره اقتصاد ایران در فاصله ده‌ساله ۱۳۴۲ تا ۱۳۵۲ طی برنامه‌های عمرانی سوم و چهارم، با نرخ رشد ۱۱٫۵ درصد میانگین سالانه و نرخ تورم تک‌رقمی ۲٫۶ درصد میانگین سالانه، دارای یکی از بیشترین رشدها در میان کشورهای جهان بود و حجم اقتصاد ایران ظرف ده سال چهار برابر شد. این امر موجب تمایل به افزایش پروژه‌های عمرانی در دولت هویدا در دهه پنجاه شمسی گردید، در حالی که سازمان برنامه مخالف این رویکرد بود. نهایتاً، پس از افزایش شدید درآمدهای نفتی در سال‌های ۱۳۵۲ و ۱۳۵۳ در پی افزایش قیمت جهانی نفت در اثر جنگ اعراب و اسرائیل، محمدرضا شاه به‌روایتی به اصلاح برنامه عمرانی پنجم برای گسترش پروژه‌های عمرانی تن در داد و به روایت دیگر خود آن را تشویق کرد. در پی آن حجم سرمایه‌گذاری‌های برنامه پنجم نسبت به برنامه چهارم شش برابر شد و حجم هزینه‌های بخش عمومی نیز افزایش یافت. این موضوع فراتر از توان اقتصاد ایران بود و سبب شد اقتصاد کلان دچار عارضه بیماری هلندی شود. بدین ترتیب، دولت بزرگی ایجاد شد که برای تأمین هزینه‌های خود به‌شدت دچار وابستگی به درآمدهای نفتی بود. نرخ تورم از سال ۱۳۵۲ دورقمی شد و در سال ۱۳۵۶، یعنی سال آخر برنامه عمرانی پنجم، به ۲۴٫۹ درصد رسید. دولت برای کنترل تورم اقدام به واردات ارزان با استفاده از نرخ ارز پایین کرد و سیاست کنترل قیمت و مقابله با گران‌فروشی را اتخاذ کرد. این سیاست به تولید داخل آسیب زد و فعّالان اقتصادی ناراضی شدند. در نهایت نرخ رشد دوره برنامه پنجم به ۷٫۶ درصد افت کرد که نصف رشد برنامه چهارم بود و همچنین نرخ رشد بهره‌وری هم به ۴٫۱ افت کرد. و تورم نیز از ۲٫۶ به ۲۴٫۹ درصد رسید و شاخص هزینه‌های زندگی طبقه متوسط و پایین‌شهری دو برابر شد. طبق آمارِ سازمانِ برنامه شاخصِ هزینه زندگی از عدد ۱۰۰ در سال ۱۳۴۹ به عدد ۱۲۶ در سال ۱۳۵۳، ۱۶۰ در سال ۱۳۵۴ و نهایتاً ۱۹۰ در سال ۱۳۵۵ رسید. این افزایش به‌خصوص برای هزینه خوراک و مسکن در شهرها بیشتر بود. به گزارش اکونومیست در سال ۱۳۵۵، هزینه اجاره مسکن برای یک خانوار طبقه متوسط طی پنج سال ۳۰۰ درصد افزایش داشته‌است و هزینه مسکن تا پنجاه درصد درآمد سالانه آن‌ها را در بر می‌گرفته‌است. برای کنترل این وضعیت دولت جمشید آموزگار در سال ۱۳۵۶ سیاست ریاضت اقتصادی را اتخاذ کرد که نارضایتی عمومی را دامن زد و در گرایش مردم به سوی انقلاب ۱۳۵۷ مؤثر بود.
البته این درست است که مقادیر زیادی از این پول‌ها در جاهایی هدر رفته‌است؛ همچون ول‌خرجی‌های خانواده سلطنتی، کاغذبازی اداری، فساد تمام‌عیار، تأسیسات هسته‌ای و خرید سلاح‌هایی که حتی برای خیلی از کشورهای عضو ناتو هم بسیار گران محسوب می‌شدند؛ ولی این هم درست است که مقادیر بیشتری هم به‌طور کارا وارد اقتصاد شد؛ چه به‌طور مستقیم و از طریق یارانه‌های دولتی و بانک صنعت و معدن ایران که وام‌های کم‌بهره به کارآفرینان خصوصی می‌پرداخت و چه به‌طور مستقیم از طریق برنامه‌های بودجه سالیانه. به گفته نیکی کدی در ابتدا همه درآمدهای نفتی قرار بود به سازمان برنامه‌ریزی برود ولی به دلیل فساد خاص و سوءمدیریت، سهم فزاینده‌ای از درآمدهای نفتی صرف مخارج عمومی شد به گونه‌ای که سهم سازمان برنامه‌ریزی به ۵۵ درصد رسید.

### عدم توجه شاه به نظرات کارشناسان اقتصادی
ببینید: همایش اقتصادی ۱۳۵۳ گاجره
ببینید: همایش اقتصادی ۱۳۵۳ رامسر
ببینید: بیماری هلندی اقتصاد ایران (۱۳۵۳ تا ۱۳۵۶)

#### همایشهای اقتصادی گاجره و رامسر
افزایش درآمد نفت باعث شد که شاه در سال ۱۳۵۲ ناگهان اعلام کرد برای افزایش سرعت ترقی کشور باید در برنامه پنجم توسعه (۱۳۵۱–۱۳۵۶) تغییرات صورت بگیرد و بودجه آن افزایش یابد. همایش اقتصادی گاجره در ۲۹–۳۱ تیرماه ۱۳۵۳ اقتصاد دانان به تندی نظرات خود را گفتند و این کار را اشتباه دانستند. در همایش اقتصادی رامسر (۱۰–۱۳ مرداد ۱۳۵۳) شاه تصمیم خود را گرفته بود و تجدید نظر در برنامه پنجم انجام شد. در نخستین روز کنفرانس رامسر هویدا به تمجید از نظرات شاه بسنده کرد سپس عبدالمجید مجیدی گفت از آنجا که آینده قابل پیش‌بینی نیست (درآمد نفت ممکن است کم شود) و نیز فلسفه انقلاب شاه و ملت در توجه به بخش خصوصی (که ممکن است در اثر سرمایه‌گذاری زیاد دولت در تنگنا قرار گیرد) مصرف همه درآمدهای نفت به صلاح نیست.
در روز دوم کنفرانس شاه که سخنران اصلی بود اقدام به سردادن شعارهایی کرد تا مصرف درآمدهای نفتی را موجه جلوه دهد. از جمله: باید بیشتر کار کنیم؛ لزوم وجدان داشتن در پرداخت مالیات؛ سرمایه‌گذاری در انرژی اتمی؛ و مبارزه با فساد. وی همچنین برخی از نظرات کارشناسان را پذیرفته بود مثل این‌که بخشی از درآمد نفت را در خارج از کشور سرمایه‌گذاری کند یا به کشورهای دیگر وام بدهد.
در روز سوم نیز شاه با بیان تعداد دیگری از ایده‌آل‌های خود برای ایران در برابر نظر کارشناسان گفت: انتظار سفت کردن کمربندها را نداریم.

### تزریق پولهای نفتی و فشار بر زیرساختهای کشور
حجم مالی برنامه تجدیدنظر شده پنجم دو برابر حجم مالی برنامه اول، دوم، سوم و چهارم ایران بود. در نتیجه به زیربناها فشار آمد. بندرها ظرفیت نداشتند. کشتی‌های خارجی معطل می‌شدند. شبکه راه‌های ایران برای حجم معینی انتقال کالا طراحی شده بود. کامیون‌هایی که از بندرعباس و از بندرشاپور و خرمشهر می‌آمدند، جاده‌ها را از بین بردند. کامیون به اندازه کافی نبود. وقتی از آمریکا کامیون وارد کردند راننده به اندازه کافی نبود. از کره جنوبی تعدادی راننده آوردند باز هم کافی نبود. مصرف برق در سال ۵۶، موجب شده بود که در تابستان هر روز شش ساعت برق برود. برق می‌رفت، آب می‌رفت. شاه در آن ظرف‌های محدود منابع مالی زیادی تزریق کرد و زیربناها ایستادند و پیش‌بینی کنستانتین مژلومیان درست از آب درآمد.

### از بین بردن اهرم‌های کنترل بودجه و سقوط اقتصاد
قبلاً سازمان برنامه و وزارت اقتصاد یا بانک مرکزی تحقیق می‌کردند و از روش خرج کردن بودجه بازخورد می‌گرفتند ولی بعد از این‌که در برنامه پنجم پول اضافی تزریق شد می‌خواستند این پول به‌سرعت خرج بشود و عامل محدود کننده ای روی آن نباشد. بانک‌ها به‌طور نامعقولی به هر کس وام می‌دادند. مسئولیّت وجود نداشت. از ابتدای ۱۳۵۶ کنترل مالی و پولی از دست مقامات ایرانی خارج شده بود انگار یک توطئه وجود دارد. حتی شرکت‌های دولتی که هشتاد درصد منابع سازمان برنامه را می‌گرفتند مسئولیّتی نشان نمی‌دادند و حساب و کتاب صحیحی نداشتند.
در تابستان ۱۳۵۵ جلسه‌ای با حضور شاه، هویدا، صفی اصفیا، هوشنگ انصاری، وزیر امور اقتصادی و دارایی، حسنعلی مهران، رئیس بانک مرکزی و عبدالمجید مجیدی، رئیس‌سازمان برنامه و بودجه برگزار می‌شود. شاه مغموم و افسرده بود و پرسید: چطور شد یک دفعه به این وضعیت افتادیم؟... همه ساکت بودند. مجیدی گفت: «... ما وضع مردم دهی را داشتیم که زندگی خوشی داشتند ولی خشکسالی بود و آب برای کشاورزی نداشتند. آرزو کردند باران بیاید. یک‌وقت آن‌قدر باران آمد که سیل زد خانه و زندگی آن‌ها را خراب کرد. آدم‌ها زنده ماندند ولی معیشت‌شان به هم ریخت. ما به خوشی زندگی می‌کردیم. پول بیشتری دل‌مان می‌خواست که مملکت را بسازیم. درآمد نفت مثل سیلی بود که زندگی ما را شست و رفت… .» شاه ناراحت شد و جلسه را ترک کرد.

### انسداد سیاسی و نارضایتی‌های اجتماعی

#### عدم همگامی توسعه سیاسی با توسعه اقتصادی-اجتماعی
توسعه اجتماعی-اقتصادی در زمان محمدرضاشاه با اتکا به افزایش درآمد نفتی ممکن شد. با چهار برابر شدن قیمت نفت در سال‌های ۱۹۷۵–۱۹۷۶ درآمد نفتی ایران به رقم ۲۰ میلیارد دلار رسید. با وجود آن‌که شاه در حوزه اقتصادی-اجتماعی نوسازی کرد و در نتیجه طبقه متوسطِ جدید و طبقه کارگرِ صنعتی را گسترش داد، ولی نتوانست در حوزه سیاسی دست به نوسازی زند. در واقع، با توسعه و مدرن‌سازی کشور، شمار دو گروهی که در بین سال‌های ۱۳۲۰–۱۳۳۲ (پیش از کودتا) مخالفان اصلی حکومت پهلوی محسوب می‌شدند، یعنی کارگران شهری و روشنفکران به چهار برابر رسید. اقشاری که منع کردن آن‌ها از داشتن نهادها و ابزارهای سیاسی سابق خود، چون اتحادیه‌های کارگری، روزنامه‌های مستقل و احزاب سیاسی، بر شدت مخالفتشان افزوده بود. برنامه اصلاحات ارضی، کشت تجاری را رونق بخشید و بر شمار دهقانان صاحب‌زمین، بسیار افزود، اما مقدار زمین اعطاشده به بیشتر آنان، برای راه‌اندازی کار مستقل کشاورزی، کافی نبود. این امر، لشکری از کشاورزان مستقل و مزدبگیران فاقد زمین به وجود آورد که به‌آسانی می‌توانستند کانون‌های سیاسی نامنسجمی را تشکیل دهند.
گرایش‌های خودکامانه محمدرضاشاه قانون اساسی مشروطه را نقض کرد، و مخالفان توسط نیروهای امنیتی مثل ساواک سرکوب شدند. عدم تحمل هرگونه انتقاد به شاه و سیاست‌هایش پس از کودتای ۲۸ مرداد، موجب رادیکال شدن مخالفان حکومت و سوق دادن آن‌ها از رویکرد انتقادی و اصلاحی به رویکرد انقلابی شد. مهدی بازرگان در جلسه محاکمه سران نهضت آزادی خطاب به دادگاه گفت: «ما، آخرین کسانی هستیم که از راه قانون اساسی به مبارزه سیاسی برخاسته‌ایم. ما، از رئیس دادگاه انتظار داریم این «نکته» را به بالاتری‌ها بگویند.» شاه دربرابر سؤال رسانه‌های غربی در مورد زندانیان سیاسی و شکنجه، عنوان می‌کرد که در ایران زندانی سیاسی وجود ندارد و فقط جنایت‌کاران در زندان هستند.
شاه می‌کوشید با درآمدهای نفتی، کشور را مدرن کند. ولی تلاشی برای توسعهٔ سیاسی صورت نمی‌گرفت. نه‌تنها ایجاد فضای باز سیاسی برای نیروهای مختلف اجتماعی و ایجاد پیوند میان رژیم و طبقات جدید مثل طبقهٔ متوسط شهری صورت نمی‌گرفت، بلکه سرکوب مخالفان در دستور کار بود. رژیم، تحولات ساختاری اجتماعی- اقتصادی ازجمله افزایش شهرنشینی و تکوین طبقه متوسط مدرن، و پیامدهای افزایش معنادار تعداد دانش‌آموزان و دانشجویان و فارغ‌التحصیلان دانشگاه را درک نمی‌کرد. اسدالله علم، در خاطرات خود می‌نویسد: «مردم خواهان چیزی بیش از رفاه اقتصادی هستند؛ آنان خواهان عدالت، هماهنگی اجتماعی و حق اظهارنظر کردن در امور سیاسی هستند. چرا ما سعی نمی‌کنیم تا این خواست‌ها را برآورده سازیم؟ من نگرانم، بسیار نگران».

#### افزایش اختلاف طبقاتی
شیوه توسعه اقتصادی بر اختلاف طبقاتی افزود که در تهران پایتخت ایران، بسیار بارز بود. هرچند سطح زندگی خانواده‌هایی که به آپارتمان‌های مدرن، مزایای اجتماعی و همچنین کالاهای مصرفی جدید دسترسی داشتند، بهبود یافت، ولی گسترش حلبی‌آبادها، ترافیک و آلودگی هوا، کیفیت زندگی بیشتر خانوارها را به سطح نازل‌تری رساند. ۴۲ درصد خانوارهای تهرانی، فاقد مسکن مناسب بودند و در حالی‌که برخی ثروتمندان در قصرهای شمال شهر به سر می‌بردند، تهی‌دستان در حلبی‌آبادها و زاغه‌های اطراف شهر زندگی می‌کردند. این زاغه‌نشینان، مهاجران روستایی فقیری بودند که با مشقت فراوان، از راه عملگی، بنایی، تکدی‌گری و دست‌فروشی امرار معاش می‌کردند. «سان‌کولوت‌ها» یا پابرهنه‌های انقلاب سال ۱۳۵۷، همین افراد بودند که بعدها به «مستضعفین» مشهور شدند. این شکاف بین پایتخت و شهرهای دیگر استان‌ها نیز به‌روشنی قابل‌مشاهده بود و برای نمونه در حالی‌که ساکنان تهران از فرصت دست‌یابی بهتر به آموزش، امکانات بهداشتی، رسانه‌ها، شغل و درآمد برخوردار بودند، ۹۶ درصد روستاییان، برق در اختیار نداشتند.

#### افزایش توقعات مردم
عامل دیگر افزایش تنش‌ها این بود که با پنج برابر شدن ناگهانی درآمدهای نفتی، انتظارات مردم بالا رفت و در نتیجه شکاف میان‌وعده‌ها، ادعاها و دستاوردهای رژیم از یک سو و انتظارات تحقق‌نیافته جامعه از سوی دیگر، عمیق‌تر شد. اگرچه در سایه برنامه‌های رفاه اجتماعی، پیشرفت‌های چشمگیری در بخش‌های بهداشت و نظام آموزشی به دست آمد، ایران همچنان بدترین نسبت‌های آماری را در میزان مرگ‌ومیر کودکان، امکانات رفاهی و نیز میزان افراد دارای تحصیلات عادی، در بین کشورهای خاورمیانه داشت.

#### نقش ساواک در ایجاد حس خفقان در مردم
ساواک هر سال در حال گسترش بود و نفوذ خود را افزایش می‌داد. در عین حال بنظر می‌آید ساواک تمایل داشت به مردم القا کند که بیش از توان واقعی خود بر زندگی آنها نظارت دارد. تا جایی که از نظر کارمندان ادارات همه تلفنهای آنها حتی تماسهای داخلی اداری آنها در حال شنود بود. این باعث یک حس عمومی در بین مردم شده بود که سازمان امنیت دایماً آنها را تحت نظر دارد و
گرفتار خفقان عمومی هستند. ساواک گاه حتی جلوی انتشار کتاب‌هایی که بارها چاپ شده بود را می‌گرفت و از انتشار نمایشنامه‌هایی مانند «هملت» یا «مکبث» فقط به این دلیل که در آنها، شاه یا شاهزاده‌ای کشته می‌شد، جلوگیری می‌کرد.

#### نقش شایعات
ببینید: شایعات در ایران
بسیاری از ایرانیان شاه را — اگر نه یک عروسک خیمه‌شب‌بازی — مدیون به یک قدرت غیرمسلمان غربی (ایالات متحده آمریکا) می‌پنداشتند که فرهنگش داشت فرهنگ ایران را آلوده می‌کرد. حکومت شاه سرکوبگر، بی‌رحم، فاسد و اهل بریز و بپاش دیده می‌شد؛ همچنین از ناتوانی‌های کارکردی ابتدایی رنج می‌برد — یک برنامه اقتصادیِ بیش از حد جاه‌طلبانه که تنگناها و کمبودهای اقتصادی و تورم را به همراه می‌آورد.
مخالفان این ادعای عجیب را مطرح می‌ساختند که در ایران «صدها هزار» زندانی سیاسی وجود دارد در حالی که تعداد واقعی زندانیان سیاسی چیزی نزدیک به ۴٬۰۰۰ نفر بود. یا ادعا می‌کردند که هزاران نفر زیر شکنجه ساواک کشته شده‌اند، در صورتی که تعداد واقعی افرادی که در طول ۳۷ سال سلطنت محمدرضا به‌خاطر جرایم سیاسی اعدام شدند حدود ۱٬۵۰۰ نفر بود. هرچند این رقم هنوز رقم بالایی است، اما کمتر از ارقامی است که توسط مخالفان پیشنهاد می‌شد.
در ۱۷ دی ۱۳۴۶ غلامرضا تختی، در هتل اتلانتیس فوت کرد. به‌گفتهٔ بابک تختی جلال آل احمد شایع کرد که او را ساواک کشته‌است. در ۹ شهریور ۴۷ صمد بهرنگی در رودخانه ارسباران غرق شد. جلال آل احمد شایع کرد که صمد را ساواک کشته‌است. در ۱۸ شهریور ۴۸ جلال آل احمد درگذشت. شمس‌آل‌احمد، برادر جلال، شایع کرد که جلال را ساواک کشته‌است.
در ۲۹ خرداد ۱۳۵۶ دکتر علی شریعتی در انگلستان درگذشت. با اینکه پس از کالبدشکافی دلیل رسمی مرگ وی انسداد شرائین اعلام شد؛ مرگ وی توسط برخی مشکوک دانسته شد احمد اشرف می‌نویسد شریعتی بر اثر سکته قلبی درگذشت ولی مخالفان شاه، ساواک را مقصر قلمداد کردند. هوشنگ شهابی می‌نویسد که پیروانش تمایل داشتند دربارهٔ مرگش افسانه‌سازی کنند. اعضای خانواده او این شایعه را تکذیب کردند.

## مخالفانحکومت پهلوی
با وقوع کودتای ۱۳۳۲، بر حیات سیاسی ایران، پرده‌ای آهنین کشیده شد که رهبران مخالفان و احزاب سیاسی را از پایگاه اجتماعی خود و توده مردم جدا کرد. این پرده آهنین به‌ظاهر تنش‌های اجتماعی و مخالفت‌های سازمان‌یافته را پنهان نمود، اما بی‌گمان در نابودی و محو آن‌ها ناکام ماند. بررسی مطبوعات زیرزمینی، نسل جوانی از روشنفکران را نشان می‌داد که ضمن توجه به نظریات و تاکتیک‌های پیشینیان، با کامیابی سرگرم طرح و تدوین اندیشه‌های جدید در مطابقت با فرهنگ شیعی خود بودند. دانشجویان به عنوان یک عامل مهم از عوامل وقوع انقلاب ۱۳۵۷، هر سال در شانزده آذرماه اعتصاب‌های دانشجویی به راه می‌انداختند. این روز، به یاد سه دانشجو (دو هوادار حزب توده و یک هوادار جبهه ملّی) که هنگام اعتراض به دیدار رسمی نیکسون رئیس‌جمهور آمریکا، در تاریخ ۱۶ آذر ۱۳۳۲ در دانشگاه تهران کشته شده بودند، گرامی داشته می‌شد. ۱۶ آذر، توسط کنفدراسیون دانشجویان ایرانی خارج از کشور که مرکز اجتماع و مباحثه مخالفان حکومت در خارج از مرزهای ایران بود، روز دانشجو نامیده شد.

### جبهه ملّی

(از سمت راست) محمود طالقانی و مهدی بازرگان، دو تن از اعضای جبهه ملی ایران و بنیان‌گذاران نهضت آزادی ایران

بیشتر رهبران جبهه ملی ایران بازداشت شده در شهریور ۱۳۳۲، در عرض یک سال آزاد شدند، ولی بسیاری از آنان یا از سیاست کنار کشیده یا از ایران رفتند. اما برخی چون کریم سنجابی، شاپور بختیار، داریوش فروهر و خلیل ملکی به صحنه فعالیت سیاسی بازگشته و در سال‌های ۱۳۳۹–۱۳۴۲ با کاهش نسبی نظارت‌ها و سخت‌گیری‌های رژیم، به سازمان‌دهی چند اعتصاب و راهپیمایی و انتشار یک روزنامه پرداختند. در ۲۲ خرداد ۵۶ کریم سنجابی به همراه داریوش فروهر و شاپور بختیار نامه سرگشاده معروف به سه امضایی را به شاه نوشته و در مورد گسترش فساد و عدم کارایی حکومت فردمحور او تذکر دادند و مجدداً از او خواستند به قانون اساسی مشروطه تمکین کند.

### نهضت آزادی
محمود طالقانی و مهدی بازرگان به همراه چند تن از اصلاح‌طلبان همفکرشان مانند یدالله سحابی، با حفظ عضویت خود در جبهه ملی و با اعلام به محمد مصدق، و پاسخ مثبت او نهضت آزادی را تشکیل دادند. بازرگان فرزند یک بازاری ثروتمند مذهبی بود که پس از تحصیل در پاریس، برای تدریس در دانشکده فنی دانشگاه تهران به ایران بازگشت و در دوران مصدق، به عنوان نخستین مدیرعامل شرکت نفت ایران، راهی آبادان شد. او عقیده‌های ضدکمونیستی داشت، سکولاریسم را رد می‌کرد و بر این باور بود که سیاست باید توسط مذهب، هدایت شود. محمود طالقانی به خاطر مخالفت با حکومت رضاشاه سابقه زندانی شدن داشت. وی پس از کودتا، برخلاف دیگر روحانیون، به عنوان روحانی سرشناس پشتیبان جبهه ملی در تهران شناخته می‌شد. او رابط روحانیون و جبهه ملی بود و به دلیل هم‌بند بودن با انقلابیون غیرمذهبی در زندان قادر به درک آنان بود. طالقانی بر این باور بود که تشیع اساساً با استبداد مغایر و با دموکراسی و همچنین سوسیالیسم موافق و سازگار است. او نیز مثل بازرگان، به دنبال از بین بردن شکاف‌های اسلام با جهان معاصر و اختلاف بین طبقه سنتی و طبقه روشنفکر (اختلافی که در شکست نهضت مشروطه و مبارزات ملی، اثری به‌سزا داشت) بود. نهضت آزادی پس از قیام خرداد سال ۴۲، از سوی حکومت منحل و فعالیت آن غیرقانونی شد. با این وجود، همچنان به برگزاری گردهمایی‌های مخفی در تهران و سازمان‌دهی نیروها در خارج از کشور، به‌ویژه آمریکای شمالی و فرانسه ادامه داد. نهضت آزادی تلاش بسیار زیادی را در انقلاب سال ۵۷ داشت و این موفقیت بیشتر مرهون روابط نزدیک نهضت با خمینی و تا حدودی هم توانایی‌های بازرگان و طالقانی در جذب گروهی از متخصصان جوان و تکنوکرات‌های رادیکال بود که درصدد تلفیق علوم جدید با اسلام بودند. نهضت آزادی را در آمریکای شمالی، ابراهیم یزدی، مصطفی چمران و عباس امیرانتظام رهبری می‌کردند و در فرانسه صادق قطب‌زاده از سازماندهان آن بود.

### اسلام‌گرایانِ سوسیالیست
روشنفکر برجسته و تأثیرگذار و ستایشگر ایده «اسلام مترقی و سیاسی» نزدیک به نهضت آزادی ایران و به‌عقیده بعضی نظریه‌پرداز اصلی انقلاب ۱۳۵۷، علی شریعتی بود. شریعتی که از یک خانواده مذهبی خراسانی برخاسته بود، با استفاده از بورس دولتی برای تحصیل در زبان‌شناسی تطبیقی و جامعه‌شناسی به پاریس رفت و در آنجا هم‌زمان با اوج گرفتن انقلاب‌های کوبا و الجزایر، به فعالیت‌های سیاسی و شرکت در تظاهرات‌ها پرداخت و به عضویت نهضت آزادی و کنفدراسیون دانشجویان ایرانی درآمد. او در کلاس‌های درس شماری از استادان نئومارکسیست مثل ژرژ گورویچ و خاورشناسان علاقه‌مند به عرفان اسلامی چون لویی ماسینیون و هانری کوربَن شرکت جست و پس از مطالعه آثار ژان پل سارتر، ارنستو چه‌گوارا، وو نوین جیاپ و فرانتس فانون، آثاری از سارتر و فانون را به‌صورت کامل یا ناتمام به فارسی ترجمه کرد. پس از بازگشت به ایران، در سال ۱۳۴۴، برای سخنرانی در حسینیه ارشاد، (که توسط گروهی از خیرخواهان مذهبی، تأمین مالی می‌شد) به تهران رفت. نوار سخنرانی‌های او در سطح گسترده پخش شد و مورد استقبال فراوان دانشجویان و دانش‌آموزان دبیرستانی به‌ویژه شهرستانی‌های مذهبی قرار گرفت. ساواک با هراس روزافزون از محبوبیت وی، شریعتی را در اوایل دهه ۱۳۵۰ دستگیر و پس از مدتی حبس خانگی، مجبور به خروج از کشور نمود. شریعتی یک ماه پس از رفتن به لندن در سال ۱۳۵۶، به علت حمله شدید قلبی درگذشت، مرگی که توسط برخی به ساواک نسبت داده شد. یگانه پیام روشن آثار و سخنان شریعتی این بود که اسلام — به‌ویژه تشیع — باوری «محافظه‌کارانه» و «قضا و قدری» که بیشتر روشنفکران غیرمذهبی بیان می‌کنند یا ایمانی «شخصی و غیرسیاسی» که برخی علمای مرتجع ادعا می‌کنند، نیست؛ بلکه یک ایدئولوژی انقلابی است که باید با هرگونه ستمگری، استثمار و بی‌عدالتی به‌ویژه فئودالیسم، کاپیتالیسم و امپریالیسم مبارزه کند. به گفته او، رسالت محمد، پیامبر اسلام، نه تنها برقراری دین، بلکه تشکیل امتی پویا، انقلابی و در حال پیشرفت بود که به سمت جامعه‌ای بی‌طبقه و ایدئال حرکت کند. از دید شریعتی، امامان شیعه به‌ویژه حسین بن علی، پرچم قیام و مبارزه را به این خاطر برافراشتند تا خلفای فاسد وقت را که اهداف اصلی اسلام و نظام توحیدی را به فراموشی سپرده بودند، گرفتار سازند. بسیاری بر این باور بودند که شریعتی خواهان تبدیل و دگرگونی اسلام از یک «دین» به یک «ایدئولوژی سیاسی» است، آنچه که در غرب، «اسلام رادیکال» یا «اسلام سیاسی» نامیده می‌شد.
شریعتی هرچند روش و دیدگاه مارکسیستی تقسیم جامعه را برای درک تاریخ مدرن لازم می‌دانست و تاحدود زیادی می‌پذیرفت، اما همچون فانون از برخی جنبه‌های مارکسیسم به‌ویژه مارکسیسم «نهادینه شده» احزاب کمونیست اُرتدوکس به‌شدت انتقاد می‌کرد و ضمن تأکید بر اهمیت اسلام در فرهنگ ایرانی، تنها راه شکست امپریالیسم برای ایران و سایر ملت‌های جهان سوم را بازگشت به ریشه، میراث ملی و فرهنگ بومی خود، می‌دانست. او حتی هنگام تأکید بر بازگشت به اسلام، همواره روحانیون محافظه‌کار را هدف انتقادهای صریح و غیرمستقیم قرار می‌داد و آنان را به همکاری با طبقه حاکم، «نهادینه‌کردن» تشیع انقلابی و در نتیجه تبدیل آن به مذهبی محافظه‌کارانه، متهم می‌کرد. شریعتی مشکل اصلی اسلام امروزی را پیوند نامقدس آن با «خرده-بورژوازی» می‌دانست. پیوندی که طبق آن، روحانیت، دین را برای بازاریان سهل و هموار می‌نمود و بازار نیز، دنیا را برای روحانیون مکانی خوشایند می‌ساخت. از این رو، وی پدیدآورندگان «رنسانس» و «رفرماسیون» اسلامی در آینده را، بیشتر روشنفکران می‌دانست تا روحانیون سنتی. شریعتی بین هزاران جوان شهرستانی که هرساله از دانشگاه‌های جدید، دبیرستان‌ها، مدارس فنی‌حرفه‌ای و تربیت معلم فارغ‌التحصیل می‌شدند و همچون خود او، از طبقه متوسط سنتی جامعه (خانواده‌های بازاری، روحانی و خرده‌مالک) برخاسته و در محیطی مذهبی رشد یافته بودند، پیروانی پرشمار پیدا کرد و پس از بازتر شدن فضای سیاسی در سال ۱۳۵۶ و خارج شدن آثارش از قید سانسور، صدها هزار جلد از کتاب‌های او به فروش رفت.
علاوه بر شریعتی گروه‌های دیگری از جمله نهضت خداپرستان سوسیالیست و جنبش آزادی‌بخش مردم ایران (جاما) نظیر محمد نخشب، کاظم سامی و حبیب‌الله پیمان نزدیک به این گفتمان به فعالیت سیاسی می‌پرداختند.

### روحانیونِ مخالف

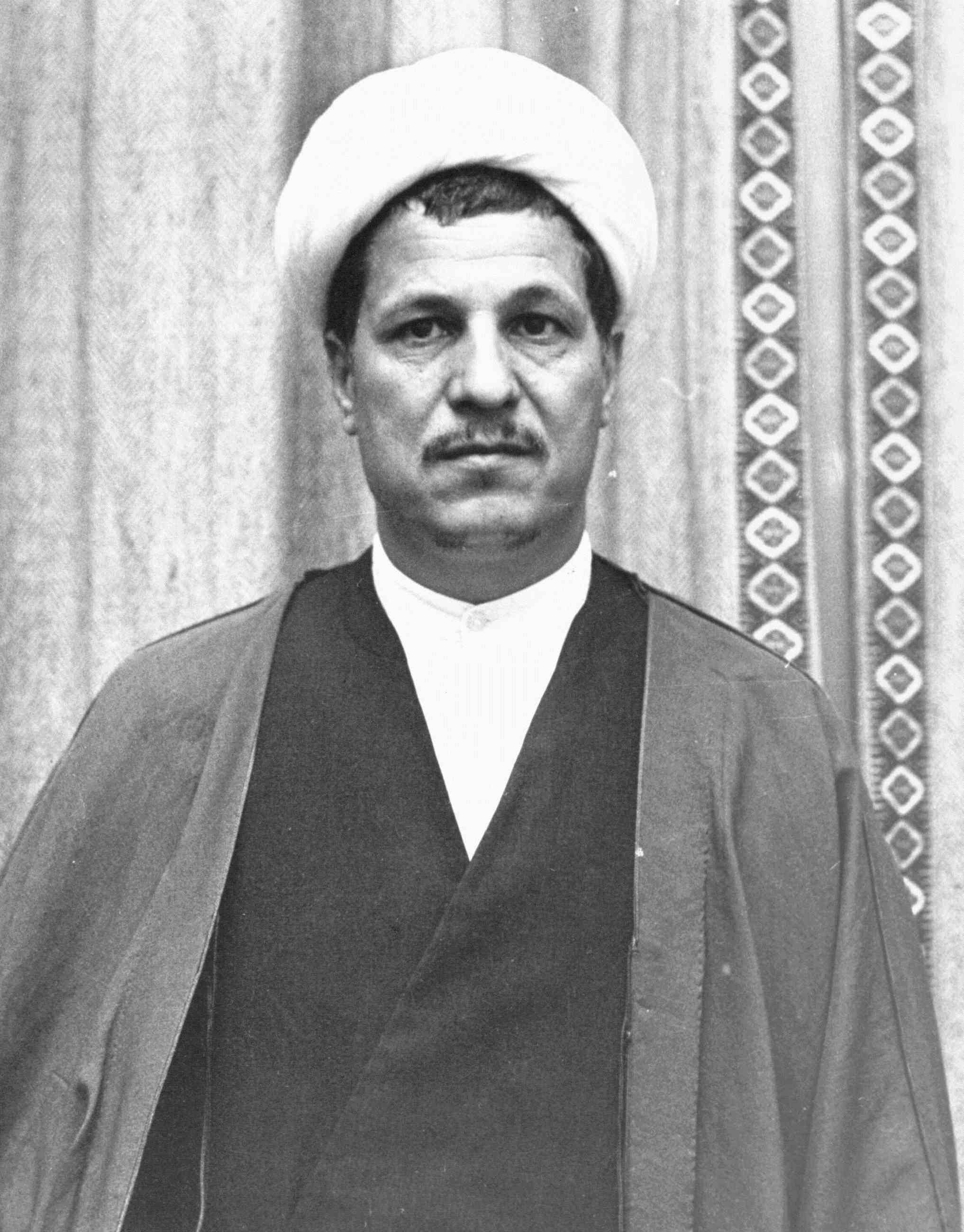
اکبر هاشمی رفسنجانی روحانی جوان و هماهنگ‌کننده گروه‌های انقلابی.

#### نقشِ وجوهات در قدرتِ روحانیتِشیعه
رهبری مذهبی شیعه به علت وجود درآمد همیشگی و جاری خمس توانسته‌است مستقل از سلطه حاکم به بقای خود ادامه دهد. این پیشوایان مذهبی به‌علت وجود چنین بودجه ای عظیم که حصول آن هیچ نیازی به مأموران مالیات ندارد، و با رضایت کامل پرداخت کنندگان به سوی آنان روان می‌گردد، توانسته از رهبری شیعه نیروی سیاسی بزرگی بسازد که شیعه را به هر سویی که بخواهد می‌کشاند و به همین خاطر است که می‌بینیم این رهبری‌ها همواره شیعه را جهت رسیدن به اهداف سیاسی و اجتماعیشان در طول تاریخ به کار گرفتند. خمس بیست درصد از درآمد خالص شیعیان است که روحانیون شیعه به عنوان سهم زمان در دوره غیبت از آن‌ها می‌گیرند. این مبلغ خیلی کلان است. به گفته ابوالحسن بنی صدر فقط عبدالرحمن برومند مبلغ ۴میلیون فرانک فرانسه در اوایل دهه هفتاد میلادی به خمینی پرداخت کرده بود. و خمینی به جمع‌کنندگان وجوهات از مردم ده درصد پورسانت می‌داده‌است و بنی صدر از این راه ۴۰۰ هزار فرانک درآمد کسب می‌کند که صرف ترجمه و انتشار کتاب مغضوبین زمین می‌کند.

#### گروه‌های روحانیون
در سال‌های پس از تظاهرات ۱۵ خرداد ۱۳۴۲، سه گروه متغیر، متداخل و در عین حال قابل‌تشخیص، در بین روحانیون شکل گرفت.
گروه نخست علمای غیرسیاسی: با وجود نارضایتی از برخی مشکلات اجتماعی مثل فساد، فحشا و الکلیسم، معتقد بودند که روحانیت باید از کار پلید سیاست دوری جسته و به مسائل معنوی و آموزش در حوزه‌ها بپردازد. با این حال این گروه، در سال‌های ۱۳۵۴ تا ۱۳۵۶، به دلیل اجرای سیاست‌های نامطلوب حکومت در خصوص بازار و نهادهای مذهبی به عرصه سیاست کشیده شدند.
گروه دوم روحانیون مخالف میانه‌رو: گرچه در مسائل مربوط به حق رأی زنان و اصلاحات ارضی مخالف بودند، ترجیح می‌دادند که همچنان با شاه در ارتباط باشند تا سیاست‌های وی را تعدیل کنند. کاظم شریعتمداری از مراجع تقلید قم، مجتهدی آذربایجانی و سخنگوی غیررسمی روحانیون آذربایجان، از چهره‌های شاخص این گروه بود که تنها خواستار اجرای کامل قانون مشروطه بودند.
گروه سوم، روحانیون مخالف نافرمان یا تندرو: توسط روح‌الله خمینی، روحانی مخالف سازش‌ناپذیر و طرفدار ایجاد حکومت اسلامی که با افزایش محبوبیتش در سالهای ۵۷–۱۳۵۶، رهبری انقلاب را به دست گرفت، از عراق رهبری می‌شدند و شبکه‌ای مخفی و غیررسمی در کشور داشتند. چهره‌های شاخص این گروه عبارت بودند از: حسینعلی منتظری، مدرس برجسته فقه اسلامی در قم، که سه بار به زندان افتاد؛ محمد بهشتی عضو سیاسی گروه؛ مرتضی مطهری نظریه‌پرداز گروه؛ و اکبر هاشمی رفسنجانی و علی خامنه‌ای. خمینی که از سال ۱۳۴۲، در نجف می‌زیست، به‌تدریج تعبیر خود از اسلام شیعه را گسترش داد. او چارچوب نظریه سیاسی خود را در سخنرانی‌هایش، در اواخر دهه ۱۳۴۰، تدوین و تنظیم کرد و سپس آن را با عنوان «ولایت فقیه: حکومت اسلامی» بدون ذکر نام مؤلف، منتشر نمود. طبق نظریه جدید او، اقتدار سیاسی و مسئولیت حفظ امت اسلامی، از طرف امام دوازدهم شیعیان به مجتهدان متخصص در فقه اسلامی (فقها) واگذار شده‌است. استدلال وی این بود که خداوند، پیامبران وسپس ائمه را به منظور اجرای قوانین شرع فرستاده‌است و دردوره غیبت فقها نگاهبانان شریعت می‌باشند و حکومت باید به آنان سپرده شود. از دید روحانیون سنتی، ولایت فقیه، تنها بر نهادها و مدارس مذهبی و همچنین افراد «محجور» یا ناتوان محسوب می‌شد، ولی خمینی این اصطلاح را به تمام جامعه بسط داد. او سپس برخلاف عقیده گذشته خود که همچون دیگر روحانیون از نظام مشروطه سلطنتی حمایت می‌کرد، اظهار داشت که نظام سلطنتی، سنتی «طاغوتی» است که از دوران «شرک» به ارث رسیده و با اسلام ضدیت دارد، چرا که پیامبر اسلام، پادشاهی موروثی را شیطانی و کفرآمیز خوانده‌است و حسین پرچم قیام را برای نجات مردم از یوغ خلیفه موروثی برافراشته‌است. او در تشریح دیدگاه سیاسی خود، حتی روحانیون غیرسیاسی و میانه‌رو را مورد بازخواست قرار می‌داد و گروه نخست را به ترک تکالیف شرعی خود، پناه بردن به حوزه‌های علمیه و پذیرفتن نظریه جدایی دین از سیاست که از دید او توطئه «امپریالیست‌ها» بود، متهم می‌کرد.
خمینی در سخنرانی‌های خود برای طلاب، از حکومت روحانیون حمایت می‌کرد، اما در اعلامیه‌های عمومی بحث روشنی از این‌گونه حکومت به میان نمی‌آورد و از کاربرد ولایت فقیه خودداری می‌نمود. حتی اطرافیان او بعدها مدعی شدند که کتاب ولایت فقیه از جعلیات ساواک یا یادداشت‌های اصلاح‌نشده یکی از طلاب بوده‌است. در عوض، او استراتژی سال ۱۳۴۲، یعنی حمله به نقطه‌ضعف‌های اصلی رژیم را ادامه می‌داد. شاه را به خاطر فروش کشور به امپریالیست‌ها و کمک به اسرائیل؛ نقض مشروطیت و زیر پا نهادن قانون اساسی مشروطه؛ حمایت از ثروتمندان و استثمار فقرا؛ نابودی فرهنگ ملی؛ تشویق و اشاعه فساد و هدر دادن منابع باارزش کشور در قصرها؛ خرید تسلیحات؛ نابودی کشاورزی و در نتیجه وابسته ساختن هرچه بیشتر ایران به غرب، مورد انتقاد قرار می‌داد. او ضمن مقایسه شاه با یزید، مؤمنان را به سرنگونی رژیم پهلوی و بیرون راندن امپریالیست‌ها، فرامی‌خواند. خمینی می‌کوشید گروه‌های مخالف را با خود همراه کند، برای مثال هنگام اعتراض مطهری به سخنرانی‌های «ضدِروحانی» شریعتی سکوت می‌کرد و حتی به استفاده از شعارها و عباراتی که سخنرانان حسینیه ارشاد رواج داده بودند مثل «مستضعفین، وارثان زمین خواهند بود»، «مردم، استثمارگران را به زباله‌دان تاریخ خواهند انداخت» و «دین افیون توده‌ها نیست» ادامه می‌داد. بسیاری از جوانان متفکر، با شنیدن این عبارات غافل از سخنرانی‌های او در نجف، نتیجه گرفتند که خمینی با تفسیر شریعتی از اسلام انقلابی موافق است. در اواخر سال ۵۷ محبوبیت خمینی در بین طرفداران شریعتی آنچنان بود که به خمینی لقب «» که فقط مختص دوازده شیعه بود، دادند. خمینی با تبلیغ پیام مبهم اما دل‌خواه توده‌ها، طیف گسترده‌ای از نیروهای اجتماعی و همچنین سازمان‌های سیاسی مذهبی و سکولار را با خود همراه کرد.

### فدائیان اسلامو هیئت‌های مؤتلفه
گروه‌های مذهبی که پیرو مشی نواب صفوی و پس از سال ۱۳۴۲ از پیروان روح‌الله خمینی بودند. این گروه‌ها از طرف جمعی از بازاریان مورد حمایت مالی قرار می‌گرفته‌اند.

### حزب توده ایران
حزب توده پس از کودتا، هدف سرکوب و ضربه‌های سخت نیروهای امنیتی، جنگ روانی شدید و شایعه‌سازی رژیم علیه آن قرار گرفت. دگرگونی‌های اجتماعی حاصل از نوسازی، موجب شد تا هواداران حزب توده به خانواده‌هایی با پیشینه چپ‌گرایانه محدود شوند. رهبری حزب نیز در نتیجه مرگ رهبران تضعیف شد. مناقشات چین و شوروی، پیدایش گرایش‌های «مائوئیستی» و انتقاد از سیاست‌های گذشته حزب از جمله، پیروی «کورکورانه» آن از شوروی، موجب وقوع انشعاباتی در ان شد. با این‌حال، حزب توده در سال‌های نخست دهه پنجاه فعالیت‌های موفقی را آغاز کرد. از جمله اداره ایستگاه رادیویی پیک ایران، انتشار منظم دو مجله «مردم» و «دنیا» و بعدها نشریه نوید و همچنین ایجاد هسته‌های زیرزمینی کوچکی در دانشگاه تهران و مناطق نفتی. با آمدن توده‌ها به خیابان و سقوط حکومت پهلوی رهبران حزب از آلمان شرقی به ایران بازگشتند و برخلاف جنبش ملی شدن نفت این بار تمام و کمال در کنار حکومت تازه تأسیس پس از انقلاب ایستادند و نقطه اشتراک خود را دشمنی با ایالات متحده آمریکا خواندند
حزب توده از رهبری روح‌الله خمینی پشتیبانی نمود و صادق خلخالی را به عنوان نامزد خود در انتخابات مجلس معرفی کرد. کیانوری گفت: «خلخالی خدمات پرارزشی در زمینه قلع و قمع ضدانقلاب، جنایت‌کاران و سرسپردگان رژیم گذشته دارد. او با شجاعتی بی‌نظیر، چند صد نفر از مهم‌ترین مهره‌های امپریالیسم را به جوخه اعدام سپرد.» حزب توده زنان را تشویق به سر کردن «چادر ضدامپریالیستی» کرد. تشکیلات دمکراتیک زنان حزب توده در اطلاعیه خود برای مقابله با «تجاوز امپریالیسم آمریکا» اعلام آمادگی کرد. حزب توده مخالف آزادی گروگان‌های آمریکایی بود. حزب دانشجویان پیرو خط را «جوانان مبارزی» خواند که «بیانگر صبر به پایان رسیده مردم در نبرد با امپریالیسم» بودند. حزب توده در دستگیری صادق قطب‌زاده و فاش شدن کودتای نوژه نقش داشت.

### سازمان‌های چریکی

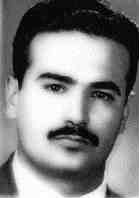
بیژن جزنی نظریه‌پرداز تأثیرگذار مارکسیست و پایه‌گذار فکری سازمان چریکی «فداییان خلق». سازمان‌های چریکی در تلاشی ناموفق برای شعله‌ور ساختن قیام سراسری، به یک رشته عملیات مسلحانه علیه حکومت دست زدند که معروف‌ترین آن‌ها قیام سیاهکل نام گرفت.

در سال‌های بعد از ۱۳۴۴ شماری از دانشجویان دانشگاه‌ها که روش‌های پیشین و مسالمت‌آمیز جبهه ملی و نهضت آزادی را در آغاز دهه چهل برای مبارزه با حکومت موفقیت‌آمیز نمی‌دانستند، گروه‌های مباحثه مخفی و کوچکی را برای بررسی تجربیات آن‌زمان چین، ویتنام، کوبا و الجزایر و ترجمه آثار مائو، جیاپ، چه‌گوارا و فانون تشکیل دادند. دستاورد این مباحثات و بررسی‌ها، شکل‌گیری شماری گروه‌های کوچک مارکسیست و اسلامی بود که «تنها رَه رهایی» را «جنگ مسلحانه» و نبرد چریکی می‌دانستند. اصلی‌ترین این گروه‌ها، سازمان چریک‌های فدایی خلق ایران و سازمان مجاهدین خلق ایران بودند. پایه‌گذار فکری و شخصیت برجسته سازمان مارکسیستی چریک‌های فدایی که به «فداییان خلق» نیز شهرت داشتند، بیژن جَزَنی بود. جزنی که در اواسط دهه ۳۰ چندبار به زندان افتاده بود، پیش از تشکیل گروه مخفی خود، در شاخه جوانان حزب توده فعالیت می‌کرد. او که تسلط بسیاری بر تاریخ ایران معاصر داشت، سال‌ها بعد هنگام گذراندن محکومیت پانزده‌ساله‌اش در زندان، جزوه‌هایی برای سازمان فدایی نوشت. اعتقاد جزنی به مبارزه انقلابی شیفته‌وار بود و سخنان شورانگیز او دربارهٔ حزب پیشاهنگ طبقه کارگر، شاید به بهترین وجهی، بیانگر احساسات انقلابیون جوان به هنگام آغاز جنبش چریکی در سال ۴۹ باشد.
چهار سال پس از تشکیل گروه، ساواک در آن نفوذ کرد و موفق شد تعدادی از اعضا از جمله جزنی را دستگیر کند. اما اعضای باقی‌مانده به منظور آغاز نبرد چریکی و زدن جرقه قیام سراسری علیه حکومت، تیمی را به کوهستان‌های پوشیده-از-جنگلِ گیلان (که منطقه مناسبی برای جنگ چریکی و جذب نیرو از روستاییان) بود فرستادند. برنامه گروه با دستگیر شدن دو تن از یارانشان به هم خورد و فداییان تصمیم گرفتند تا برای آزاد ساختن آن‌ها، به محل حبس، یعنی پاسگاه ژاندارمری روستای سیاهکل حمله کنند. شاه پس از شنیدن خبر، نیروی عظیمی را برای مقابله به منطقه فرستاد و مهاجمان همگی کشته شدند. گرچه این رویداد یک شکست نظامی بود، فداییان و سایر گروه‌های چریکی، آن را «قیام سیاهکل» نامیده و پیروزی تبلیغاتی بزرگی قلمداد کردند که توانسته بود کل رژیم را به هراس افکند.
پیشینه دیگر گروه چریکی اصلی «سازمان مجاهدین خلق» نیز همچون فداییان خلق به اوایل دهه ۱۳۴۰ بازمی‌گشت، با این تفاوت که افراد سازمان فدایی اغلب از اعضای سابق حزب توده یا جناح مارکسیست جبهه ملی بودند، اما سازمان اسلام‌گرای مجاهدین را اعضای سابق جناح مذهبی جبهه ملی به‌ویژه نهضت آزادی تشکیل می‌دادند. نظریات «مجاهدین» شباهت بسیاری به اندیشه‌های شریعتی داشت، از این رو بسیاری، شریعتی را الهام‌بخش مجاهدین می‌دانستند، هر چند که مجاهدین پیش از آغاز سخنرانی‌های شریعتی در سال ۴۶، چارچوب و مبانی نظری خود را فراهم ساخته بودند. با این‌حال در سال‌های بعدی، دیدگاه‌ها و تعبیرهای شریعتی دربارهٔ جنبه‌های انقلابی تشیع، تأثیری غیرمستقیم و چشمگیر بر سازمان مجاهدین گذاشت.
در نیمه نخست دهه ۱۳۵۰، فداییان، مجاهدین و سایر گروه‌های چریکی، به یک رشته عملیات مسلحانه جسورانه چون بمب‌گذاری در سفارتخانه‌های انگلیس و ایالات متحده و همچنین دفاتر آژانس هواپیمایی اسرائیل و مراکز پلیس؛ دستبرد زدن به بانک‌ها؛ ترور برخی مقامات نظامی و انتظامی ایرانی و آمریکایی؛ و نیز تلاش برای ربودن اعضای خانواده سلطنتی، دست زدند. به نظر می‌رسد که افزایش شمار زندانیان سیاسی، شکنجه، سرکوب و سانسور توسط ساواک در نیمه نخست دهه ۱۳۵۰، حاصل این‌گونه عملیات چریکی بوده باشد. در اواخر سال ۱۳۵۵، هر دو سازمان چریکی مجاهدین و فداییان خلق که بسیاری از اعضایشان دستگیر یا اعدام شده و متحمل تلفات سنگینی شده بودند، به تجدیدنظر در تاکتیک‌های خود پرداختند. گرچه جنبش چریکی نتوانست رژیم را سرنگون کند، در اواخر سال ۱۳۵۶، با به حرکت درآمدن موج انقلاب و آزادی زندانیان سیاسی، چریک‌ها به‌ویژه فداییان، در موقعیت بهتری قرار گرفته و به جذب نیروهای جدید و انبارکردن سلاح پرداختند و در ۲۰–۲۲ بهمن ماه ۱۳۵۷ (تقریبا در هشتمین سالگرد واقعه سیاهکل)، هنگام پایان کار رژیم پهلوی، آخرین تیرهای خلاص خود را به جسد نیمه‌جان رژیم شلیک کردند.

### سید موسی صدر و قطب زاده
موسی صدر با پولهایی که از قذافی (حداقل ۱۲میلیون دلار از قذافی گرفته بود!) و سعودیها و دیگران می‌گرفت یک عمارت چهارطبقه در خیابان کندی پاریس خرید و آن را به مرکز تبلیغات تبدیل کرد. قطب زاده در طبقه چهارم این ساختمان زندگی و فعالیت می‌کرد. قطب زاده با کنفدراسیون دانشجویان در تماس بود و به لبنان برای ملاقات با صدر می‌رفت از طرف دیگر به عراق برای دیدار با خمینی می‌رفت. صدر پول زیادی در اختیار قطب زاده قرارداده بود. قطب‌زاده بود که در بهار سال ۱۳۵۷ لوسین ژرژ نماینده روزنامه لوموند در بیروت را به نجف فرستاد تا با انجام نخستین مصاحبه بین‌المللی با سید روح‌الله خمینی، و افکار عمومی جهانیان را با انقلاب اسلامی ایران آشنا ساخت. صدر در ۱۳۵۷ در دیدار با رهبران سوریه، عربستان سعودی اهمیت انقلاب اسلامی ایران، پیروزی قریب‌الوقوع آن و ضرورت هم‌پیمانی آنان با این انقلاب را به آن‌ها گوشزد نمود. وی در شهریور ۱۳۵۷ و یک هفته پیش از ربوده شدنش، با انتشار مقاله «ندای پیامبران» در روزنامه لوموند، خمینی را به عنوان تنها رهبر انقلاب اسلامی ایران معرفی کرد.

### کنفدراسیون دانشجویان خارج از کشور
ببینید: کنفدراسیون دانشجویان خارج از کشور
از سال ۱۳۳۱–۱۹۵۲ انجمن دوستان خاورمیانه ای آمریکا دفتری در تهران تأسیس کرده بود که جوانان ایرانی را برای تحصیل در آمریکا جذب می‌کرد و هر سال هم در سفارت ایران در آمریکا مهمانی‌هایی ترتیب می‌داد و دانشجویان ایرانی مقیم آمریکا در آن‌ها شرکت می‌کردند.
در شهریور ۱۳۴۸ مجید زربخش و محمود رفیع از اعضای کنفدراسیون به عراق رفته و در نجف با آیت الله خمینی دیدار کردند. آنان مصاحبهٔ مطبوعاتی با روزنامهٔ «الثوره» ارگان حزب بعث عراق نیز انجام دادند. پس از آن خمینی هر سال برای کنفدراسیون یک پیام می‌فرستاد و آن‌ها نیز در نشریات خود از او یاد می‌کردند. زمانی که او به نوفل لوشاتو رفت اعضای کنفدراسیون نیز به آنجا رفتند از جمله نادر اسکویی که دبیرکل کنفدراسیون بود سه مرتبه به دیدار خمینی رفت و مذاکره کرد. کنفدراسیون دانشجویی یک ارگان چپ بود ابتدا با انگیزه صنفی تشکیل شده بود ولی به‌سرعت به یک مرکز معانده با حکومت شاه تبدیل شد. با اعضای کنگره آمریکا و سناتورها دیدارهایی (مثل چندین دیدار با رابرت کندی) ترتیب می‌داد. خبرنامه‌هایی منتشر می‌کرد مقالاتی را در مطبوعات خارجی منتشر می‌کرد که همگی به ضد حکومت شاه بودند.

## شکست طرح مشارکت سیاسی محمدرضا پهلوی

### دولت تک‌حزبی، حزب رستاخیز

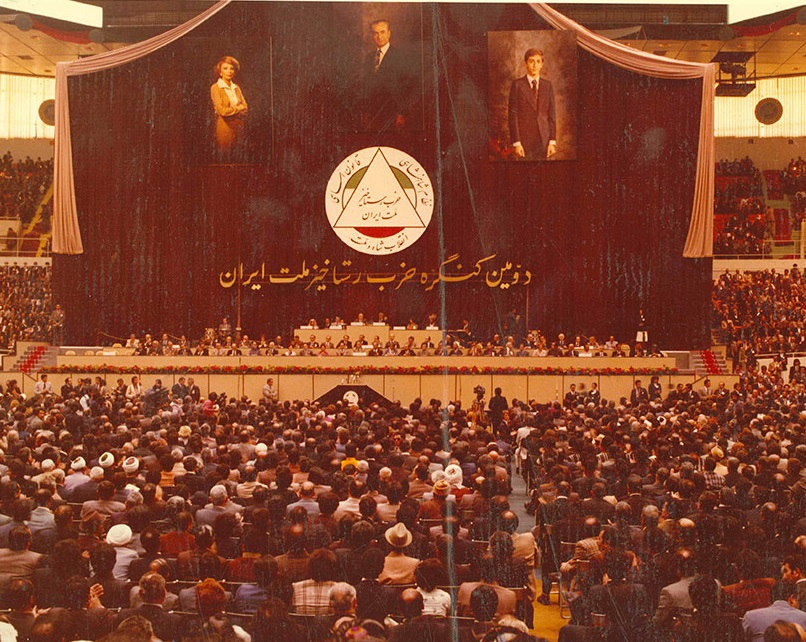
دومین کنگره حزب رستاخیز ایران

در اسفند سال ۱۳۵۳، شاه با وجود مخالفت پیشینش با ایجاد نظام تک‌حزبی، ضمن انحلال دو حزب «ایران نوین» و «حزب مردم»، «حزب رستاخیز» را تشکیل داد. وی اعلام کرد که در آینده، یک دولت تک‌حزبی خواهد داشت و هرکس که به آن نپیوندد باید «کمونیست» و «خائن» باشد. حزب رستاخیز ترکیبی ناهمگون و شگفت‌آور داشت و توسط دو گروه بسیار متفاوت طراحی شده بود. گروه نخست از کارشناسان جوان علوم سیاسی و دارندگان درجه دکترا از دانشگاه‌های آمریکایی تشکیل می‌شد که طبق نظریه ساموئل هانتینگتون، استاد برجسته علوم سیاسی، اعتقاد داشتند که تنها راه رسیدن به ثبات سیاسی در کشورهای در حال توسعه، ایجاد حزب دولتی منضبط است. گروه دوم را کمونیست‌های سابق تشکیل می‌دادند که در اوایل دهه ۳۰، به دلیل همکاری با رژیم، از حزب توده اخراج شده بودند و معتقد بودند تنها سازمانی با ساختار لنینیستی می‌تواند توده‌ها را بسیج کند. حزب رستاخیز، با جذب دو حزب پیشین و همه نمایندگان مجلس، تشکیل کمیته مرکزی و برگزیدن امیرعباس هویدا به دبیر کلی، در سراسر سال ۱۳۵۴، به ایجاد سازمانی گسترده پرداخت و حدود ۵میلیون نفر را در شعبه‌های محلی خود پذیرفت. حزب، شاه را با القابی چون «شاهنشاه آریامهر» و «آموزگار خیرخواه و رهبر سیاسی و معنوی ایران» مورد خطاب قرار داد و اعلام کرد که او را برای تکمیل انقلاب سفید و بردن ایران به سوی «تمدن بزرگ جدید»، یاری خواهد کرد. همچنین ضمن انتشار پنج روزنامه و سازمان‌دهی راهپیمایی‌های روز کارگر، تهدید کرد که کسانی‌که در حزب ثبت نام نمی‌کنند، مسئله‌دار هستند، بدین‌سان موفق شد حدود ۷میلیون رأی‌دهنده را برای نام‌نویسی در انتخابات مجلس آینده، به صندوق‌های رأی بکشاند و چندین نویسنده، هنرمند یا استاد دانشگاه را به‌دلیل انتقاد یا صرفاً عدم همکاری، بازداشت کرده یا مورد ضرب‌وشتم قرار دهد.

### تشدید نارضایتی‌ها در اثر اقدامات حزب
به نقل از یرواند آبراهامیان، اهداف حزب رستاخیز با دستاوردهای آن به‌شدت تعارض پیدا کرد و هرچند هدف آن نهادینه کردن بیشتر حکومت سلطنتی و فراهم ساختن پایگاه اجتماعی گسترده‌تری برای آن بود، رژیم را تضعیف و نارضایتی قشرهای مختلف جامعه را شدیدتر کرد. اعلان جنگ حکومت علیه بازاریان و نهادهای دینی، مخالفان میانه‌رو و حتی روحانیون غیرسیاسی را نیز به آغوش مخالف نافرمان و سازش‌ناپذیر رژیم، خمینی (که به زبان آنان سخن می‌گفت) انداخت و آنان امکانات مالی بسیار و یک شبکه سازمانی گسترده را در اختیار خمینی قرار دادند. بازاریان همچنین، پشتیبانی مالی بسیاری از اعتصاب‌های دانشجویی و بعد از آن اعتصاب‌های گسترده کارگری و همچنین حمایت مالی خانواده‌های کشته‌شدگانِ درگیری‌های سال ۵۷ را برعهده گرفتند.

#### کنترل قیمت‌ها
اما مهم‌ترین اقدام حزب رستاخیز، نفوذ به درون طبقه متوسط مرفه (سنتی) — مهم‌تر از همه بازار و روحانیت — بود. چنان‌که، مسئولیت تورم شدید بین سال‌های ۱۳۵۲ تا ۱۳۵۵ را به گردن جامعه تجاری انداخت و به سراغ مغازه‌داران و تجار خرده‌پا رفت. حزب با گشودن شعبه‌هایی در بازار، بر قیمت بیشتر کالاها نظارت دقیقی اعمال کرد و برای کوتاه ساختن دست واسطه‌ها و دلالان داخلی، میزان زیادی گندم، قند و شکر و گوشت وارد کرد. بدین‌سان رژیم با اعلان جنگ به بازار، به حوزه‌ای حمله‌ور شده بود که دولت‌های پیشین، جرئت گام گذاشتن در آن را نداشتند. حزب رستاخیز ۱۰٬۰۰۰ دانش‌آموز را در دسته‌های منظمی با نام «تیم‌های بازرسی»، برای جهاد بیرحمانه‌ای علیه سودجویان، متقلبان، محتکران و سرمایه‌داران بی‌ملاحظه، روانه بازار کرد. همچنین شوراهای صنفی تعداد بسیاری از تاجران را جریمه، تبعید یا محکوم به زندان نمودند و روزنامه‌های در نظارت دولت نیز از ضرورت ریشه‌کن کردن بازار و حجره‌های پوسیده و جایگزین کردن سوپرمارکت‌های کارآمد با قصابی‌ها، بقالی‌ها و نانوایی‌های بی‌ثمر سخن به میان آوردند. این حملات فاحش موجب شد تا بازاریان، در جستجوی پشتیبان، بار دیگر به متحد سنتی خود، علما روی آورند.

#### اقدامات فرهنگی
حکومت حمله گسترده و هم‌زمانی را نیز علیه مذهب آغاز کرد. حزب رستاخیز، علما را «مرتجعین سیاه قرون وسطایی» نامید و تقویم جدیدی را به نام گاه‌شماری شاهنشاهی به جای تقویم اسلامی به کار برد. نیروی تازه‌تأسیسِ «سپاه دین» را برای آموزش آنچه «اسلام راستین» نامیده شد، به روستاها فرستاد و با افزایش سن ازدواج دختران، از قضات خواست تا در اجرای قانون حمایت از خانواده سال ۱۳۴۶ کوشاتر باشند. به گفته یک روزنامه نزدیک به روحانیون در خارج از کشور، حزب رستاخیز درصدد «ملی کردن» مذهب بود. بسیاری از مجتهدان برجسته، علیه حزب رستاخیز فتوا صادر کرده و آن را برخلاف قوانین مشروطه، مصلحت کشور و اصول اسلام دانستند. خمینی نیز با انتشار اعلامیه‌ای، همکاری با حزب را «حرام» خواند و آن را نابودکننده نه تنها بازاریان و کشاورزان، بلکه ایران و اسلام دانست. چند روزی پس از انتشار این اعلامیه، بیشتر روحانیون نزدیک به وی مانند مطهری، بهشتی، منتظری و خامنه‌ای دستگیر شدند.

## بازتر شدن فضای سیاسی، آغاز اعتراضات

### فشارهای خارجی
در اواسط دهه ۱۳۵۰، همزمان با شدت گرفتن تورم و اقدامات مخرب حزب رستاخیز در مقابله با آن، فشارهای خارجی بر رژیم شاه، به منظور وادار ساختن آن به تعدیل کنترل‌های پلیسی و رعایت حقوق بشر در ایران، به وقوع پیوست:

#### فشار ارگان‌های حقوق بشری
در اواخر سال ۱۳۵۴، سازمان عفو بین‌الملل، کمیسیون بین‌المللی قضات در ژنو و همچنین کمیسیون بین‌المللی حقوق بشر وابسته به سازمان ملل، هر یک رژیم شاه را به نقض شدید حقوق بشر محکوم کردند.

#### فشار حکومت آمریکا
هم‌زمان با انتقاد سازمان‌های هوادار حقوق بشر، دانشجویان ایرانی و گروه‌های مخالف خارج از کشور به منظور افشای جنایت‌های ساواک، اقدام به تشکیل کمیته‌های ویژه و برگزاری راهپیمایی کردند. در پی آن، روزنامه‌های بانفوذ غربی مانند «ساندی تایمز» لندن، مطالب افشاگرانه‌ای را دربارهٔ نحوه شکنجه‌های ساواک به انتشار رساندند. جیمی کارتر در کمپین انتخاباتی خود برای انتخابات ریاست‌جمهوری آمریکا در سال ۱۹۷۶ میلادی (۱۳۵۵)، بر اهمیت مسئله حقوق بشر در ایران تأکید کرد. شاه که نمی‌خواست تصویر اصلاح‌گری پیشرو و مشتاق به آوردن مزایای تمدن غربی را به ایران از دست دهد، نسبت به فشارهای خارجی واکنش مثبت نشان داد. در نتیجه در اواخر سال ۱۳۵۵، ۳۵۷ زندانی را بخشید، به صلیب سرخ جهانی اجازه داد تا از زندان‌ها بازدید کند و به کمیسیون بین‌المللی حقوق‌دانان قول داد که در آینده بیشترِ محاکمه‌ها در دادگاه‌های مدنی صورت گیرد.

در تصویر، جوانی انقلابی پلاک خیابان پهلوی را کنده و عبارت «سرنگون شد» را به صورت دست‌نویس به پایین پلاک خیابان پهلوی اضافه کرده‌است.

حسن شریعتمداری می‌گوید: ناصرمیناچی که از مؤسسان حسینیه ارشاد و جزو هیئت مدیره دارالتبلیغ اسلامی بود، در اواخر سال ۵۵ به آمریکا مسافرت کرده بود به قم آمد و گفت: همراه آقای یزدی، ملاقاتی با مسئول جدید میز ایران، در وزارت خارجه آمریکا، هنری پرکت داشته‌است... پرکت درپاسخ به شکایات، دایر بر حمایت آمریکا از شاه و وضعیت حقوق بشر در ایران، گفت که سیاست کارتر و وزارت خارجه، نسبت به شاه ایران نیز به‌طور اساسی تغییر کرده‌است. او گفت که ما از این پس نسبت به موضوع حقوق بشر و زندانیان سیاسی و آزادی‌های مدنی در ایران خود را متعهد می‌دانیم و حساس هستیم و آن را در اولویت برنامه‌های خود قرار داده‌ایم. پرسیدیم چه حمایتی از ما می‌توانید بکنید؟ پرکت گفت: ما از جمعیت‌هایی که برای پیشبرد حقوق بشر فعالیت کنند، حمایت خواهیم کرد و پیشنهاد داد در ایران چنین جمعیتی را تأسیس کنید و با مجامع بین‌المللی حقوق بشر در ارتباط باشید.

### تلاش روشنفکران
به گفته حسن شریعتمداری: در اوایل سال ۵۶ آقای مهندس بازرگان و میناچی ایده هنری پرکت را در مهمانی منزل یکی از اعضاء نهضت آزادی در میان نهادند و پس از آن بود که «جمعیت ایرانی حمایت از آزادی و حقوق بشر» در ساختمانی در جنب حسینیه ارشاد، که میناچی در اختیار جمیعت گذاشته بود شروع به کارکرد و همراه با جمعیت حقوق‌دانان و وکلا نیز که آن هم در همان روزها تأسیس شده بود، منشأ کارهای مؤثری در دفاع از حقوق فعالان و زندانیان سیاسی شدند.
فروکش کردن نظارت‌ها و سختگیری‌ها، مخالفان را تشویق کرد تا با صدای بلندتری به اعتراض بپردازند. در اردیبهشت ۱۳۵۶، ۵۳ حقوقدان — بیشتر از هواداران مصدق — با فرستادن نامه‌ای سرگشاده به کاخ شاه، از دخالت او در کار دادگاه‌ها و قوه قضائیه انتقاد به عمل آوردند. در تیرماه نیز چهل تن از شخصیت‌های ادبی و روشنفکران در نامه‌ای به هویدا، از سرکوبی و سانسور فعالیت‌های فرهنگی و ادبی توسط ساواک، انتقاد کردند و کانون نویسندگان ایران را که از سال ۴۳ سرکوب شده بود، احیا نمودند. در تابستان و پاییز همان سال، حقوق‌دانان، روشنفکران و نویسندگان و همچنین بازاریان تهران و طلاب قم با نوشتن نامه‌های انتقادی سرگشاده، صراحت بیشتری به خرج دادند.

### جرقه اعتراضات
اولین سند حاکی از نابسامانیهای سیاسی، اجتماعی و اقتصادی متن نامه اعضای جبهه ملی به شاه در ۲۲ خرداد ۱۳۵۷ است.
در جستجوی سرآغاز انقلاب ایران، برخی چاپ مقاله «ایران و استعمار سرخ و سیاه» در ۱۷ دی‌ماه ۱۳۵۶ در روزنامه اطلاعات و پیامدهای آن به‌شکل بستن بازار و تظاهرات روز ۱۹ دی‌ماه در قم و حمله به دفتر روزنامه اطلاعات را عنوان کرده‌اند و برخی چون حامد الگار و هنری مانسون مرگ مصطفی خمینی را شروع زنجیره اتفاقاتی می‌دانند که منجر به انقلاب ایران شد
آبراهامیان، بر این باور است که نخستین جرقه را می‌توان به شبهای شعر گوته و ناآرامی‌های دانشگاه آریامهر نسبت داد. این دو حادثه، تجلی دو نیروی حاضر در جنبش انقلابی محسوب می‌شد که یکی طبقه متوسط حقوق بگیر و جایگاه اعتراض سیاسی آن یعنی دانشگاه‌های مدرن و دیگری طبقه متوسط متمول و سنتی و مراکز سازمان‌های اجتماعی-سیاسی آن یعنی مدارس علوم دینی سنتی (حوزه‌های علمیه) و بازار بود.

#### نامه چهل امضایی کانون نویسندگان به هویدا
کانون در خرداد سال ۵۶ با انتشار نامه سرگشاده‌ای خطاب به امیر عباس هویدا، نخست‌وزیر به لزوم رعایت مواد قانون اساسی در رابطه با آزادی اندیشه و بیان و قلم، و لزوم ترقی سیاسی همگام با ترقی اقتصادی اشاره شده بود. تهیه‌کنندگان نامه علی اصغر صدر حاج سید جوادی و باقر پرهام بودند و توسط ۴۰ نفر از اهالی قلم امضا شده بود. هویدا به این نامه جوابی نداد و به نظر نویسندگان کشور توجهی نشد.

#### نامه سه امضایی جبهه ملی به شاه
در ۲۲ خرداد ۵۶ کریم سنجابی داریوش فروهر و شاپور بختیار نامه ای به شاه نوشتند. و موارد ذیل را متذکر شدند:
1. نابسامانیهای سیاسی، اجتماعی و اقتصادی کشور
2. تمام امور مملکت از طریق صدور فرمانها انجام می‌شود و انتخاب نمایندگان ملت و انشاء قوانین و تأسیس حزب در دست شخص شاه است که موجب این مشکلات شده‌است.

۳-تنها راه رشد ایمان و شخصیت فردی و همکاری ملی و ترک حکومت استبدادی، تمکین به اصول مشروطیت، احیاء حقوق ملت، احترام به قانون اساسی و اعلامیه جهانی حقوق بشر، انصراف از حزب واحد، آزادی مطبوعات، آزادی زندانیان و تبعید شدگان سیاسی و استقرار حکومتی است که متکی بر اکثریت نمایندگان ملت باشد و خود را بر طبق قانون اساسی مسئول اداره مملکت بداند.
خلاصه متن نامه سه امضایی ۲۲ خرداد ۱۳۵۶ به شاه
پیشگاه اعلیحضرت همایونی، شاهنشاه
افزایندگی تنگناها و نابسامانیهای سیاسی، اجتماعی و اقتصادی کشور چنان دورنمای خطرناکی را در برابر دیدگان هر ایرانی قرار داده که امضاء کنندگان زیر بنابر وظیفه ملی و دینی در برابر خدا و خلق خدا با توجه به اینکه در مقامات پارلمانی و قضایی و دولتی کشور کسی را که صاحب تشخیص و تصمیم بوده، مسئولیت و مأموریتی غیر از پیروی از «منویات ملوکانه» داشته باشد نمی‌شناسیم و در حالی که تمام امور مملکت از طریق صدور فرمانها انجام می‌شود و انتخاب نمایندگان ملت و انشاء قوانین و تأسیس حزب و حتی انقلاب در کف اقتدار شخص اعلیحضرت قرار دارد که همه اختیارات و افتخارات و بنابراین مسئولیتها را منحصر و متوجه به خود فرموده‌اند این مشروحه را علی‌رغم خطرات سنگین تقدیم حضور می‌نماییم.
... بنابراین تنها راه بازگشت و رشد ایمان و شخصیت فردی و همکاری ملی و خلاصی از تنگناها و دشواری‌هایی که آینده ایران را تهدید می‌کند ترک حکومت استبدادی، تمکین مطلق به اصول مشروطیت، احیاء حقوق ملت، احترام واقعی به قانون اساسی و اعلامیه جهانی حقوق بشر، انصراف از حزب واحد، آزادی مطبوعات، آزادی زندانیان و تبعید شدگان سیاسی و استقرار حکومتی است که متکی بر اکثریت نمایندگان منتخب از طرف ملت باشد و خود را بر طبق قانون اساسی مسئول اداره مملکت بداند.
در ۲۲ خرداد ۱۳۵۶ پس از انتشار این نامه، در خانه کریم سنجابی، داریوش فروهر، مهندس مهدی بازرگان و رحمتالله مقدم مراغه ای بمب‌گذاری صورت گرفت که کریم سنجابی فرد عبدالمجید مجیدی را عامل این بمب‌گذاری معرفی کرد.

 کریم سنجابی / شاپور بختیار/ داریوش فروهر

#### مشکلات مدیریتی و برکناریهویدا
به دلیل عدم توانایی سیستم حمل و نقل میلیاردها دلار اجناس وارداتی در بندرها از بین رفته بود فقط یک میلیارد دلار جریمه به کشتی‌هایی که تا شش ماه در بندر معطل بودند داده شده بود. تهران برق نداشت و در تابستان گرم مردم ناراضی بودند. ترافیک تهران طاقت فرسا بود. وضع آب در شهرستانها خراب بود. از سال ۱۳۵۴ مشکل کمبود و گرانی مسکن پیش آمده بود و تورم از ۲۵ درصد عبور کرده بود. طرح مبارزه با گرانفروشی موضعی و غیر موفق بود. شایعات زیادی در مورد روش انتخاب وزرا و بی‌لیاقتی آن‌ها وجود داشت تا جایی که تصمیم گرفته شد شش وزیر تغییر کنند. در نهایت شاه تصمیم به برکناری هویدا گرفت تا سرزنش‌ها به او منتقل شوند.
سر انجام در ۱۵ مرداد ۱۳۵۶ روزنامه‌ها متن استعفای هویدا را منتشر کردند که در آن می‌گفت چون اراده ملوکانه بر این قرار گرفته که چاکر در سمت دیگری خدمت کنم استعفای خود را تقدیم می‌کنم و در واقع یک برکناری بود.

#### نامه نود امضایی کانون نویسندگان به جمشید آموزگار
کانون در مرداد سال ۵۶ با انتشار نامه سرگشاده‌ای خطاب به جمشید آموزگار، نخست‌وزیر وقت به لزوم رعایت مواد قانون اساسی در رابطه با آزادی اندیشه و بیان و قلم، و لزوم ترقی سیاسی همگام با ترقی اقتصادی اشاره شده بود. تهیه‌کنندگان نامه علی اصغر صدر حاج سید جوادی و باقر پرهام بودند و توسط نود نفر از اهالی قلم امضا شده بود. آموزگار به نامه جوابی نداد ولی در روزنامه‌ها شروع به نوشتن مقالاتی توهین آمیز به نویسندگان شد.

#### مرگ مصطفی خمینی
مرگ مصطفی خمینی در اول آبان ۵۶ و مجالس متعددی که در یادبود او در قم برگزار شدند، از جمله عواملی بود که در شکل‌دادن فضای اعتراضی نقش داشت. سخنرانی‌ها در مراسم‌های ختم گرچه کمتر حاوی اشارات مستقیم سیاسی بوده‌اند، با این حال در فضای ملتهب ناشی از پخش شایعات اثرگذاری زیادی داشتند. فرضیه قتل مشکوک مصطفی توسط ساواک که توسط نزدیکان و هواداران خمینی در قم و نجف و توسط انجمن‌های اسلامی در اروپا و آمریکا پخش می‌شد، نام خمینی را پس از سال‌ها بر سر زبان‌ها انداخت. حمله خمینی به حکومت در اولین واکنش به تسلیت‌ها نیز از عواملی بود که حکومت را تحریک کرد تا با انتشار مقاله «ایران و استعمار سرخ و سیاه» در روز ۱۷ دی پاسخ بدهد که خود باعث نا آرامیهای جدید شد.

#### سفر شاه و ملکه به آمریکا و دیدار با کارتر
در ۲۵ آبان ۱۳۵۶ همزمان با سخنرانی مشترک شاه و کارتر در محوطه کاخ سفید درحالی‌که فاصله میان جمعیت طرفداران و مخالفان شاه بیرون کاخ سفید کم بود و تعداد پلیس‌ها هم کم بود. بهنگام نواختن دسته موزیک، مخالفان پس از درگیری با پلیس به طرفداران شاه حمله بردند و پلیس برای متفرق کردن آنان، از گاز اشک‌آور استفاده کرد که سرایت آن به محوطه کاخ موجب جاری‌شدن اشک از چشمان حاضران در مراسم از جمله شاه و کارتر شد. تعداد مخالفان شاه در این روز نزدیک به ۴۰۰۰نفر و تعداد طرفداران او به ۱۵۰۰نفر می‌رسید. در این حادثه ۱۲۴نفر از تظاهرکنندگان و افراد پلیس مجروح شدند.

#### شبهای شعر گوته
در ۲۵ آبان ۱۳۵۶ پس از ۹ شب جلسات شبهای شعر گوته با مضمون سیاسی که توسط کانون نویسندگان در انجمن فرهنگی ایران و آلمان و در دانشگاه آریامهر پلیس اقدام به برهم زدن جلسه شب شعر دهم و متفرق کردن حدود ده‌هزار نفر از افراد حاضر کرد که تظاهرات خشمگینانه دانشجویان و سرازیر شدن آنان در خیابان و سردادن شعارهای ضد حکومتی را به دنبال داشت. در این درگیری یک دانشجو کشته، هفتاد تن مجروح و یکصد تن بازداشت شدند. در ده روز پس از آن، تظاهرات‌های دانشجویی افزایش یافت و دانشگاه‌های اصلی تهران در اعتراض تعطیل شدند. سپس دانشگاه‌های بزرگ کشور به یادبود ۱۶ آذر (روز غیررسمی دانشجو) دست به اعتصاب زدند. معترضان دستگیرشده در ناآرامی‌های پیشین، پس از محاکمه‌های کوتاهی در دادگاه‌های مدنی تبرئه شدند و این‌گونه محاکمات به‌روشنی به جامعه نشان داد که ساواک، دیگر توان استفاده از دادگاه‌های نظامی برای سرکوب مخالفان را ندارد.

#### سفر قطب زاده به آمریکا و دیدار با مقامات وزارت خارجه
در دی ماه ۵۶ قطب‌زاده به آمریکا رفت و با جورج گریفین، از مسئولان میز خاورمیانه و جنوب آسیای دفتر اطلاعات و تحقیقات وزارت خارجه دیدار کرد. او خود را «رئیس یک نهضت مقاومت ایرانی در پاریس که با همه سطوح جامعه ایران از جمله نظامیان در تماس است» معرفی و هدفش از این سفر را تماس با آمریکاییهایی که با اوضاع ایران آشنا هستند بیان کرد. قطب‌زاده به گریفین می‌گوید که او و گروهش تحسین کننده آمریکا و ایده‌هایی هستند که آمریکا بر آن‌ها بنا شده مخصوصاً ایده حقوق بشر را که کارتر مطرح کرده‌است می ستایند و می‌خواهند از این موقعیت استفاده کنند و بر روی سیاستهای جدید آمریکا اثر بگذارند. شاه در ایران مورد تنفر است و مردم ایران پشتیبانی آمریکا از شاه را دلیل اصلی سرکوبها می‌دانند. او تقاضا می‌کند از فروش سلاحه‌هایی که پول مردم ایران را تلف می‌کنند به شاه خودداری شود. سپس نامه‌ای برای «رابرت مَنتِل» به گریفین می‌دهد که در آن اسناد مربوط به شکنجه‌ها و نامه‌های خانواده‌های زندانیان و چند اعلامیه درج کرده‌است. او توضیح می‌دهد که قبل از سفر شاه به آمریکا باید این مطالب مورد نظر قرار بگیرد تا شاه نتواند کارتر را متقاعد کند که راه دیگری ندارد. مردم ما، پشتیبانی آمریکاییها از شاه را به عنوان مسبب اصلی سرکوبگری در ایران می‌بینند. شاه در ایران دچار درد سر واقعی شده‌است چه از لحاظ اقتصادی و چه سیاسی و چه اجتماعی، من امیدوارم که شما از همه این مطالب آگاه باشید و این‌که هنگامی که دربارهٔ شاه قضاوت می‌کنید، شما دربارهٔ او با توجه به همه سوابق سلطنت او یا در نظر گرفتن همه این واقعیات قضاوت خواهید کرد. منتل مسئول «دفتر کمک‌های امنیتی»، یکی از زیرمجموعه‌های «دفتر امور سیاسی‌نظامی» وزارت خارجه بود. دفتر امور سیاسی نظامی رابط وزارت خارجه با وزارت دفاع است و وظیفه‌اش ارائهٔ طرح در مورد امنیت بین‌المللی، کمک‌های امنیتی و عملیات نظامی است. رابطهٔ قطب‌زاده و گریفین تا تابستان ۱۳۵۷ و ارسال یک نامهٔ دیگر ادامه می‌یابد. یک سال بعد در دی‌ماه ۱۳۵۷ و روزهایی که نام قطب‌زاده به عنوان یکی از اطرافیان امام‌خمینی در فرانسه مطرح است، گزارش این دیدار و متن نامه او، از طرف منتل برای پرکت ارسال شد و احتمالاً در موضع آمریکا در مورد رفتن شاه اثر داشته‌است.

#### مقاله ایران و استعمار سرخ و سیاه
روزنامه اطلاعات در مقاله‌ای در تاریخ ۱۷ دی ۱۳۵۶، مقاله ای بنام «ایران و استعمار سرخ و سیاه» بقلم احمد رشیدی مطلق درج کرد. روحانیون را «ارتجاع سیاه» نامید و به همکاری پنهان با کمونیسم بین‌الملل برای محو دستاوردهای انقلاب سفید متهم ساخت. همچنین خمینی را به بیگانه بودن و جاسوسی برای بریتانیا در دوران جوانی متهم کرد و او را بی‌بندوبار و نویسنده اشعار شهوت‌انگیز صوفیانه نامید. این مقاله شهر قم را به خشم آورد. حوزه‌های علمیه و بازار تعطیل و خواستار عذرخواهی علنی حکومت شدند. حدود ۴۰۰۰ نفر از طلاب و هواداران آنان در روز ۱۹ ماه دی در تظاهرات به سردادن شعار پرداخته و با پلیس درگیر شدند. در این درگیری‌ها بنا به اعلام حکومت دو تن و به گفته مخالفان هفتاد تن کشته و بیش از پانصد نفر زخمی شدند. روز بعد خمینی خواستار تظاهرات بیشتر شد و به شهر قم و آنان که «روحانیت مترقی» نامید، به خاطر ایستادگی در برابر حکومت تبریک گفت و شاه را به همکاری با آمریکا برای نابودی ایران متهم کرد. شریعتمداری نیز در مصاحبه‌ای نادر با خبرنگاران خارجی، از حکومت گلایه کرد و رفتار پلیس و حکومت با روحانیون را توهین‌آمیز خواند. شریعتمداری همچنین به همراه ۸۸ تن از روحانیون، بازاریان و دیگر مخالفان از ملت خواست که چهلم کشتار قم را با دست کشیدن از کار و حضور آرام در مساجد برگزار کنند.

### اعتراضات سیاسی و سنت‌های شیعی
از این به بعد یک دوره از مراسم چهلم (یادبود کشته‌شدگان مراسم قبلی) برگزار شد که استفاده سیاسی از یک سنت شیعی محسوب می‌شد و فرصتی را برای معترضان فراهم می‌ساخت تا به گردِهمایی، اطلاع‌رسانی شفاهی و برانگیختن بیشتر احساسات مذهبی مخالفان حکومت بپردازند. آمار رسمی حکومت و مخالفان از تعداد کشته‌شدگان و مجروحان سه دوره روزهای چهلم پرآشوب، (مثل همه وقایع بعدی) تفاوت بسیاری داشت. برپایه اعلامیه‌های حکومتی، ۲۲ نفر کشته و تقریباً ۲۰۰ تن زخمی شدند و اما مخالفان، شمار کشته‌ها را ۲۵۰ و شمار زخمی‌ها را بیش از ۶۰۰ نفر دانستند.

#### تظاهرات ۲۹ بهمن تبریز
در روز ۲۹ بهمن ۱۳۵۶ به عنوان چهلم کشتار قم، مراسم یادبود در شهرهای بزرگ ایران به‌آرامی برگزار شد، اما در تبریز معترضان به کلانتری‌ها، دفاتر حزب رستاخیز، بانکها، هتل‌های لوکس، سینماها و مشروب‌فروشی‌ها (که نماد وابستگی به غرب به‌شمار می‌رفتند) حمله کردند و برای نخستین بار فریاد «مرگ بر شاه» شنیده شد. تظاهرات تبریز دو روز طول کشید و با توسل حکومت به نیروهای کمکی ارتش از جمله تانک و هلیکوپترهای جنگی، فروکش کرد.

#### واکنش به تظاهرات ۲۹ بهمن
در روز تظاهرات رضا قطبی که پیش از همه تصاویر را از تبریز دریافت کرده بود با جمشید آمورگار تماس می‌گیرد ولی آموزگار می‌گوید با نوآموز صحبت کرده و خبری نیست!. روز بعد دولت جلسه ای تشکیل می‌دهد و محمود جعفریان از طرف رادیو تلویزیون شرکت می‌کند. آموزگار و وزیران او در برابر بهت جعفریان اصرار می‌کنند که این تظاهرات ریشه خارجی دارد و روز بعد آموزگار به تبریز رفته در آنجا تظاهرات حکومتی برگزار می‌شود و مجدداً این ادعا را تکرار می‌کند.

#### تظاهرات دهم فروردین
دهم فروردین ۱۳۵۷، مراسم چهلم کشته‌شدگان تبریز بود که در ۵۵ شهر برپاشد و در این مدت، اکثر بازارها و دانشگاه‌ها تعطیل بودند. این مراسم در برخی شهرها به‌ویژه در یزد به خشونت کشیده شد و عده‌ای توسط نیروهای پلیس کشته شدند که مراسم چهلم آن در روز نوزدهم اردیبهشت ماه برگزار گشت. در این روز، بازار و مؤسسات آموزشی مهم اعتصاب کردند و مراسم در برخی شهرها به خشونت گرایید. در قم، نیروهای امنیتی برای سرکوب تظاهرات به تیراندازی و قطع برق شهر روی آوردند و با تعقیب گروهی از تظاهرکنندگان و زیرپا گذاشتن حق و حرمت قدیمی تحصن در خانه علمای دینی، دو تن از طلاب را که در خانه شریعتمداری پناه گرفته بودند، کشتند.

#### عکس العمل حکومت
رژیم برای رویارویی با این بحران، نخست با ایجاد کمیته مخفی انتقام توسط ساواک، به فرستادن نامه‌های تهدیدآمیز و حتی بمب‌گذاری در دفاتر برخی روشنفکران و حقوق‌دانانی که نامه‌های اعتراضی نگاشته بودند — از جمله سنجابی، فروهر، بازرگان و عبدالکریم لاهیجی — اقدام کرد. حزب رستاخیز هم گروهی متشکل از افراد پلیس با لباس غیرنظامی به نام «نیروی پایداری» تشکیل داد تا به گردهمایی‌های سازمان‌یافته گروه‌های دانشجویی، کانون نویسندگان و جبهه ملی حمله کند. در همین حال، رژیم برخی سیاست‌های ضدتورمی را که موجب خشم بازاریان و علما شده بود کنار گذاشت و ضمن پوزش خواستن از شریعتمداری از بابت حمله به خانه او و برکناری ارتشبد نعمت‌الله نصیری رئیس بدآوازه ساواک، نمایش فیلم‌های شهوت‌انگیز غربی را ممنوع ساخت. شاه نیز برای زیارت به مشهد رفت و جمشید آموزگار نخست‌وزیر وقت با معوق گذاشتن بسیاری از طرح‌های توسعه اقتصادی، برای مهار کردن تورم تلاش‌هایی به عمل آورد. چهلم کشته‌شدگان اردیبهشت ماه، با توصیه شریعتمداری و دیگر روحانیون میانه‌رو به‌آرامی برگزار شد و برای دو ماه، تا پیش از پایان تیرماه، ناآرامی عمده‌ای روی نداد. به نظر می‌رسید که استراتژی جدید دولت، کارساز واقع شده‌است یا شاید مخالفان خود را برای ماه رمضان، که بسیج جمعیت برای تظاهرات آسان‌تر بود، آماده می‌کردند. در طی این دوره از آرامش، بسیاری از جمله نخست‌وزیر به این نتیجه رسیدند که بحران پایان یافته‌است.

#### اعتقاد شاه به نقشه آمریکا برای برداشتن او
در اواخر فروردین سال ۵۷ اکبر اعتماد برای مذاکره راجع به صنایع اتمی ایران به دیدار شاه در جزیره کیش می‌رود. وقتی وی به توصیه رضا قطبی موضوع تظاهرات را با شاه در میان می‌گذارد. شاه می‌گوید (آمریکایی‌ها می‌خواند ما را بردارند ولی نمی‌دانند این به ضررشان تمام خواهد شد).

### مصاحبه لوموند با خمینی در نجف
در ۴ اردیبهشت ۱۳۵۷ قطب زاده لوسین ژرژ خبرنگار لوموند را به نجف برد تا مصاحبه ای با خمینی انجام دهد. این اولین مصاحبه بین‌المللی خمینی بود که مواضع او را به اروپائیان اعلام می‌کرد. لحن ژرژ طرفدارانه از انقلاب بود مثلاً حکومت شاه را رژیم خطاب می‌کرد و از خمینی می‌خواست تا راجع به قیامهایی که در ایران در جریان هست نظر بدهد. خمینی موارد زیر را بیان کرد:
- سلطنت و مخصوصاً سلطنت سلسله پهلوی کاملاً غیرقابل قبول است و باید ملغی شود
- هدف او یک حکومت اسلامی بر مبنای حکومت پیامبر و امام علی است
- او با کمونیستها بهیچوجه اتحاد نخواهد کرد
- خواستار همبستگی همه مسلمانان در مبارزه با اسرائیل شد
- گفت که آمریکا در منطقه ایادی خود را می‌گمارد منابع منطقه را می‌برد و کودتای ۲۸ مرداد کار آمریکاست
- موضع او در مقابل شوروی با موضعش در برابر آمریکا فرق ندارد[۲۵۷]

## گسترش اعتراضات و اعتصاب‌های گسترده کارگری

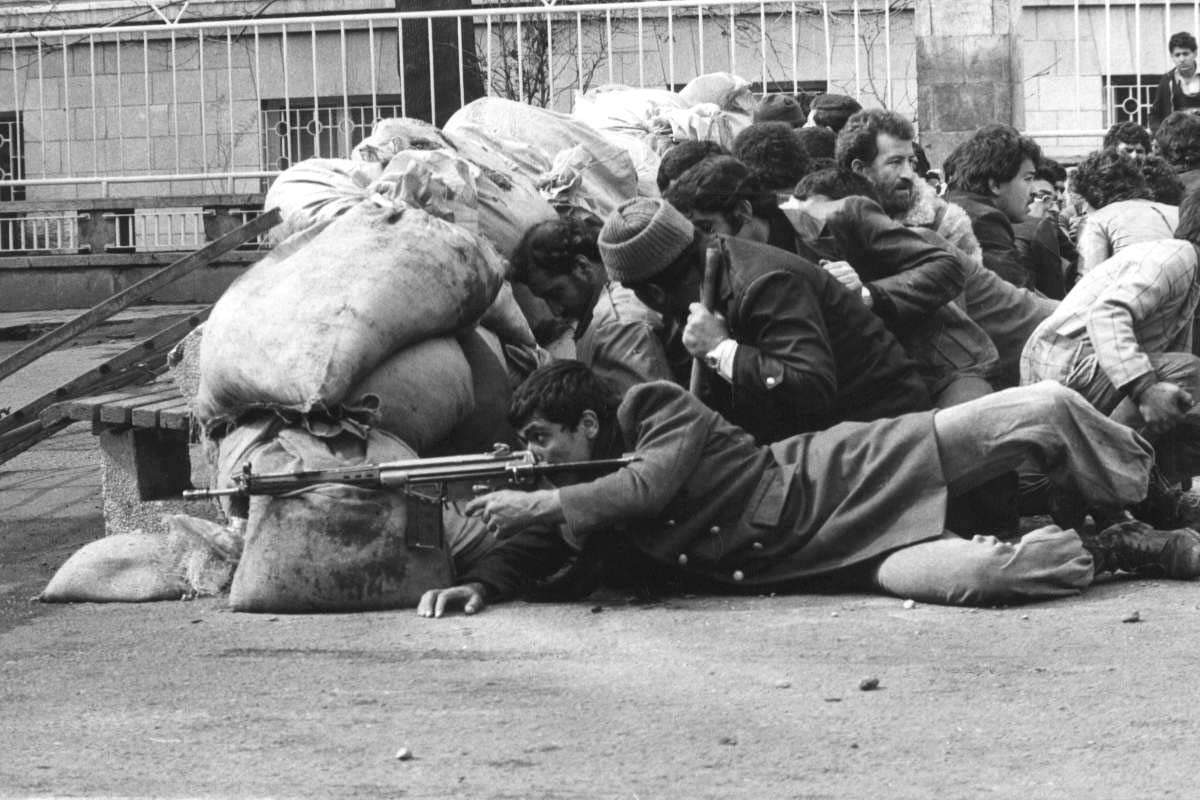
صحنه‌هایی از مردم مسلح انقلابی

از طریق حمل‌ونقل موتوری، کارگران بخش‌های در حال رشد صنعت، ساخت‌وساز و خدمات، بین شهرها و روستاها در رفت‌وآمد بودند. این کارگران در شهرها با مشاهده و مشارکت در تظاهرات ضدحکومتی که از ۷ ژانویه ۱۹۷۸ آغاز شد و به سراسر کشور گسترش یافت، سیاسی و رادیکال شدند. در روستاها، این کارگران ایده‌های انقلابی و رادیکال را به شبکه‌های خویشاوندی خود منتقل کرده و آنان را از جدیدترین تحولات سیاسی و ناآرامی‌های شهری آگاه می‌کردند. نسل جوان‌تر این شبکه‌ها به‌ویژه پذیرای این ایده‌ها بود و مشتاقانه به صف مخالفان پیوست.

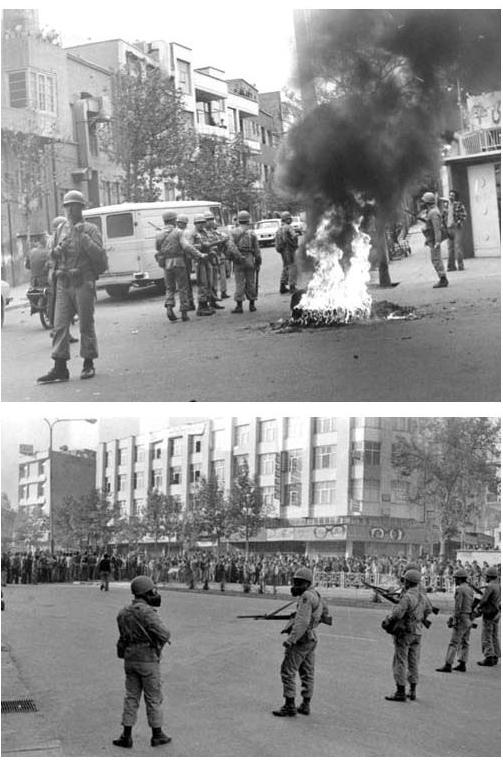
صحنه‌هایی از درگیری‌های خیابانی

#### تظاهرات ماه رمضان ۱۳۵۷ (۱۳۹۸هجری قمری)
پس از دو ماه آرامش، و وقوع دو ناآرامی در ۳۱ تیر و ۶ مرداد، در چند روز نخست ماه رمضان که از ۱۴ مرداد آغاز می‌شد، تظاهرات خشونت‌باری در تهران، تبریز، قم، اصفهان و شیراز برپا شد و در اصفهان تظاهرکنندگان خشمگین، برخی مجهز به سلاح کمری، بیشتر مناطق شهر را تصرف کردند. دولت، تنها پس از اعلام حکومت نظامی و با کشتن برخی مهاجمان توسط نیروهای ارتش، توانست کنترل شهر را دوباره در دست گیرد.

#### آتش‌سوزی سینما رکس
ببینید: آتش‌سوزی سینما رکس آبادان
در ۲۸ مرداد ماه ۱۳۵۷ سینما رکس آبادان آتش گرفت و بیش از چهارصد مرد، زن و کودک جان باختند. حکومت شاه با یادآوری حملات مشابه مخالفان به سینماها، مسئولیت این رویداد را به گردن آنان انداخت و با نسبت دادن این رویداد به «مارکسیست‌های اسلامی» آن‌ها را متهم کردند که «به جای تمدن بزرگ، وحشت بزرگ» به مردم می‌دهند.
مخالفان، ساواک را به تدارک این «آتش‌سوزی رایشتاگ»، قفل کردن درهای سینما و کارشکنی در کار آتش‌نشانی متهم کردند. فردای آنروز ۱۰٬۰۰۰ تن از بستگان قربانیان که در مراسم تشییع گرد هم آمده بودند، ساواک را مسئول این حادثه دانسته و شعارهای تندی علیه حکومت سر دادند. بعدها در دادگاهی که پس از انقلاب برگزار شد، گروهی شامل افراد متعصب مذهبی مسئول این حادثه شناخته شدند و به همراه چند افسر پلیس به جرم کوتاهی در جلوگیری از وقوع حادثه، محاکمه شدند. طبق گفته برخی، این گروه با روحانیون عالی‌رتبه ارتباطاتی داشته‌اند.
در محاکمه نهایی ثابت شد که نظر حکومت شاه درست بوده و عامل اصلی بنام حسین تکبعلی‌زاده فردی معتاد و بیکار بوده و این حرکت را در جهت پیشبرد مقاصد انقلاب انجام داده‌است.

### دولت شریف امامی
شاه کوشید تا با دادن امتیازات بیشتر به مخالفان چون عفو ۲۶۱ زندانی دیگر، بیرون بردن نیروهای نظامی از دانشگاه‌ها و وعده انتخابات آزاد، از شدت بحران بکاهد. او برای جلب‌نظر روحانیون در ۵ شهریور ۱۳۵۷ جعفر شریف‌امامی را به نخست‌وزیری تعیین کرد (که تا ۱۴ آبانماه همان سال طول کشید). در دوران تصدی دولت شریف امامی «دولت آشتی ملی» آزادی مطبوعات بیشتر شد و احزاب و تشکل‌های سیاسی قدیمی به صحنه بازگشتند. همچنین تقویم شاهنشاهی لغو گردید، بیشتر روحانیون عالی‌رتبه از زندان آزاد شدند و ۵۷ قمارخانه تعطیل گشتند.

#### راهپیمایی میلیونی عید فطر
شریف امامی پس از توافق با رهبران میانه‌رو مخالفان، مانند سنجابی، بازرگان و فروهر، اجازه راهپیمایی عید فطر را صادر کرد و از آنان قول گرفت که از شعار دادن علیه شخص شاه و دعوت به تظاهرات بیشتر، خودداری کنند. در مراسم عید فطر در ۱۳ شهریور ۱۳۵۷ تقریباً در همه شهرها حدود ۳میلیون نفر شرکت کردند. این راهپیمایی به‌دلیل تعداد زیاد شرکت کننده باعث متزلزل شدن وضع شد.

#### تظاهرات ۱۶ شهریور ۱۳۵۷
پس از تظاهرات میلیونی عید فطر بحران شدت گرفت. خمینی در اعلامیه شب عید فطر خود، به عنوان وظیفه‌ای برای همه مسلمانان، خواستار عدم سازش با شاه و ایستادگی در مقابل او تا زمان اخراجش از کشور شده بود. علی‌رغم فراخوان مخالفان میانه‌رو در خودداری از تظاهرات، شمار جمعیت تظاهرکننده زیاد شد و در ۱۶ شهریور در تهران، بیش از نیم‌میلیون نفر به تظاهرات پرداختند و ضمن سر دادن شعار «حسین سرور ماست، خمینی رهبر ماست» و «استقلال، آزادی، جمهوری اسلامی» برای نخستین بار خواستار برقراری حکومت جمهوری اسلامی شدند و خواسته مخالفان میانه‌رو مبنی بر اجرای قانون مشروطه، تحت‌الشعاع قرار گرفت. شاه برای حفظ تسلط خود بر اوضاع، کوشید تا قاطعانه عمل کند از این‌رو با ممنوعیت تظاهرات خیابانی برای نخستین بار پس از سال ۱۳۴۲، در تهران و یازده شهر دیگر حکومت نظامی اعلام کرد.

#### تظاهرات ۱۷ شهریور ۱۳۵۷
ببینید: تظاهرات ۱۷ شهریور
تصمیم حکومت نظامی توسط کابینه شریف امامی در غروب ۱۶ شهریور گرفته شده بود و رادیو ایران آن را از شش صبح اعلام کرد ولی تظاهرکنندگان از روز قبل تصمیم به گردهمایی در میدان ژاله را گرفته بودند که باعث شد به حکومت نظامی توجه نشود. صبح جمعه ۱۷ شهریور، درگیری‌های شدیدی در جنوب تهران رخ داد، کارگران ضمن سنگربندی در خیابان، به سوی کامیون‌های ارتش کوکتل مولوتف پرتاب می‌کردند و در میدان ژاله، حدود پنج هزار نفر — اغلب دانشجو — که بسیاری از آنان از اعلام حکومت نظامی در سحرگاه آن روز خبر نداشتند، به صورت نشسته به تظاهرات پرداختند. حضور فقرای شهری، نسبت به دیگر طبقات در تظاهرات این روز بسیار چشمگیر بود و برای پراکنده کردن مردم در محله‌های پرجمعیت جنوب شهر از بالگردهای جنگی استفاده شد. در میدان ژاله نیز کماندوها و تانک‌ها به سوی جمعیت شلیک کردند. در شب همان روز، مقامات نظامی، شمار کشته‌شدگان را ۸۷ و شمار زخمی‌ها را ۲۰۵ نفر اعلام کردند. اما مخالفان شمار کشته‌ها را بیش از ۴۰۰۰ نفر دانستند. پس از انقلاب، در تحقیقات به عمل آمده، اما رسماً منتشر نشده توسط بنیاد شهید، تعداد کشته‌شدگان شناسایی‌شده، ۸۸ نفر اعلام شد.

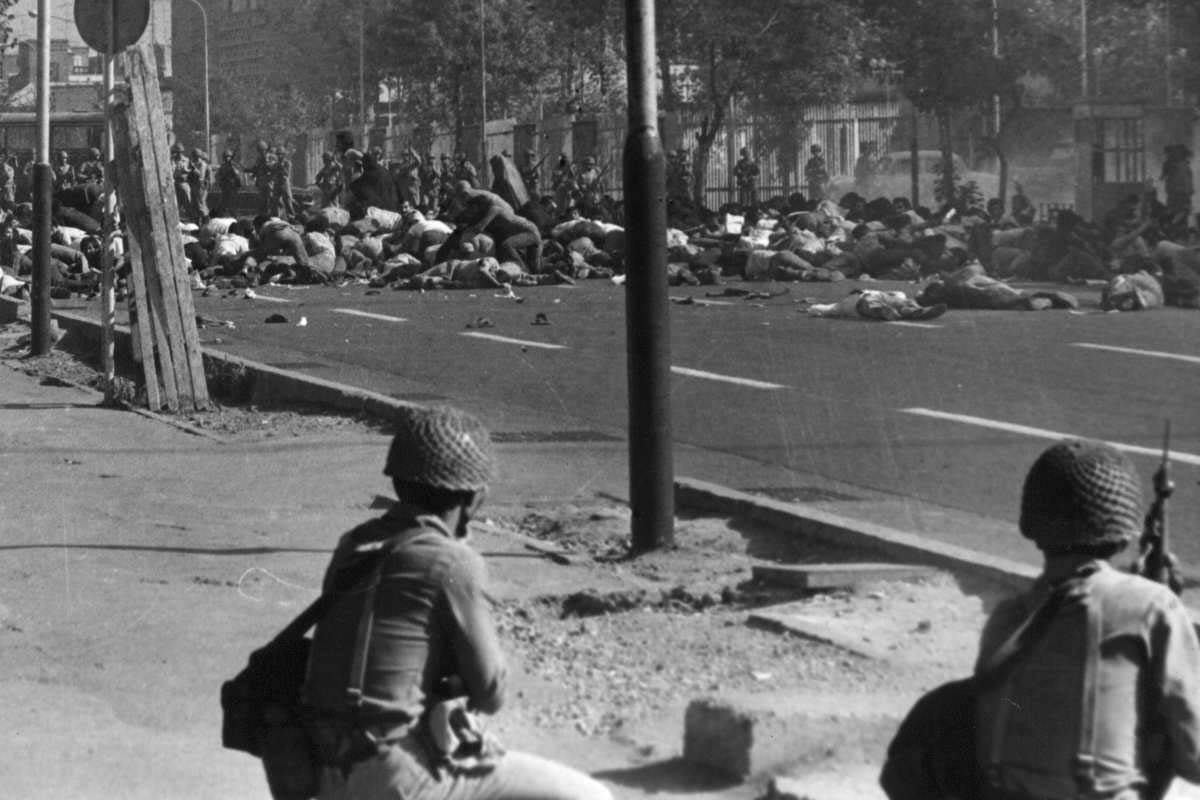
صحنه‌ای از حوادث ۱۷ شهریور ۱۳۵۷ معروف به جمعه سیاه.

#### آثار روانی ۱۷ شهریور
حادثه ۱۷ شهریور که به جمعه سیاه معروف شد تأثیری بسیار نهاد و دریایی از خون بین شاه و مردم پدیدآورد. با تحریک احساسات عمومی و تشدید نفرت، تنها یک راه‌حل روشن یعنی یک انقلاب بنیادی باقی ماند. شاه به این موضوع پی برد که مخالفان میانه‌رو و غیرمذهبی، پیروان شخصی و سازمان‌های سیاسی لازم را برای جلوگیری از شور و احساسات مردمی ندارند. دیگر آن‌که، تظاهرات پی‌درپی، صحنه سیاست را از برنامه‌ریزی و میزهای مذاکره به خیابان‌ها و محله‌های فقیرنشین پرجمعیت کشانده بود و با هر کشتار، فرصت دست‌یابی به سازش از راه گفتگو کاهش می‌یافت. برای ساکنان محلات فقیرنشین و حلبی‌آبادهای تهران که همگی دهقانان مهاجری بودند که به‌تازگی زمین خویش را از دست داده بودند، مذهب، احساس همبستگی گروهی و اجتماعی را فراهم می‌کرد. آنان مذهب را جانشین جامعه روستایی ازدست‌رفته‌شان قلمداد می‌کردند و با اشتیاق در مساجد شهری، به سخنان روحانیون گوش می‌سپردند. با افزایش شدید محبوبیت خمینی در سال‌های ۱۳۵۶ و ۱۳۵۷ و شدت گرفتن شور و تحرکات انقلابی، سخنان او در خصوص سازش‌ناپذیری با رژیم و حل مشکلات با بازگشت به اجرای کامل احکام اسلامی، با استقبال بسیاری از سوی توده‌های مسلمان و فقرای شهری روبه‌رو شد و موجب از دست رفتن تأثیر سخنان دیگر روحانیون محبوب مثل شریعتمداری و طالقانی که خواستار اجرای کامل قانون مشروطه بودند، گشت.

### خمینیدرپاریس

#### رفتن به پاریس
زمانی که قرارداد ۱۹۷۵ بسته شد حکومت عراق به خمینی پیام داد که به دلیل تعهدات خود به حکومت ایران اجازه فعالیت سیاسی به مخالفان شاه را نمی‌دهد. پس از آن‌که در تیرماه ۱۳۵۷ صدام حسین حکومت عراق را در دست گرفت این سختگیری بیشتر شد. خمینی سرانجام در ۱۲ مهرماه ۱۳۵۷ تصمیم به خروج از عراق گرفت. در نیمه شب بر سر مرز عراق-کویت مأموران کویتی پس از شناسایی به او اجازه ورود ندادند؛ بنابراین به بغداد رفتند و در آنجا با پیشنهاد ابراهیم یزدی تصمیم گرفتند به فرانسه بروند. در ۱۴ مهرماه ۱۳۵۷ وارد فرانسه شدند. این اقامت ۱۱۸ روز طول کشید.

#### شرایط درنوفل لوشاتو
ابراهیم یزدی می‌گوید: بررسی محتوای مصاحبه‌ها ی خمینی از هماهنگی و انسجام حکایت می‌کند. برای یک شخصیت روحانی حوزوی که عادت به یادداشت کردن مطالب قبل از صحبت کردن ندارد، این انسجام در خور توجه است... این انسجام نتیجه شیوه عملی است که ما در آن جا اتخاذ کرده بودیم. در نوفل لوشاتو گروهی، برای دو کار ایجادشد: اول مطالعه مطبوعات و تحلیل‌ها دربارهٔ ایران و تهیه گزارش. دوم فیش‌برداری از مواضع آقای خمینی در سخنرانیها و مصاحبه‌ها. این گروه عبارت بودند از: محسن سازگارا، حسن عابدی جعفری، هومن، جواد یارجانی، امیر میرخانی، مسعود مانیان، فرهادی، باقر ولی بیگ، کیارشی، عبدالکریم سنائی، کریم خداپناهی....... گروه هر شب یک گزارش می‌داد که من صبح روز بعد با آقای خمینی مطرح می‌کردم. یزدی اضافه می‌کند: «در همان ماه اول بعد از استقرار ما در نوفل لوشاتو ترجمه انگلیسی کتاب ولایت فقیه منتشر شد. طبیعی بود که خبرنگاران دربارهٔ آن از آقای خمینی سؤال کنند. اما ایشان به این سوالات پاسخ نمی‌دادند… به همین علت در هیچ‌یک از مصاحبه‌های ایشان که بالغ بر بیش از ۲۰۰ مورد است، کوچک‌ترین اشاره‌ای به نظریه سیاسی ولایت فقیه نشده‌است.»
بنی صدرمی‌گوید: در نوفل لوشاتو من بیست اصل به آقای خمینی ارائه دادم. ایشان ۱۹ اصل آن را خطاب به جهانیان اعلام کرد منهای یک اصل که عفو عمومی بود که در مورد آن گفت برویم ایران و آن‌جا ببینیم چه پیش می‌آید. من به ایشان گفتم این‌جا اگر بخواهی صحبت از ولایت فقیه بکنی، همین‌جا ماندگار می‌شوی. چون اروپایی‌ها می‌دانند ولایت فقیه چه طور است و استبداد توتالیتر کلیسا و تفتیش عقاید را دیده‌اند و زود شما را می‌کنند در آن قالب و بی‌اعتبار می‌شوید. این‌جا بود که گفت ولایت با جمهور مردم است و در دموکراسی پیشرفته ایران، مردم در اداره کشور خویش شرکت می‌کنند که از دموکراسی‌های غرب جلوتر و اصل بر مشارکت مردم است... تا جایی که مجله چپ‌گرای لو نوول اوبزرواتور، او را آزادی‌های مطلق لقب داد.

#### مذاکره حسن نزیه با خمینی در مورد قانون آینده ایران
حسن نزیه در ۱۵ دیماه ۱۳۵۷ در نوفل لوشاتو با خمینی در مورد قانون آینده ایران بحث کرد و از او قول گرفت که قانون آینده عقلانی و مطابق با دنیا باشد. در اوایل خرداد ۱۳۵۸ که قانون اساسی در حال تکوین بود حسن نزیه در کانون وکلا اعلام کرد که خمینی به او قول داده که قانون عقلانی باشد و این سخنان باعث مشاجره روزنامه ای او با سید محمد بهشتی شد که در نهایت با حمایت خمینی از بهشتی خاتمه یافت.

#### برخی از بیانات خمینی در نوفل‌لوشاتو
در ویکی‌گفتار ببینید: سخنان خمینی در نوفل‌لوشاتو
خمینی در ۱۲۸ مصاحبه و ۷۲ سخنرانی خود مطالب زیادی عنوان کرد که عمدتاً از طریق رادیوی بی‌بی‌سی به گوش مردم ایران می‌رسیدند و در جراید غربی نیز چاپ می‌شدند. مطالب مهم سخنان او شامل موارد ذیل است:
ولایت با جمهور مردم است. اولویت با آزادی بیان است باید آزادی مطبوعات باشد جامعه باید آزاد و بدون نهادهای اختناق و استثمار باشد. زن و مرد آزاد خواهند بود. زنان باید در انتخاب، فعالیت و پوشش با رعایت موازین اسلامی آزاد باشند. باید حقوق زن و مرد مساوی باشد. اسلام زن را هم ردیف مرد قرار داده‌است. اسلام حقوق بشر را تضمین کرده‌است. آزادی و دموکراسی در حکومت اسلامی هست. شخص اول مملکت با آخرین فرد مساوی خواهد بود. اقلیت‌های مذهبی خواهند توانست به فرائض مذهبی خود آزادانه عمل نمایند. برای این‌که یک دسته می‌گویند مرگ بر فلانی نباید حکومت آن‌ها را بکشد. اگر کسی از شخص اول مملکت شکایتی داشته باشد، پیش قاضی می‌رود و قاضی او را احضار می‌کند. حکومت اسلامی بر مبنای بحث و بدون سانسور خواهد بود. سرنوشت انسان باید به دست خودش باشد. باید اختیارات به‌دست مردم باشد. اسلام حقوق بشر را محترم می‌شمارد. حق و آزادی را از هیچ‌کس نمی‌گیرد. همهٔ مظاهر تمدن را قبول داریم یک دولت استبدادی نمی‌تواند اسلامی باشد. در جمهوری اسلامی حتی کمونیست‌ها آزادی بیان خواهند داشت. او (خمینی) اختیارات شاه را نخواهد داشت. امور کشور به عهده دولت و نمایندگان ملت خواهد بود و او (خمینی) فقط ارشاد خواهد کرد. ایران به یک دموکراسی تبدیل خواهد شد که موجب ثبات منطقه می‌گردد. اسلام دموکراسی به معنای واقعی است. روحانیون متکفل حکومت نخواهند شد. در حکومت اسلامی همه افراد دارای آزادی بیان هستند.

#### مذاکرات با نمایندگان آمریکا
ببینید: تماس‌های میان ایالات متحده آمریکا و سید روح‌الله خمینی
در روز پنجم ژانویه ۱۹۷۹ (۱۵ دی ۱۳۵۷) خمینی به یک آمریکایی به نام لئونارد فریمن که (به‌طور شخصی) در نوفل لوشاتو به ملاقاتش رفته بود می‌گوید که اگر قدرت را در دست بگیرد فروش نفت را به آمریکا ادامه خواهد داد. او به فریمن توصیه می‌کند این پیام را به دولت آمریکا برساند. ترجمه انگلیسی پیام را یزدی بر روی یک نوار کاست به فریمن می‌دهد تا به دولت آمریکا منتقل کند او هم آن را به سفارت آمریکا در پاریس می‌دهد و پیام همان روز به واشینگتن می‌رسد. سفیر آمریکا در پاریس نتیجه می‌گیرد که این تلاشی از طرف خمینی برای گفت‌وگو با دولت آمریکا است.
در ۱۵ ژانویه (۲۵ دی) که برنامه خروج شاه از ایران قطعی شده بود. کارتر فرمان گشایش یک کانال محرمانه بین سفارت آمریکا در پاریس و همراهان را صادر کرد که در اسناد آمریکا به نام کانال یزدی-زیمرمن معروف شد. (البته یزدی قبلاً هم در ۲۱ آذر ۱۳۵۷ با هنری پِرِکت مسئول میز ایران در وزارت خارجه آمریکا دیدار کرده بود ولی این تصمیم شخصی او بود) یزدی ابراز نگرانی کرد که کودتایی شبیه ۲۸ مرداد در دستور کار آمریکا باشد و گفت کودتا فقط اوضاع را وخیم‌تر خواهد کرد. وی می‌خواست بداند شاه چه وقت ایران را ترک خواهد کرد.
خبر گشایش کانال محرمانه بین واشینگتن و به سولیوان رسید و او استقبال کرد و گفت: باید بی‌پرده به فرستاده گفت که ارتش ایران گزینه کودتا پس از خروج شاه را بررسی کرده اما ژنرال هایزر ژنرال‌ها را از این اقدام منصرف کرده و آن‌ها در این مدت آرام خواهند ماند به شرطی که تحریک نشوند. سران ارتش و روحانیت نقاط اشتراک زیادی دارند که نباید به دلیل توطئه‌های حزب توده تحت الشعاع قرار بگیرد. وی چهار روز بعد به واشینگتن می‌نویسد: راه حل بحران ایران تأسیس یک دولت «نظامی-آخوندی» است.
در نوفل لوشاتو خمینی مصلحت را در ابراز دوستی با آمریکا دید. یزدی و زیمرمن چهار بار دیگر هم در همان مهمانخانه ملاقات کردند. در آن دیدارها آمریکا «انعطاف» خود را نسبت به قانون اساسی و نوع حکومت آینده ایران به اطلاع رساند. اوج ارتباط روز هفت بهمن (۲۷ ژانویه) بود که در آن خمینی در اقدامی تاریخی برای کنار زدن بختیار و تسلیم شدن ارتش در نامه‌ای به کارتر نوشت: «شما خواهید دید که ما با آمریکایی‌ها هیچ دشمنی خاصی نداریم و شما خواهید دید که جمهوری اسلامی که مبتنی بر فلسفه و قوانین اسلامی است و چیزی به غیر از (حکومتی) بشردوست نخواهد بود و به آرمان صلح و آرامش تمام بشریت کمک خواهد کرد.»

### اعتصاب‌های سراسری، محرم و تضعیف شاه

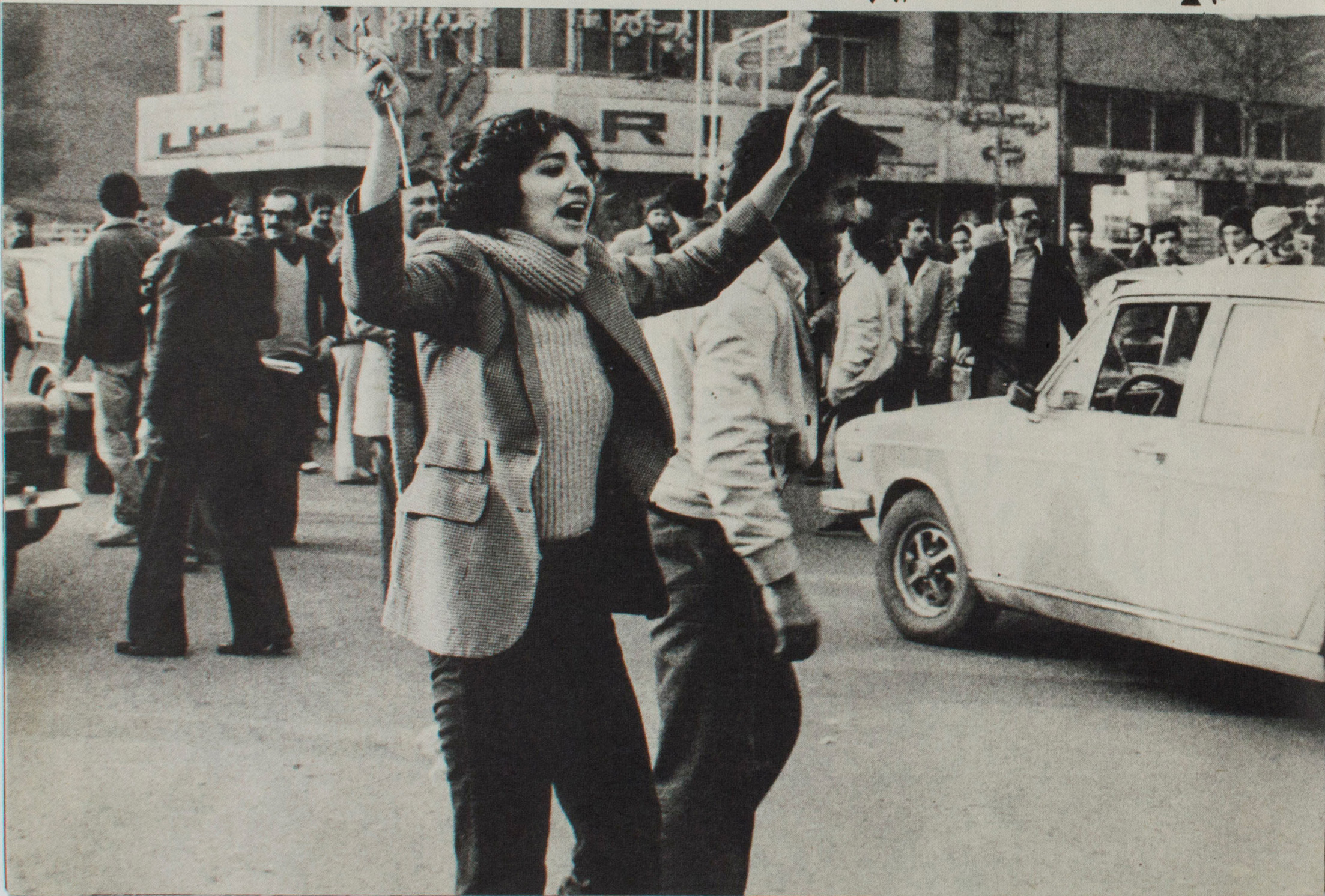
میدان فردوسی در ۲۶ دی ۱۳۵۷، از کتاب روزهای خون، روزهای آتش

#### اعتصابات
اما فردای پس از جمعه سیاه، موج گسترده اعتصابات کارگری آغاز شد. در واقع با پدیدار شدن اثرات دوره رکود اقتصادی، تعیین سقف برای افزایش دستمزدها و همچنین کاهش حقوق و دستمزد کارگران در نیمه‌های تابستان ۱۳۵۷، کارگران کارخانه‌ها، علاوه بر برپایی اعتصاب به تظاهرات‌ها نیز پیوستند. مشارکت کارگران کارخانه‌ها و همچنین کارگران ساختمانی و فقرای شهری، راهپیمایی‌های چند ده هزار نفری را به چندصد هزار نفری و حتی میلیونی تبدیل کرد و پیروزی نهایی انقلاب را ممکن ساخت. تقاضاهای اعتصاب‌کنندگان در ابتدا عمدتاً اقتصادی بود اما به‌تدریج به‌صورت تقاضاهای سیاسی درآمد، چنان‌که در مهرماه، حدود ۴۵ درصد تقاضاهای اعتصاب‌کنندگان سیاسی شده بود که در آبان به ۸۰ درصد و در ماه بهمن به ۱۰۰ درصد رسید.
در ۱۸ و ۲۰ شهریور ماه، کارگران پالایشگاه‌های تهران و سایر شهرها اعتصاب کردند. شمار و گستره اعتصابات در مهرماه بیشتر شد و در ۱۴ و ۲۴ مهر (چهلمین روز جمعه سیاه) درگیری‌های خونینی در شهرهای اصلی روی داد. در اواخر مهر، به دنبال اعتصابات پی‌درپی، تقریباً همه مراکز بازار، دانشگاه‌ها، دبیرستان‌ها، تأسیسات نفتی، بانک‌ها، وزارت‌خانه‌ها، روزنامه‌ها، بیمارستان‌های دولتی و کارخانه‌های بزرگ کشور تعطیل شد و اعتصابگران، علاوه برخاست‌های صنفی، انحلال ساواک، لغو حکومت نظامی، آزادی زندانیان سیاسی و بازگشت خمینی را خواستار شدند.

#### تصمیمات متناقض شاه
شاه در رویارویی با بحران از یک سو به برقراری حکومت نظامی در دیگر شهرها، دستگیری رهبران جبهه ملی و تحت فشار قرار دادن عراق برای اخراج خمینی پرداخت و از سوی دیگر به آزادی ۱۱۲۶ تن از زندانیان سیاسی، (از جمله منتظری و طالقانی و همچنین هشت توده‌ای که از سال ۱۳۳۴ همچنان در زندان بودند)، بازداشت ۱۳۲ تن از دولتمردان پیشین از جمله هویدا و نصیری، انحلال حزب رستاخیز و پذیرفتن درخواست‌های اقتصادی کارمندان و کارگران صنعتی دست زد.

#### آخرین پیام تلویزیونی شاه
ساعت ۱۰ صبح پانزدهم آبان ۱۳۵۷ شاه در یک سخنرانی رادیویی تلویزیونی اعلام کرد: پیام انقلاب شما را شنیدم متعهد می‌شوم خطاهای گذشته از هر جهت جبران شود. این سخنرانی که بسیاری آن را دیرهنگام دانستند، گویا حاصل بحث و مشاوره در حلقه مشاوران و نزدیکان فرح پهلوی متشکل از رضا قطبی، سیدحسین نصر و هوشنگ نهاوندی بوده. نصر، نهاوندی و قطبی، شاه را توجیه کردند که «حرف‌های اعلیحضرت باید شبیه حرف‌های مردم باشد». در نهایت شاه را راضی کردند متن سخنرانی را در برابر دوربین تلویزیون قرائت کند.

#### پیام خمینی از پاریس
خمینی که از عراق به پاریس رفته بود، گفت: اگر شاه واقعاً صدای انقلاب مردم را شنیده‌است، باید بی‌درنگ استعفا داده و در دادگاه اسلامی حاضر شود. او هرگونه سازش با «سلطنت منفور» را خیانت به اسلام دانست و از مردم خواست تا آن را به «زباله‌دان تاریخ» نیفکنده‌اند، از پای ننشینند. هنگامی که روزنامه‌نگاران اروپایی از او پرسیدند که چه چیز جایگزین رژیم سلطنتی خواهد شد، خمینی برای نخستین بار به جای پاسخ همیشگی خود «حکومت اسلامی»، واژه «جمهوری اسلامی» را به کار برد. روشن بود که او می‌کوشید طبق توصیه اعضای نهضت آزادی، جبهه ملی و سازمان‌های دانشجویی مخالف (مانند قطب‌زاده، بنی‌صدر و یزدی) که به محض ورود او به فرانسه به وی پیوسته بودند، به زبان آنان سخن گوید.

#### ائتلاف جبهه ملی با خمینی
در ۱۴ آبان ۱۳۵۷، سنجابی (دبیرکل جبهه ملی) در نوفل لوشاتو با خمینی دیدار کرد و ضمن اعلام پشتیبانی به وی برگه ای داد که بیانیه سه ماده ای نام گرفت و طرفین بر روی آن توافق کردند:
1. سلطنت کنونی ایران با نقض مداوم قوانین اساسی و اعمال ظلم و ستم و ترویج فساد و تسلیم در برابر سیاست بیگانه فاقد پایگاه قانونی و شرعی است.
2. جنبش ملی اسلامی ایران با وجود بقای نظام سلطنتی غیرقانونی، با هیچ ترکیب حکومتی موافقت نخواهد کرد.
3. نظام حکومت ملی ایران باید بر اساس موازین اسلام و دموکراسی و استقلال به وسیله مراجعه به آراء عمومی تعیین گردد.[۳۰۹]

به این ترتیب پیوند نیروهای سکولار و مذهبی احیا شد و امکان مطرح کردن هر گزینه دیگری بین «جمهوری اسلامی» و «سلطنت» از بین رفت. با ائتلاف رهبران مخالفان، راهپیمایی‌ها و اعتصابات شدت یافته و در ماه محرم به خشونت کشیده شد. در تهران در سه روز نخست ماه محرم در آذرماه، صدها هزار نفر به فراخوان رهبران مخالف به پشت‌بام‌ها رفته و فریاد «الله‌اکبر» سر دادند و هزاران کفن‌پوش نیز با زیرپا گذاشتن مقررات منع رفت‌وآمد در شب، به خیابان‌ها ریختند. در قزوین نیز عده‌ای با منع مقررات، زیر تانک‌ها مانده و کشته شدند. رژیم از بیم وخیم‌تر شدن اوضاع، امتیازهای دیگری داد و با آزاد ساختن ۴۷۰ زندانی سیاسی دیگر، اجازه برگزاری مراسم سوگواری را به شرط حفظ نظم و عدم حمله مستقیم به شاه، صادر کرد.

#### ملاقات ضیاءالحق با شاه
ارتشبد طوفانیان که با روسای پاکستان نزدیک بوده‌است قبل از ملاقات ضیاءالحق با شاه در تهران (زمان ملاقات احتمالاً در اوایل آذرماه ولی باید معلوم شود) به او گوشزد می‌کند که شاه را که قوه تصمیم‌گیری خود را از دست داده متقاعد کند که کاری کند. پس از خروج از ملاقات شاه. ضیاءالحق با طوفانیان خصوصی صحبت می‌کند و می‌گوید: تیمسار کشور شما از دست رفت چون شاه شما قادر به تصمیم‌گیری و دفاع از حکومت خود نیست. من به او گفتم در یک شلوغی مجبور شدم ۱۵۰ تا ۲۰۰ نفر را در پاکستان بکشم تا امنیت برقرار باشد و از اینکار پشیمان نیستم برای اینکه از نابودی کشورم و کشته شدن تعداد خیلی بیشتر جلوگیری کردم. او در پاسخ گفت که من شاه هستم و اجازه تیراندازی به افراد ملتم را نمی‌دهم.

#### تاسوعا و عاشورای ۱۳۵۷
ببینید: راهپیمایی تاسوعا و عاشورای ۱۳۵۷
در ۱۶ آذر ۱۳۵۷ شورای امنیت ملی در نخست‌وزیری تشکیل شد. ارتشبد ازهاری نخست‌وزیر، دکتر عاملی وزیر آموزش و پرورش، سپهبد مقدم معاون نخست‌وزیر و رئیس سازمان اطلاعات و امنیت کشور، سپهبد حاتم جانشین ستاد بزرگ ارتشتاران، سپهبد محققی فرمانده ژاندارمری، سپهبد صمدیان‌پور رئیس شهربانی، ظلی معاون وزارت خارجه و ارتشبد قره‌باغی شرکت داشتند. قره‌باغی آزادی راهپیمایی را را خلاف هدف تشکیل حکومت نظامی دانست. برخی گفتند اگر مخالفت شود مردم همچنان طبق روال در عاشورا و تاسوعا بیرون خواهند آمد فقط مخالفت با آن را به ضدیت با مذهب تعبیر خواهند کرد. سپهبد حاتم موافق استدلال کرد غیبت و فرار سربازان زیاد شده و آمادگی رودررو شدن با مردم را ندارند، ممکن است از فرمان تیراندازی به سوی مردم پرهیز کنند و به آن‌ها بپیوندند. ازهاری نتوانست تصمیمی بگیرد و قرار شد با شاه مطرح کند. پس از تماس با شاه و آیت الله شریعتمداری، اجازه راه‌پیمایی داده شد.
در ۱۹ و ۲۰ آذرماه ۱۳۵۷ راهپیمایی تاسوعا و عاشورا برگزار شد. جمعیت در روز تاسوعا بیش از نیم‌میلیون نفر و در روز عاشورا به حدود ۲میلیون نفر رسید. روزنامه‌ها و نشریات معروف غربی این راهپیمایی‌ها را نشانی از خواست و توانایی توده عظیم مردم برای بیرون راندن شاه و برقراری حکومت جدید دانستند. اینکار موقعیت شاه را ضعیفتر کرد.

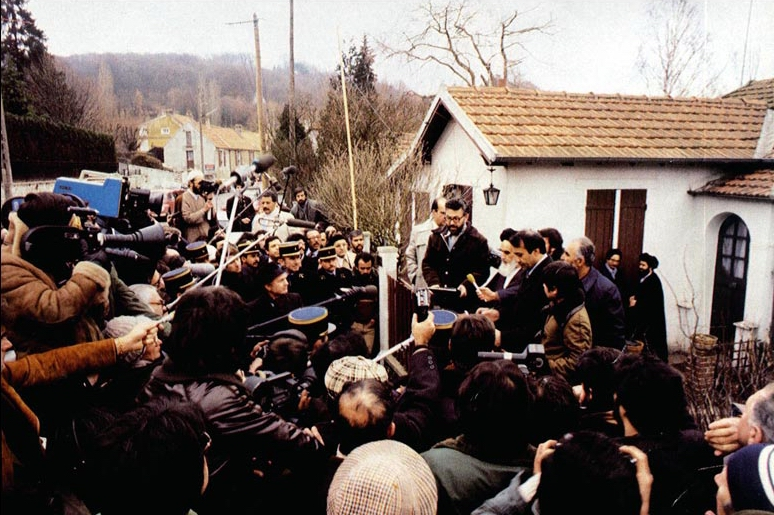
خمینی در فرانسه و در جمع خبرنگاران.

موقعیت شاه در دو هفته پس از عاشورا وخیم‌تر شد. بیشتر سربازان و افسران در شهرهای مختلف، از هدف قراردادن مردم اجتناب ورزیده و به مخالفان می‌پیوستند. اعتصابات گسترده و درگیری‌های روزمره مخالفان با ارتش، موجب فلج شدن اقتصاد کشور و توقف صدور نفت شد. سازمان‌های چریکی با آزاد شدن اعضایشان از زندان و بازگشت برخی مخالفان تبعیدشده به کشور، جانی تازه گرفته و با جذب نیرو از مردم (به‌ویژه جوانان) به نیروهای قابل‌توجهی تبدیل شدند. این سازمان‌ها به چند عملیات مسلحانه مانند بمب‌گذاری و ترور افسران ارتش و پلیس دست زدند. هم‌زمان گروه‌های حامی خمینی نیز در کشور بسیار افزایش یافتند و مثل دیگر گروه‌ها، برای گسترش تفکر انقلابی، به انتشار روزنامه، پوستر و نشریاتی با تیراژ بالا پرداختند.

#### پیشنهاد شاه به جبهه ملی و نخست‌وزیری بختیار
در آذرماه ۱۳۵۷ شاه پیشنهاد نخست‌وزیری به بعضی اعضای جبهه ملی از جمله صدیقی و سنجابی داد تا یک دولت آشتی ملی تأسیس کنند. سنجابی به دلیل به علت عدم قبول رهاسازی نیروهای مسلح و تصمیم شاه برای ترک کشور به توافق نرسید. صدیقی با شاه به توافق رسید تا شاه به کیش برود ولی از کشور خارج نشود با اینحال صدیقی که ۲۵ سال از صحنه سیاست دور بود نتوانست بموقع کابینه ای جمع‌آوری کند و در نهایت شاپور بختیار یکی از رهبران جوان‌تر جبهه ملی که خطر روحانیون را بیشتر از ارتش می‌دانست، پیشنهاد داد که اگر شاه کشور را ترک کند، ۱۴ نظامی سرسخت را تبعید نماید و قول دهد تنها سلطنت کند و نه حکومت، ریاست یک دولت غیرنظامی را به عهده خواهد گرفت. شاه پذیرفت و در ۹ دی ماه، بختیار نخست‌وزیر شد.

### نقش خارجی‌ها

#### نقش رادیو بی‌بی‌سی
بخش فارسی بی‌بی‌سی در سال ۱۹۴۰ (۱۳۱۹ ش) یک سال قبل از اشغال ایران در شهریور ۱۳۲۰، تأسیس شد و برای آماده‌سازی افکار عمومی ایرانیان قبل از اشغال عمل می‌کرد. این رادیو در دوره نهضت ملی نفت ایران و در جریان کودتای ۲۸ مرداد از شاه در مقابل مصدق حمایت کرد.
شبکه بی‌بی‌سی در جریان انقلاب ۱۳۵۷ ایران حمایت گسترده‌ای از سید روح‌الله خمینی انجام داد و انتقادات زیادی بر رژیم پهلوی وارد کرد، به همین دلیل نیز استفاده از نام مستعار آیت‌الله بی‌بی‌سی برای این شبکه در بین مردم ایران رواج پیدا کرد.
ارتشبد عباس قره‌باغی به ویلیام سولیوان سفیر آمریکا و آنتونی پارسونز سفیر انگلیس در مورد اجرای عملیات براندازی به وسیله بی‌بی‌سی هشدار داده بود. و تقاضا کرده بود متوقف شود ولی آن‌ها گفته بودند بی‌بی‌سی یک رادیوی آزاد است اگر چه بودجه اش را دولت انگلستان می‌پردازد، ولی در کیفیت برنامه‌های آن، دولت نمی‌تواند دخالت داشته باشد.
سولیوان در کتاب خود با عنوان «مأموریت در ایران» می‌نگارد: «شاه زبان به شکایت از رادیو بی‌بی‌سی و اخبار و گزارش‌های این رادیو دربارهٔ اوضاع ایران گشود»
ژنرال هایزر در کتاب «مأموریت در تهران» می‌نویسد: «ارتشبد حسن طوفانیان پرسید آیا آمریکا نمی‌تواند صدای بخش فارسی بی‌بی‌سی را خفه کند؟ به اعتقاد وی اخبار بی‌بی‌سی از کمونیسم و خمینی حمایت می‌کرد و کاملاً علیه شاه و دولتش حرکت می‌کرد.»
مارک داد، رئیس بخش شرقی بی‌بی‌سی در ۱۱ مهر ۱۳۵۷ در پاسخ به اعتراض‌های پرویز راجی سفیر ایران در انگلستان، گفت: «شما چطور از بی‌بی‌سی انتظار دارید در مورد واقعیتی به نام خمینی که اینک به صورت یک عامل عمده در موازنه سیاسی ایران خودنمایی می‌کند، بی‌تفاوت بماند؟ نامه‌های متعدد ایرانیان بی‌بی‌سی را به عدم توجه نسبت به حرکت عظیم مردم در ایران متهم کرده‌اند»
سپهبد امیرحسین ربیعی به هایزر یک نمونه ارائه داده بود: شب قبل بی‌بی‌سی به دروغ گزارش داده‌است که ربیعی قصد استعفا دارد. این دروغ در سراسر کشور شنیده شده و در میان غیرنظامیان و نظامیان ایجاد نگرانی کرده‌است.
دولت شریف‌امامی در هفتم آبان ۱۳۵۷ اعلام کرد تفسیرهای پخش شده از طرف بی‌بی‌سی باعث خرابکاری، ویرانی و چند مورد آتش‌سوزی عمدی شده‌است. محمدرضا عاملی تهرانی وزیر اطلاعات و جهانگردی در کنفرانس مطبوعاتی گفت «پخش خبرهای ایران هیچ ایرادی ندارد، اما تفسیرهایی که از این رادیو پخش می‌کنند، باعث خرابکاری، نابودی و چند مورد آتش‌سوزی عمدی شده‌است.»
به موجب تحقیقی که سفارت ایران در لندن در خرداد ۱۳۵۷ به عمل آورد، در بخش فارسی بی‌بی‌سی، ۲۴ نفر ایرانی کار می‌کنند که بیشترشان تمایلات ضد شاه دارند و چون در کارشان از آزادی عمل نسبی برخوردارند، از تهیه و انتشار اخبار هیجان‌انگیز علیه رژیم فروگذار نمی‌کنند.
شاه می‌نویسد: «از آغاز سال ۱۹۷۸ میلادی، برنامه‌های فارسی این بنگاه صریحاً و علناً در مخالفت و ضدیت با من تنظیم می‌شد.»
شریف‌امامی و وزیر خارجه او امیرخسرو افشار در ملاقات با آنتونی پارسونز از تأثیر سوء برنامه‌های بی‌بی‌سی در روحیه مردم ایران نگران بودند.
رونان برگمن در صفحه ۱۲ کتابش «جنگ پنهان با ایران» اذعان دارد که شبکه بی‌بی‌سی فارسی به خمینی جایگاه داد. بی‌بی‌سی با پخش مرتب برنامه دربارهٔ خمینی، او را رهبر بی‌چون و چرای نهضت انقلابی مردم ایران کرد.

#### پیام سولیوان به کارتر برای خروج شاه
در ۱۳ دی ۱۳۵۷ پیامی با فوریت بالا از ویلیام سالیوان، سفیر آمریکا در تهران به کارتر می‌رسد که: سران ارتش از دو دلی شاه خسته شده‌اند و ممکن است کودتا کنند مگر این‌که او از کشور خارج شود. کارتر مشاوران ارشد را فرا می‌خواند. می‌پرسد آیا آمریکا باید از شاه بخواهد از قدرت کناره بگیرد یا نه. برژینسکی مخالفت می‌کند ولی سایروس ونس و استانسفیلد ترنر، رئیس سیا موافقند. قرار می‌شود کارتر مستقیماً خواهان کناره‌گیری شاه نشود ولی از او بخواهد از ایران خارج شود. والتر ماندیل، معاون رئیس‌جمهور، می‌گوید باید طوری شاه را به کنار رفتن تشویق کرد که به نظر نرسد آمریکا دارد چنین حرفی را به او می‌زند.

#### پیام کارتر به شاه برای خروج از کشور و فرستادن هایزر به ایران

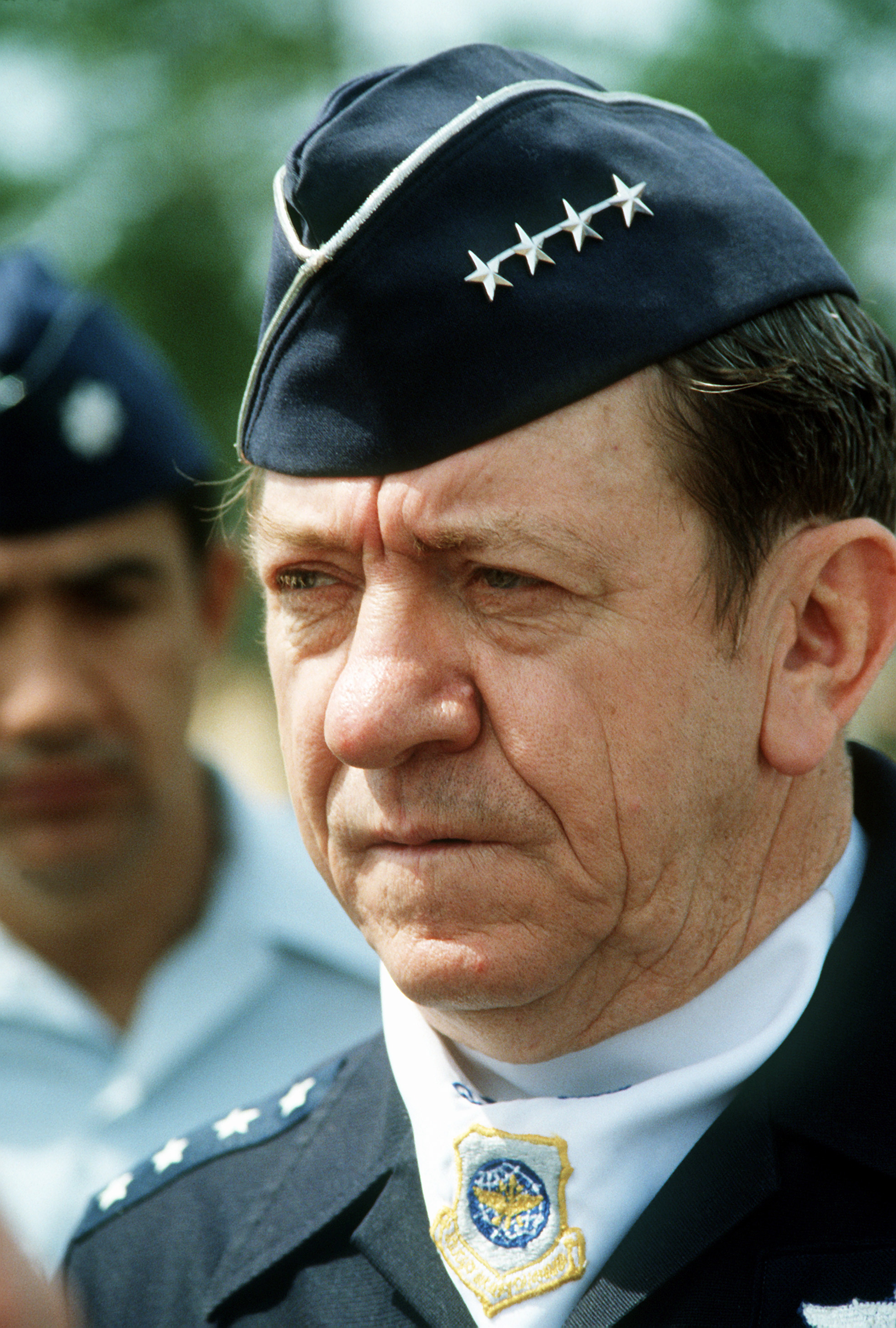
ژنرال رابرت هایزر معاون منطقه ای ناتو همزمان با کنفرانس گوادلوپ و ۱۱ روز قبل از خروج شاه در ۱۴ دی‌ماه ۵۷ بدون اطلاع شاه وارد ایران شد و تا ۱۴ بهمن در تهران بود. دیدار او از اداره مستشاری ارتش ایران قبلاً هم انجام می‌شد. مأموریت هایزر کمک به انتقال نرم قدرت از حکومت شاه به حکومت جدید بود.

در ۳ ژانویه ۱۹۷۹ (۱۳ دی ۱۳۵۷) کارتر در جلسه غیررسمی شورای امنیت ملی آمریکا در واشینگتن، به این نتیجه رسیده بود که شاه به آخر خط رسیده‌است. وی نگران از دست رفتن یک متحد استراتژیک نبود و به مشاورانش گفت که بعد از رفتن شاه مجلس ایران می‌تواند منشأ ثبات باشد و یک ایران غیرمتعهد نباید برای آمریکا مشکلی تلقی شود. در ۱۵ دی ۱۳۵۷ کارتر به شاه پیام می‌دهد تردید را کنار بگذارد امور را به بختیار و شورای سلطنت بسپارد و برای «استراحت» به کاخ والتر آننبرگ در پالم‌اسپرینگ کالیفرنیا سفر کند.

#### کنفرانس گوادلوپ و اطمینان نهایی کشورهای غربی از سقوط شاه
هم ببینید: کنفرانس گوادلوپ
از ۴ تا ۷ ژانویه ۱۹۷۹/ ۱۴ تا ۱۷ دی ۱۳۵۷ کنفرانس گوادلوپ میان رؤسای دولت ۴ قدرت اصلی بلوک غرب (آمریکا، انگلستان، فرانسه و آلمان غربی) در جزیره گوادلوپ برگزار شد. در این کنفرانس که به ابتکار ژیسکاردستن برگزار شد پیرامون مهم‌ترین مسائل جهانی (جنگ در کامبوج، خشونت در آفریقای جنوبی، حضور شوروی در خلیج فارس، کودتای افغانستان، وضعیت یمن جنوبی و انقلاب ایران) بحث کردند.
نظرات سران کشورها مبنی بر اطلاعات رسیده توسط سولیوان سفیر آمریکا و سفیر انگلیس بود. بر مبنای ملاقاتهایشان با شاه (و این‌که شاه خود را باخته بود و از سفیران آمریکا و انگلیس می‌خواست به او بگویند چه کار کند)
یک هفته قبل وزارت خارجه فرانسه با قطب زاده تماس گرفت تا برای آن‌ها روشن کند در صورت پیروزی خمینی چه سیاستی از جانب او اتخاذ خواهد شد. قطب زاده تحلیلی برای آن‌ها فرستاد. نماینده وزارت خارجه فرانسه گفته بود این تحلیل بقدری ژیسکاردستن را تحت تأثیر قرار داد که او به کارتر توصیه خواهد کرد با دولت احتمالی جدید تهران به ریاست معنوی خمینی وارد مذاکره شود.
ژیسکاردستن در مصاحبه با روزنامه توس در سال ۱۳۷۷ گفت تنها کشوری که در این جلسه زنگ خاتمه حکومت شاه را به صدا درآورد کارتر بود. او معتقد بود وقت تغییر حکومت ایران است به‌طوری که همه ما متحیر و متعجب شدیم. چون تا آن‌جا که ما مطلع بودیم آمریکا پشتیبان حکومت وقت ایران بود...کارتر در این جلسه اصرار داشت که هیچ امیدی به بقای حکومت شاه نیست و او از این حکومت حمایت نخواهد کرد و احتمال برقراری یک حکومت نظامی را می‌داد و نخست‌وزیر انگلیس نیز با کارتر در مورد لزوم خروج شاه از ایران هم عقیده بود ولی او و هلموت اشمیت به یک تحول صلح‌آمیز امید داشته و از نظریه آمریکایی‌ها غافلگیر شده بودند.
کارتر در جلسه گفت: جریانات ایران در جهت ثبات پیش می‌روند. یک ایران مستقل مترقی و دوست غرب که جریان نفت به غرب را تضمین می‌کند به‌وجود خواهد آمد. دیگر باقی ماندن شاه در ایران به صلاح نیست.

#### مأموریت ژنرال هایزر
ژنرال رابرت هایزر در ۱۴ دی ۵۷ وارد ایران شد و تا ۱۴ بهمن ماند. هایزر فقط یک بار در ظهر پنج‌شنبه ۲۱ دی به همراه ویلیام سالیوان با شاه دیدار کرد تا پیام کارتر مبنی بر درخواست خروج شاه از ایران را به او بگوید. سالیوان و هایزر، به‌طور مستمر مقامات نظامی و امنیتی حکومت را به خویشتن‌داری و مذاکره با انقلابیون تشویق می‌کردند. ارتشبد قره‌باغی تا روز ۷ بهمن ۱۳۵۷ در برابر این فشارها و رایزنی‌های سپهد مقدم مقاومت کرد. در این روز به‌همراه مقدم با بازرگان و عزت‌الله سحابی ملاقات کرد. قره‌باغی در دومین دیدار به بازرگان گفت هر تغییراتی قابل قبول خواهد بود به شرط آن‌که بر اساس قانون اساسی باشد؛ زیرا ارتش سوگند یاد کرده از استقلال کشور دفاع کند به قانون اساسی احترام بگذارد و در مسائل سیاسی دخالت نکند. چهار روز پیش از رفتن شاه (۲۲ دی) هایزر به واشینگتن خبر می‌دهد که سپهبد امیرحسین ربیعی (فرمانده نیروی هوایی) و ارتشبد حسن طوفانیان معتقدند ارتش باید به محض رفتن شاه کودتا کند و بازگشت خمینی را به کشور یک فاجعه می‌دانند فکر می‌کنند بختیار موفق نخواهد شد و معتقدند که با گذشت زمان نیز ارتش توان کودتا را از دست خواهد داد... وی در ادامه می‌گوید: «من هر دوی آن‌ها را آرام کردم.»

#### تغییر طرح در روابط محرمانه فرانسه و آمریکا
۸ آذر ۱۳۹۵ وبگاه افشاگر ویکی‌لیکس، از بین نیم‌میلیون کابل سیاسی منتشر شده جدید مرتبط با سال ۱۹۷۹ که رویدادهای مهم سیاسی متفاوتی در آن سال رخ دادند ۱۷۵ کابل جدید مرتبط با ایران و انقلاب ایران را با برچسب «demonstration» منتشر کرد. در بین این پیام‌های سیاسی یک پیام از ویلیام سالیوان، آخرین سفیر آمریکا در ایران دربارهٔ جلسه او، محمدرضاشاه و ژنرال رابرت هایزر موجود است که طی آن شاه از کنسل شدن تماس با خمینی برای لغو حملات برآشفته شده و حملات ضربتی خمینی را خطری برای سقوط دولت بختیار می‌داند. از تماس رئیس‌جمهور ایالات متحده با والری ژیسکار دستن برای تغییر اهداف اصلی از سوی هر دو دولت فرانسه و ایالات متحده صحبت می‌شود و این‌که به‌طور غیرمنتظره‌ای شدت عصبانیت شاه با برخورد گذرای او در مواجهه با اطلاعات اولیه‌ای که به او دربارهٔ طرح پیشنهادشده برای تغییر داده شد کاملاً متفاوت بوده‌است و درخواست فوری برای تغییر تصمیمات و این‌که تصمیم فعلی دربارهٔ خمینی اشتباه است. موضوع این پیام‌های دیپلماتیک افشا شده در کنار اسناد دیگری که هنوز از حالت طبقه‌بندی محرمانه خارج نشده‌اند و اسنادی که در ۹ آذر ۱۳۹۵ دربارهٔ تماس‌های خمینی و دولتمردان ایالات متحده از بی‌بی‌سی فارسی منتشر شده بود و برخی چون سیدعلی خامنه‌ای صحت این سند را رد کردند و آن را ساختگی خواندند.
به گفته میلانی، دولت آمریکا برای یافتن جایگزین حکومت محمدرضا پهلوی، هم از طرف فرانسه و هم از طرف تهران با خمینی و اطرافیانش وارد مذاکره شد. به علاوه، کارتر، ژنرال هایزر را به ایران فرستاد که امرای ارتش را از انجام کودتای نظامی بر حذر دارد. در تهران، هایزر به همراهی و همکاری ژنرال گست، با سران ارتش در تماس بودند و در صدد بودند تا اسباب تماس امرای ارتش و نیروهای طرفدار خمینی را فراهم کنند. دولت آمریکا در آغاز بحران، تمایلی به تماس با خمینی را نداشت؛ ولی وقتی سرنوشت شاه، قطعی به نظر می‌رسید، آمریکا بر آن شد که مستقیم با خمینی تماس برقرار کند و از چندوچون نظراتش اطلاعاتی کسب کند. هم او در پاریس و هم طرفدارانش در تهران، به سوالاتی که آمریکایی‌ها طرح کرده بودند پاسخ دادند. در پاریس، خمینی، شماری از طرفداران خود را که اغلب در غرب تحصیل کرده بودند و در گروه‌های مذهبی طرفدار دموکراسی فعالیت داشتند، بسان نمایندگان و سخنگویان غیررسمی خود برگزید. از این دسته می‌توان ابوالحسن بنی‌صدر، ابراهیم یزدی و صادق قطب‌زاده نام برد. اما در تهران، خمینی، شورایی به نام شورای انقلاب را که هدایتش در دست روحانیون بود را مسئول اداره امور روزمره حرکت دموکراتیک مردم کرد. برخی از اعضای این شورا به‌ویژه آن‌ها که در نهضت آزادی عضویت داشتند، با سفارت آمریکا در ایران در تماس بودند و در همسو کردن دولت آمریکا با اهداف خمینی، نقش کلیدی بازی کردند. در نتیجه این تماس‌ها، سالیوان (سفیر آمریکا در ایران) بالاخره به این نتیجه رسد که جنبش اسلامی‌ای که تحت سیطره طرفداران خمینی است، به مراتب بیشتر از آنچه گمان می‌رفت، متشکل و روشن‌اندیش و توانا در مقابله با کمونیسم هستند. سالیوان حتی متقاعد شده بود که این نیروها چه بسا بتوانند به‌رغم ظاهرشان، چیزی شبیه به دموکراسی غربی ایجاد کنند.
یازده روز بعد از خروج شاه از ایران، خمینی پیام شخصی برای آمریکا ارسال کرد. در متن پیام ترکیبی از تهدید و تطمیع می‌توان مشاهده کرد. خمینی می‌گفت برای احتراز از فاجعه، آمریکا باید به ارتش ایران و بختیار بگوید که دست از دخالت در امور ایران بردارند؛ و ترجیحش این است که راه‌حلی مسالمت‌آمیز برای حل معضل ایران سراغ کند. البته از چند هفته قبل از این پیام، هم او و هم همراهانش در پاریس و نیز متحدانش در ایران با مقامات آمریکایی وارد مذاکراتی مفصل شده بودند.

## سرنگونی رژیم پهلوی و پیروزی انقلاب

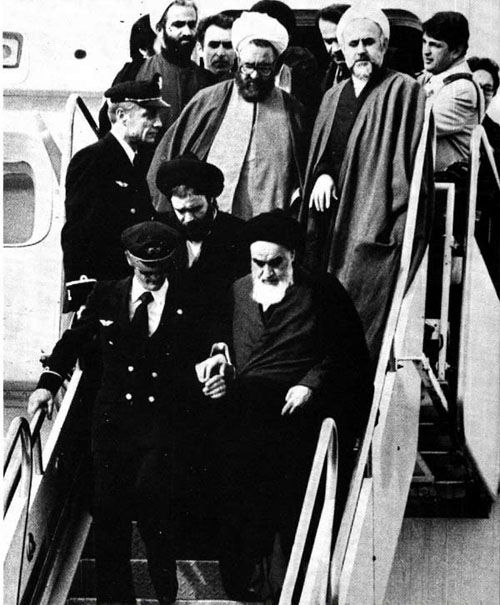
از راست به چپ در ردیف پشت: ابوالحسن بنی‌صدر، صادق طباطبایی، حسن لاهوتی (پشت سر وی صادق قطب زاده) مرتضی مطهری. در جلو: روح‌الله خمینی، احمد خمینی در بازگشت خمینی به ایران در سال ۵۷

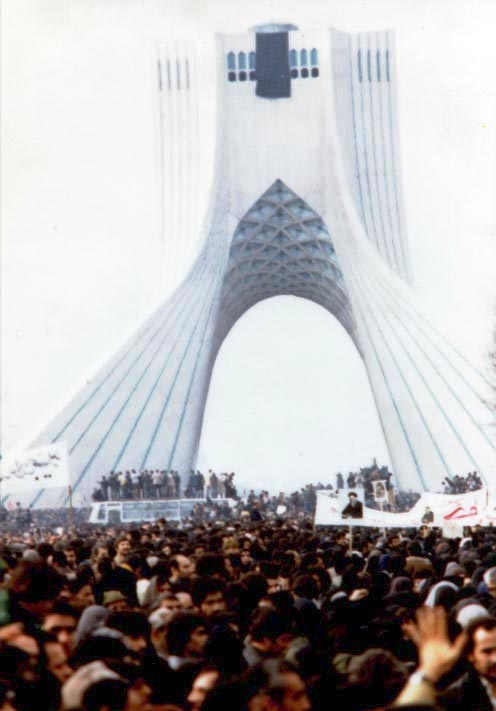
یک تظاهرات گسترده در میدان آزادی تهران در سال ۱۳۵۷

### نخست‌وزیری بختیار
بختیار در ۱۶ دی‌ماه بر کرسی نخست‌وزیری نشست. او علاوه بر وعده لغو حکومت نظامی، خروج شاه، انحلال ساواک و اجازه به خمینی برای بازگشت به کشور، دارایی‌های بنیاد پهلوی را ضبط، شماری از وزرای پیشین را دستگیر و زندانیان سیاسی بیشتری را آزاد کرد. در همین حال به مخالفان هشدار داد که در صورت ایجاد مانع برای برقراری حکومت مشروطه، با توسل به ارتش، دیکتاتوری نظامی و خشنی به وجود خواهد آورد. هر چند شریعتمداری و دیگر روحانیون میانه‌رو از بختیار حمایت کردند، سنجابی و فروهر دو هم‌قطار وی، با اخراج بختیار از جبهه ملی، خواستار برکناری شاه شدند و خمینی نیز با دعوت دوباره مردم به اعتصاب و راهپیمایی، پیروی از دولت بختیار را پیروی از ارباب او «شیطان» خواند.

### راهپیمایی‌های مهم
- در ۲۳ دی، حدود ۲میلیون نفر در سی شهر دست به راهپیمایی زده و خواستار بازگشت خمینی، برکناری شاه و استعفای بختیار شدند.
- در ۲۶ دی ماه، هنگام خروج شاه از کشور به مقصد قاهره (که به گفته دولت، برای «استراحت» صورت گرفت)، صدها هزار نفر به خیابان‌ها ریختند تا این رویداد را جشن بگیرند.
- در ۲۹ دی، پس از فراخوان خمینی به برگزاری «همه‌پرسی خیابانی» برای تعیین تکلیف سلطنت و دولت بختیار، تنها در تهران بیش از ۱میلیون نفر به خیابان‌ها آمدند.

### نامه مصطفی رحیمی به خمینی
ببینید: دین و انقلاب ۱۳۵۷ ایران
در ۲۵ دی‌ماه ۱۳۵۷ مصطفی رحیمی، حقوقدان و نویسنده ایرانی در نامه ای با عنوان «چرا با جمهوری اسلامی مخالفم"به خمینی نکاتی را بیان کرد که نشان می‌دهد عده ای در ایران به احتمال لغزش انقلاب بسمت استبداد واقف بوده‌اند. نامه حاوی نکات:زیر است:
- درک او از مفهوم جمهوری اسلامی اینست که حاکمیت را در دست روحانیون قرار خواهد داد.
- اصل حاکمیت ملی در قانون اساسی مشروطه را «برگشت‌ناپذیر» می‌داند و معتقد است این اصل به «ولایت شاه» و «ولایت فقیه» پایان داده‌است.
- شما (خمینی) می‌خواهید به مسائل روز پاسخ دهید اما تضمینی نیست که جانشینان شما این راه را ادامه دهند.
- خمینی را تشویق می‌کند که مثل گاندی از قدرت کنار بماند.
- دموکراسی نیاز به مکانیزمهای نظارتی دارد و مقید کردن آن با هر صفت دیگری این مکانیزمها را از آن می‌زداید و آن را به یک حکومت استبدادی تبدیل می‌کند.[۳۵۰]

### چگونگی تصمیم برای خروج شاه از کشور
در روز ۲۱ دیماه ۵۷ سولیوان و هایزر به دیدار شاه می‌روند و پس از خروج با ارتشبد طوفانیان روبرو می‌شوند و به او می‌گویند شاه تصمیم گرفت از کشور خارج شود. طوفانیان اجازه شرفیابی می‌گیرد. شاه از او می‌پرسد آنها چه گفتند. طوفانیان گفته سولیوان و هایزر را تکرار می‌کند. شاه می‌گوید: «آنها به من تکلیف کردند که از کشور خارج شوم»... «تو بمان اینجا برای ما روشن کن، ما که به انگلیس و آمریکا بد نکرده بودیم، چرا اینها این کار را با من کردند؟»

### خروج شاه از کشور
در روز ۲۶ دی‌ماه ۱۳۵۷ شاه به‌همراه فرح و چند تن از اعضای خانواده از ایران خارج شد. دلایل زیر برای خروج سریع شاه از کشور گفته شده‌اند:
- تأثیر عامل بیماری
- پرهیز شاه از خونریزی و قرار گرفتن در برابر مردم.
- شاه انتظار چنین فاصله ای میان خود و مردم را نداشت، و این امر در شکست روحی او مؤثر بود.

شاه پس از خروج از کشور مدتی اخبار ایران را پیگیری می‌کرد، اما از زمان اقامت در مراکش دچار ناامیدی شد و دیگر به تماس‌هایی که از ایران گرفته می‌شدند پاسخ نداد. شاه ۱۸ ماه پس از ترک تهران پس از آن‌که دولت آمریکا به او اجازه اقامت نداد در پنجم مرداد ۱۳۵۹ در مصر درگذشت.

### ورود خمینی و سخنرانی بهشت زهرا
در ۳ بهمن فرودگاه‌ها برای جلوگیری از ورود خمینی بسته شدند. در ۷ و ۸ بهمن، در اعتراض به بسته شدن فرودگاه چند نفر کشته شدند. سرانجام در ۱۲ بهمن، بیش از ۳میلیون نفر برای استقبال از بازگشت خمینی به خیابان‌ها ریختند. رژیم پهلوی سرنگون شده بود و سه ستون نگهدارنده آن، ارتش مدرن، نظام حمایتی و مالی دربار، دیوان‌سالاری حجیم و حزب رستاخیز، بر اثر شانزده ماه درگیری‌های خیابانی، شش ماه راهپیمایی مردمی و پنج ماه اعتصاب، ویران گشته بودند. در این روز خمینی در بهشت زهرا سخنانی عنوان کرد که شامل نکات زیر است:
- تشکر و تسلیت به خانواده قربانیان
- رژیم سلطنتی مغایر عقل و قانون است
- سرنوشت هر (نسل از) ملت دست خودش است
- رژیم پهلوی، تحمیلی و غیرقانونی است
- مجلس و نمایندگان آن غیرقانونی هستند و نمایندگان بخاطر حقوقی که گرفته‌اند به مردم بدهکار هستند.
- شاه مملکت را خراب کرد، قبرستان‌ها را آباد کرد اقتصاد را خراب کرد.
- اصلاحات ارضی دهقان و زراعت را نابود کرد.
- شاه اصلاحات ارضی کرد تا برای محصولات آمریکایی بازار درست کند.
- شاه فساد و ویرانی به نام اصلاح و ترقی ایجاد کرد
- بیش از پنجاه سال دانشگاه داریم ولی جوان‌های ما تحصیلات‌شان در اینجا تمام نیست و باید بروند در خارج هم تحصیل بکنند.
- تلویزیون و رادیو و سینما مرکز فحشاست. در تهران تعداد مشروب فروشی بیشتر از تعداد کتابفروشی است.
- با سینما و رادیو مخالف نیستیم با مرکز فحشا مخالفیم.
- نفت ما را دادند، اسلحه گرفتند و برای آمریکا پایگاه درست کردند.
- پنجاه سال در اختناق به‌سر بردیم، نه مطبوعات داشتیم، نه رادیو-تلویزیون صحیح داشتیم، نه خطیب توانست حرف بزند.
- تعیین دولت با پشتیبانی ملت
- اهمیت جلوگیری از برگشت رژیم شاه[۳۵۴]

### تشکیل کمیته‌ها
به محض فروپاشی دولت، قدرت به دست «کُمیته‌ها» افتاد. بیشتر کمیته‌ها را روحانیون محلی هوادار خمینی اداره می‌کردند. کمیته‌های شهرها، با پخش مواد غذایی، تعیین قیمت‌ها، اجرای قوانین راهنمایی رانندگی و احیای دادگاه‌های شرع، می‌کوشیدند نظم و قانون را برقرار کنند. روحانیون دیگری نزدیک به یک‌هزار جوان، اغلب از محلات پایین‌شهر را گرد آورده و یک نیروی شبه‌نظامی تشکیل دادند که بعدها به «پاسداران انقلاب» معروف شد.

### تشکیل دولت موقت
در ۱۵ بهمن ماه خمینی ضمن دعوت به ادامه تظاهرات‌ها تا کناره‌گیری بختیار، بازرگان را مأمور تشکیل دولت موقت نمود و یک شورای انقلاب مخفی را، برای مذاکره مستقیم با رؤسای ارتش تعیین کرد.

### درگیری‌های دوشان‌تپه و مسلسل‌سازی
در عصر جمعه بیست و یکم بهمن ماه، گارد جاویدان شاهنشاهی کوشید تا شورش تکنیسین‌ها و همافران نیروی هوایی، در پایگاه نظامی نزدیک به میدان ژاله را سرکوب کند که سازمان‌های چریکی به کمک همافرانِ محاصره‌شده شتافته و پس از شش ساعت درگیری، گارد شاهنشاهی را پس راندند. آنان با توزیع سلاح در بین مردم — از پیر تا جوان — مناطق اطراف میدان ژاله را چنان‌که لوموند نوشت، به «کمون پاریس» دیگری تبدیل کردند. صبح روز بعد چریک‌ها و شورشیان، به نه مرکز پلیس و بزرگ‌ترین کارخانه اسلحه‌سازی شهر حمله کردند. سرانجام روز یکشنبه ۲۲ بهمن ماه، که درگیری‌ها به اوج خود رسید، سازمان‌های چریکی، حزب توده و ارتشیان فراری به یاری هزاران داوطلب مسلح، اکثر انبارهای مهمات، پادگان‌ها و همچنین زندان اوین و دانشکده افسری را به تصرف درآوردند.

### تمایل بختیار به پایان شاهنشاهی و تأسیس حکومت جمهوری
پس از معرفی مهندس بازرگان به عنوان نخست‌وزیر در ۱۵ بهمن بختیار به‌فاصله اندکی از حضور در مجلس و سخنرانی و سپس مصاحبه اعلام کرد حاضر است یک حکومت جمهوری تأسیس کند.

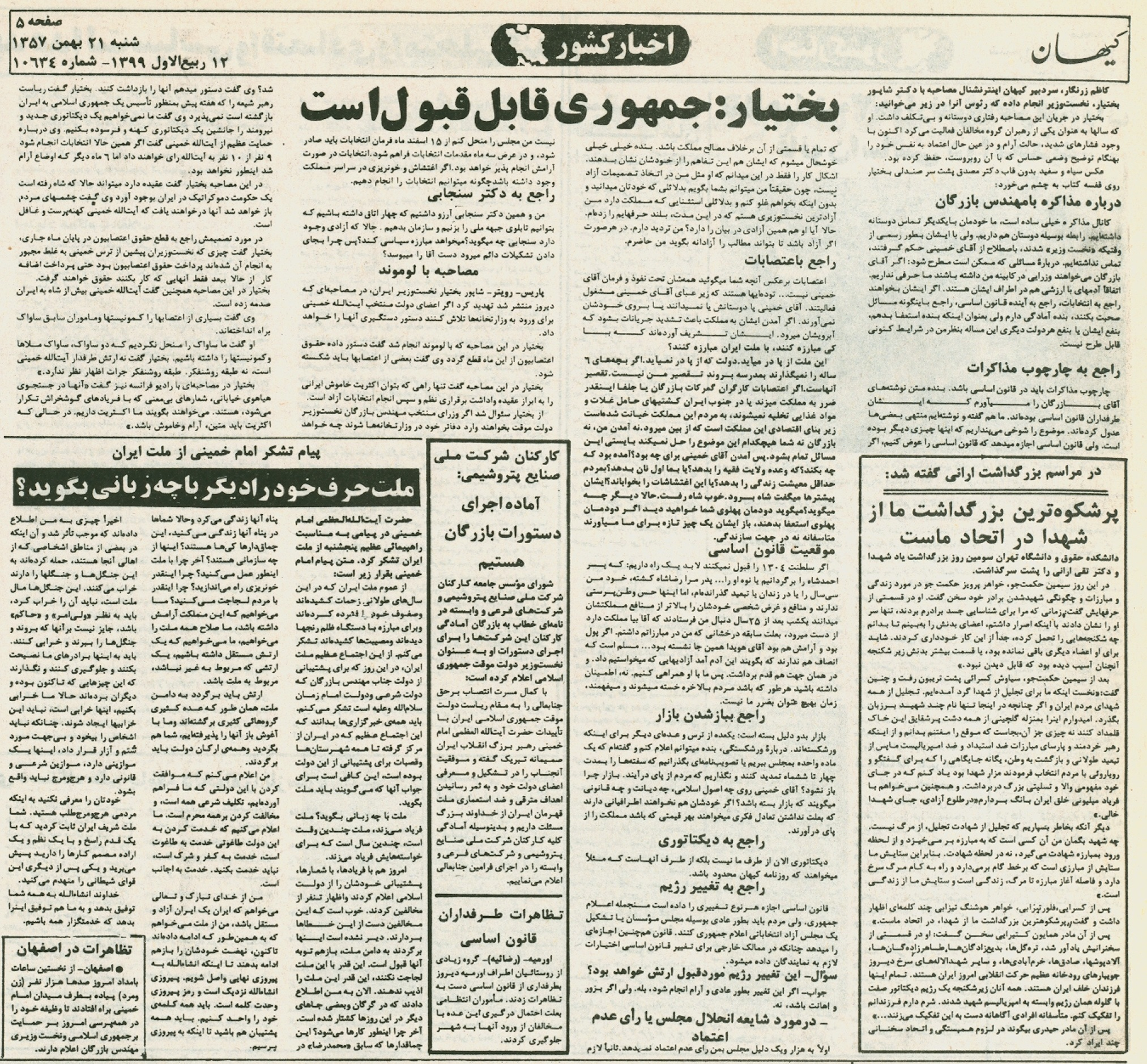
بختیار: جمهوری قابل قبول است

### ناتوانی نیروهای مسلح

#### گزارشهای سالیوان به واشینگتن
گزارشهای سالیوان حاکی از آنست که پس از رفتن شاه بتدریج روحیه فرماندهان ضعیف شده‌است:
۸ بهمن: فرماندهی ارتش روزبه‌روز بیشتر پذیرای طرح مصالحه‌ای است که دربرگیرنده شاه نیست. احتمال دارد چند فرمانده رده پایین به خصوص در گارد جاویدان علیه آن باشند اما ژنرال‌های ارشد احتمالاً آماده همکاری خواهند بود.
۱۱ بهمن: دیدگاه‌های فرماندهی ارتش از زمان رفتن شاه متحول شده. آن‌ها برنامه‌های خود را برای تصرف مراکز حساس، در صورتی که به آن‌ها دستور داده شود، مرور و اصلاح کرده‌اند، اما در فکر آن نیستند که به تنهایی دست به کودتا بزنند.
۱۵ بهمن: طوفانیان می‌گوید که اگر مصالحه شکست بخورد و خمینی اعلان جهاد کند، تمام افسران ارشد ارتش فرار خواهند کرد. بقیه افسران زمام را در دست خواهند گرفت و با خمینی کنار خواهند آمد. قره‌باغی حاضر نیست با خمینی مقابله کند. آذربرزین با خمینی معامله کرده که بعد از ربیعی فرمانده نیروی هوایی شود. افسران ارشد تغییر کرده‌اند. نمی‌شود به آن‌ها اعتماد کرد. در ظاهر یک چیز می‌گویند، پشت سر کار دیگری می‌کنند.

#### همراهی جانشین رئیس ستاد بزرگ ارتشتاران با انقلاب از اوایل بهمن ماه
سپهبد هوشنگ حاتم جانشین رئیس ستاد بزرگ ارتشتاران به گفته خود از دو هفته قبل از ۲۲ بهمن به قره باغی توصیه می‌کرده‌است که اقدام به بیطرفی ارتش کند. او صراحتاً به قره باغی می‌گفته که این انقلاب به ارتش نیاز دارد. در جلسه سران ارتش در روز ۲۲ بهمن او بود که بحث بیطرفی را پیش کشید و او امضاها را جمع‌آوری کرد.

#### همکاری فرمانده نیروی هوایی با انقلابیون
سپهبد ربیعی در دفاعیات خود گفت: در روز ۱۹ بهمن با انقلابیون اعلام همبستگی کردم. در ۲۱ بهمن دستور بختیار و قره باغی را اجرا نکردم... اسلحه را (به ۸۰۰۰ نفر دانشجویان همافری برای شلیک به مأموران گارد) در پادگان دوشان تپه پخش کردم. و بدین وسیله برخلاف دستور فرماندهی ستاد نه تنها برای جمع کردن درگیری کاری نکرد بلکه آن را تقویت کرد.
اعزام تعدادی ارابه جنگی برای کمک به نیروهای گارد در مرکز آموزش نیروی هوایی دوشان تپه که از نیمه شب ۲۰ بهمن با همافران درگیر شده بودند از صبح ۲۱ بهمن تا غرب به تأخیر افتاد. وقتی قره باغی از تیمسار بدره ای دلیل آن را پرسید او گفت: ارابه‌ها مهمات ندارند چون بعداز ۱۷ شهریور دستور داده شده آن‌ها خالی از مهمات باشند. (با این‌که ارتش درحال آماده باش از درجه ۳ بود!) عاقبت در غروب ۲۱ بهمن تعداد ۳۰ دستگاه ارابه به فرماندهی سرلشکر کاظم ریاحی در مسیر حرکت به دوشان تپه در تهرانپارس توسط انقلابیون مورد حمله قرار می‌گیرند و سرلشکر کاظم ریاحی تیر خورده و کشته می‌شود.

#### همکاری فرمانده گارد جاویدان با انقلابیون
سرلشکر نشاط فرمانده گارد جاویدان (که قبلاً با انقلابیون اتحاد کرده بود) در ۲۱ بهمن پاسخ به اعلام نیاز بدره ای برای استفاده از نیروهای گارد جاویدان موافقت نمی‌کند و می‌گوید آن‌ها مأموریت ویژه دارند و برخلاف اوامر اعلیحضرت است. درصورتیکه بعداً معلوم شد مسئله برخلاف اوامر اعلیحضرت نبوده بلکه اعلام همبستگی او با انقلابیون بوده‌است.

#### غیبت فرمانده هوانیروز از محل خدمت و هرج و مرج در هوانیروز
در ۲۱ بهمن تیمسار قره باغی تصمیم می‌گیرد عده‌ای را در هلیکوپتر برای کمک به نیروهای مستقر در مسلسل سازی (میدان ژاله) بفرستد. سرتیپ اتابکی معاون هوانیروز گفت: معذرت می‌خواهم تیمسار وضع یگان هرج و مرج است به هرکس دستور می‌دهم اطاعت نمی‌کند. سرلشکر خسروداد (فرمانده هوانیروز) را هم نتوانستم پیدا کنم.

#### غیبت فرمانده شهربانی کل کشور و فرماندار نظامی تهران از محل خدمت
تیمسار مهدی رحیمی، رئیس شهربانی کشور و فرماندار نظامی تهران در صبح روز ۲۲ بهمن با لباس مبدل در کنار خیابان سپه، حمله مردم به پادگان باغشاه را تماشا می‌کرد که توسط یکی از افسران زیردست خود، که با لباس عادی با انقلابیون همکاری می‌کرد مورد شناسایی قرار گرفت وی ضرب و شتم شد و به مدرسه رفاه برده شد.

### جلسه بازرگان و بختیار
در ۴ بهمن ۱۳۵۷ بازرگان و بختیار در منزل کاظم جفرودی ملاقات کردند. بختیار تلاش کرد بازرگان را وارد کابینه خود کند و بازرگان بختیار را به استعفا و ورود به دولت خود تشویق می‌کرد و در نهایت نتیجه ای حاصل نشد.

### اعلام بی‌طرفی ارتش
مقاله اصلی: اعلامیه بی‌طرفی ارتش 
۲۷ نفر از سران ارتش در ساعت ۱۰:۳۰ صبح ۲۲ بهمن در ستاد بزرگ ارتشتاران جلسه ای تشکیل دادند. در این جلسه که مهم‌ترین سخنگوی سپهبد حاتم بود در دو موضوع تأکید شد:
1. ناتوانی نیروهای مسلح در برقراری نظم
2. اعلام بختیار در مصاحبه خود و در سخنان خود در مجلس شورای ملی و مجلس سنا در مورد تلاش وی برای تغییر قانون اساسی (تأسیس حکومت جمهوری) که باعث می‌شود ارتش شاهنشاهی ایران دیگر به او تعهدی نداشته باشد.

بدین ترتیب اعلامیه بی‌طرفی ارتش در ساعت ۲ بعد از ظهر همان روز از رادیو پخش شد.

### جلسه منزل جفرودی
بعداز ظهر ۲۲ بهمن ژنرال قره باغی -ناصر مقدم- بازرگان-بهشتی-امیرانتظام و عده ای دیگر در منزل کاظم جفرودی ملاقات کردند. بختیار که قرار بود حضور یابد با استفاده از هلیکوپتر و خودرو به اقدسیه در منزل یکی از دوستان خود مخفی شده بود و با تلفن در این جلسه شرکت کرد. محتویات جلسه را امیرانتظام می‌نوشت.

### اعلام پیروزی انقلاب
ساعت ۶ بعد از ظهر رادیو اعلام کرد: «اینجا تهران است، صدای راستین ملت ایران، صدای انقلاب». بدین‌سان پس از دو روز درگیری شدید، انقلاب تکمیل و سلطنت ۲۵۰۰ ساله نابود شد.

### تعداد قربانیان انقلاب
حکومت جدید تعداد جانباختگان انقلاب را ۶۰٬۰۰۰ نفر اعلام کرد، اما در تحقیقات رسماً منتشرنشده بنیاد شهید که سال‌ها بعد توسط یکی از اعضای آن (عمادالدین باقی) به اطلاع همگان رسید، مشخص شد که در فاصله آبان ۱۳۵۶ تا پیروزی انقلاب در بهمن ۱۳۵۷، ۲۷۸۱ تن جان خود را از دست داده‌اند. بیشتر قربانیان از مردم محلات کارگرنشین جنوب شهر تهران بودند.

## پس از انقلاب

(از سمت راست) روح‌الله خمینی، بازرگان و بنی‌صدر پس از بازگشت سید روح‌الله خمینی به ایران به کشور و در آستانه انقلاب.

### تأسیس نهادهای انقلابی
در سال‌های اولیه پس از پیروزی انقلاب نهادهایی برای پیشبرد اهداف و حراست از آن تأسیس شد.
- شورای انقلاب اسلامی نهادی بود که روح‌الله خمینی برای مدیریت انقلاب در ایران در ۲۲ دی‌ماه ۱۳۵۷ تشکیل داد[۳۷۲] وجود این شورا پیش از پیروزی انقلاب در ۲۲ بهمن ۱۳۵۷ و در ماه‌های آغازین پس از پیروزی به جهت مسائل امنیتی فاش نشده و این شورا در ابتدا به‌صورت محرمانه و غیرعلنی فعالیت می‌کرد. این شورا از انحلال مجلس شورای ملی تا پیش از تأسیس مجلس نهاد قانون‌گذار در ایران به‌شمار می‌آمد. شورای انقلاب در ۲۶ تیرماه ۱۳۵۹ منحل شد. به گفته هاشمی رفسنجانی، مرتضی مطهری، در مراجعت از سفر پاریس به دستور روح‌الله خمینی مبنی بر تشکیل شورای انقلاب اسلامی را ابلاغ کردند. خمینی آقایان مطهری، بهشتی، باهنر، هاشمی رفسنجانی و موسوی اردبیلی را به عنوان هسته اولیه شورای انقلاب اسلامی تعیین و اجازه داده بود که افراد دیگر، با اتفاق‌نظر آنان اضافه شوند. ترتیب انتخاب اعضای دیگر و تکمیل آن شورا پیش از پیروزی انقلاب اسلامی عبارت از آقایان سید محمود طالقانی، سید علی خامنه‌ای، محمد رضا مهدوی کنی، احمد صدر حاج سید جوادی، مهدی بازرگان، یدالله سحابی، مصطفی کتیرایی، محمدولی قرنی و علی اصغر مسعودی بودند. پس از انقلاب با انتقال بعضی افراد به کارهای اجرایی یا کشته شدن و فوت آنان اشخاص ذیل جایگزین شدند: حسن حبیبی، عزت‌الله سحابی، عباس شیبانی، ابوالحسن بنی صدر، صادق قطب زاده، میر حسین موسوی، احمد جلالی و حبیب‌الله پیمان.[۳۷۳]
- کمیته‌های انقلاب اسلامی جزو اولین سازمان‌هایی بود که پس از انقلاب در ۲۳ بهمن ۱۳۵۷ پس از پیام خمینی تأسیس شد.[۳۷۴] پایگاه‌های اولیه تأسیس کمیته‌ها در مساجد محلات بود و در هر کمیته یک روحانی نقش سرپرستی داشت. محمدرضا مهدوی کنی اولین سرپرست کمیته‌ها بود.[۳۷۵][۳۷۶] این سازمان در آغاز تأسیس، بدون هماهنگی با دولت مهدی بازرگان به خلع سلاح و تأمین امنیت برخی مراکز، مصادره اموال، تعیین مسئول برای برخی نهادها، دستگیری برخی مقامات سابق و سایر فعالیت‌های مشابه می‌پرداخت.[۳۷۷] به دلیل تشکیل سریع سازمان و ضعف مدیریت و نظارت، موارد متعددی از نقض قوانین و حقوق بشر در ساختار کمیته‌ها روی داد.[۳۷۸][۳۷۹] سرانجام، این سازمان پس از تصویب قانون تشکیل نیروی انتظامی جمهوری اسلامی ایران در سال ۱۳۷۰، با شهربانی و ژاندارمری ادغام و سازمان نیروی انتظامی جمهوری اسلامی ایران تأسیس شد.[۳۷۴]
- دادگاه انقلاب اسلامی دادگاهی است که در تاریخ ۵ اسفند ۱۳۵۷ و به دستور سید روح‌الله خمینی توسط صادق خلخالی تشکیل شد. این دادگاه، پس از تصویب قانون اساسی در سال ۱۳۵۸، به عنوان یکی از دادگاه‌های بدنه دادگستری جمهوری اسلامی درآمد که دارای صلاحیت ذاتی نسبت به دیگر دادگاه‌های دادگستری است.[۳۸۰]
- سپاه پاسداران انقلاب اسلامی: یک نیروی نظامی برای صیانت از انقلاب اسلامی در برابر شورش‌ها و توطئه‌ها بوده‌است که در یک روند نامنسجم از بهمن ۱۳۵۷ تا فروردین ۱۳۵۸ بتدریج در قالب چهار گروه مجزا شکل گرفت و نهایتاً با حکم روح‌الله خمینی به صورت یک نیروی نظامی واحد درآمد. این چهار نیرو عبارت بودند از سپاه پاسداران با مسئولیت حسن لاهوتی زیر نظر دولت موقت، گارد انقلاب به سرپرستی عباس آقازمانی و مورد حمایت موسوی اردبیلی، گارد دانشگاه‌ها یا پاسا به سرپرستی محمد منتظری و مورد حمایت سید محمد بهشتی، نیروهای مسلح سازمان مجاهدین انقلاب اسلامی به سرپرستی محمد بروجردی و مورد حمایت مرتضی مطهری. هر یک از این چهار گروه ۳ نفر را معرفی می‌کنند و یک جمع مؤسس ۱۲ نفره تشکیل می‌شود. با درخواست برخی از اعضای مؤسس سپاه از روح‌الله خمینی، سپاه از دولت موقت جدا و زیر نظر شورای انقلاب اداره می‌شود. در روز ۲ اردیبهشت ۱۳۵۸ حکم تأسیس سپاه پاسداران با ادغام این نیروهای جداگانه رسماً ابلاغ می‌شود و جواد منصوری به عنوان اولین فرمانده آن تعیین می‌شود.[۳۸۱][۳۸۲]

### همه‌پرسی تعیین نوع حکومت
در ۱۰ فروردین مردم ایران در یک همه‌پرسی به دعوت خمینی شرکت کردند و با اکثریت (بیش از ۹۸ درصد) به جمهوری اسلامی (به عنوان تنها گزینه موجود برای نظام حکومتی آینده) رأی دادند.

### تشکیل دادگاه انقلاب و اعدامها
همچنین : فهرست اعدام‌شدگان سرشناس به فرمان صادق خلخالی
همچنین :  اعدام‌های ایران پس از انقلاب ۱۳۵۷
خمینی  در تاریخ پنجم اسفند ۱۳۵۷ به صادق خلخالی برای تشکیل "دادگاه انقلاب" حکم داد.این دادگاه ها به نوشته یرواند آبراهامیان در کتاب "اعتراف شکنجه شدگان"، در دو سال اول انقلاب حدود ۷۰۰ نفر را اعدام کرد.منتقدان بر عدم مشروعیت آن بعنوان یک دادگاه اختصاصی تاکید می کنند و معتقدند رسیدگی جرایم  نیازمند رسیدگی توسط قضات متخصص و بی طرف هستند و باید از طریق دادگاههای عمومی دادگستری صورت گیرد.
خلخالی در اواخر اردیبهشت ۱۳۵۸ لیستی ارایه داد و اعلام کرد ترور این افراد رسما مجاز است :  شاه ، فرح و اشرف -فریده دیبا (مادر فرح)-جعفر شریف امامی- غلامرضا ازهاری -شاپور بختیار- غلامعلی اویسی -عزیزالله پالیزبان - شعبان جعفری - هوشنگ نهاوندی - اردشیر زاهدی.وی افزود از نظر ملت ایران هر کس بخواهد در خارج یا در هر کجا این‌‌‌‏ها را ترور کند، هیچ دولتی حق ندارد او را بعنوان تروریست بازداشت کند. او گفت دادگاه‌‌‌‏ انقلاب از الگوهای اسلامی و ایرانی استفاده می‌‌‌‏کند نه الگوی دادگاه‌‌‌‏های غربی. او یکی از جرم‌‌‌‏های محکومین را ترویج فساد از طریق برگزاری جشن‌‌‌‏های دو هزار و پانصد ساله، جشن هنر و غیره نامید که ثروت ممکلت را به باد می‌‌‌‏دادند و موجب فساد در زمین می‌‌‌‏شدند. خلخالی شرکت وکیل مدافع در دادگاه‌‌‌ را رد کرد و گفت که اینها می‌‌‌‏خواهند با گشتن دنبال ماده قانون وقت دادگاه را بگیرند و مردم را معطل کنند.

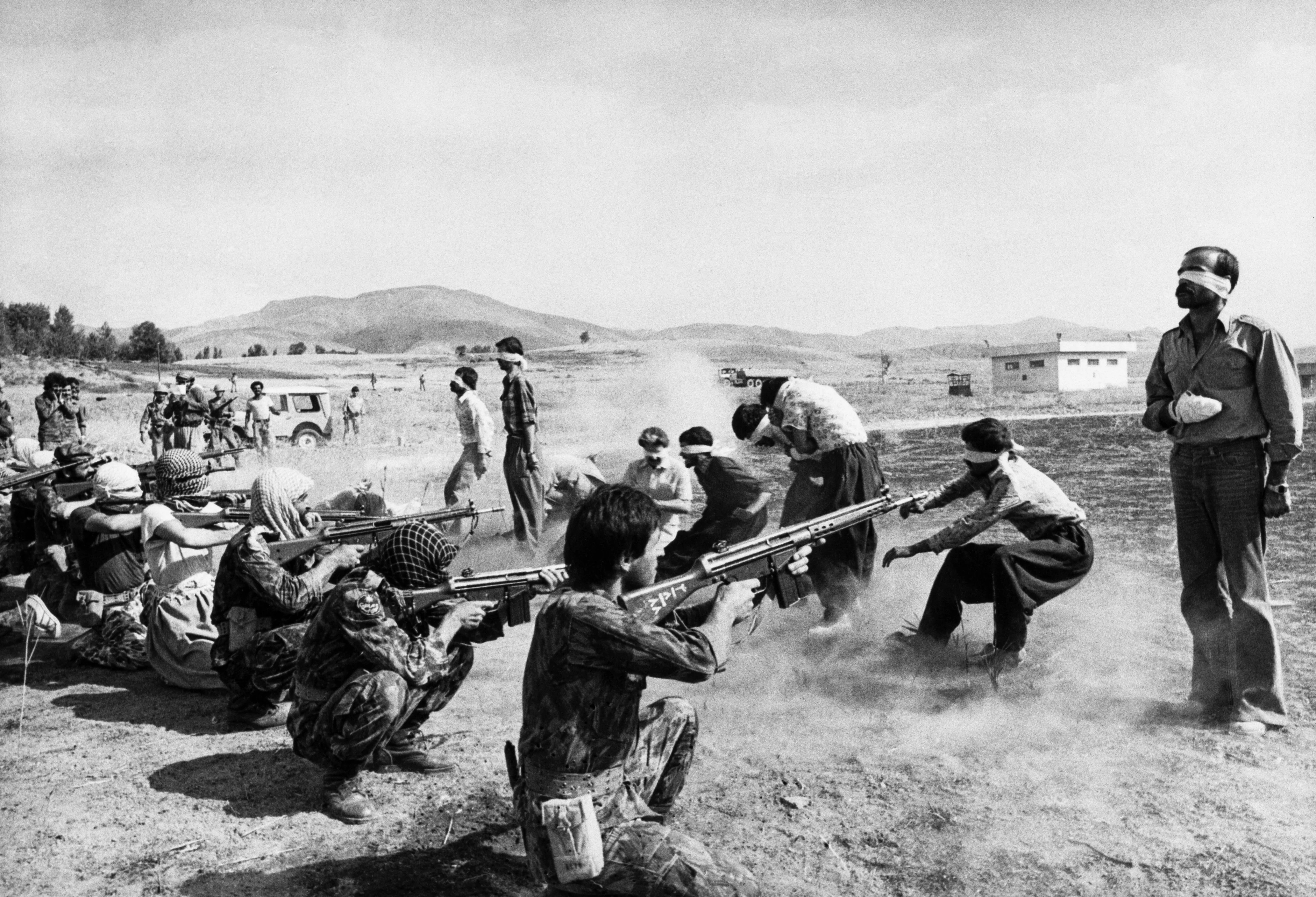
عکس «جوخه آتش در ایران» از جهانگیر رزمی

#### اعدام مسئولان نظام سابق
در ۱۸ فروردین امیرعباس هویدا، نخست‌وزیر سابق ایران با حکم صادق خلخالی قاضی دادگاه انقلاب به اعدام محکوم شد. همچنین بیش از ۲۰۰ تن از مقامات بلندپایه رژیم سابق در خلال دو ماه بعد از انقلاب طی حکم‌های دادگاه‌های انقلاب اعدام گشتند. به گفته ابراهیم یزدی، خمینی گرچه اعدام چند نفر از سران ارتش را تأیید کرد، اما نه شکل اعدام و نه برخی دیگر از رفتارهای خلخالی را قبول نداشت. خلخالی پس از انتصاب سید محمد بهشتی به ریاست دیوان عالی کشور از ریاست بر دادگاه‌های انقلاب برکنار شد. خلخالی پس از اسفند ۱۳۵۹ هیچ سمتی در دادگاه قضایی نداشت.

### درگیری‌های جدایی طلبان
از سوی دیگر بعد از حوادث انقلاب، چریک‌های مارکسیست و احزاب فدرال در برخی از مناطق شامل خوزستان، کردستان و گنبد کاووس شورش کردند، که منجر به جنگ بین آن‌ها و نیروهای انقلابی شد. این شورش‌ها در ماه آوریل سال ۱۹۷۹ آغاز شد و بسته به منطقه، بین چند ماه تا بیش از یک سال به طول انجامید.

### تدوین قانون اساسی

#### پیش نویس قانون اساسی

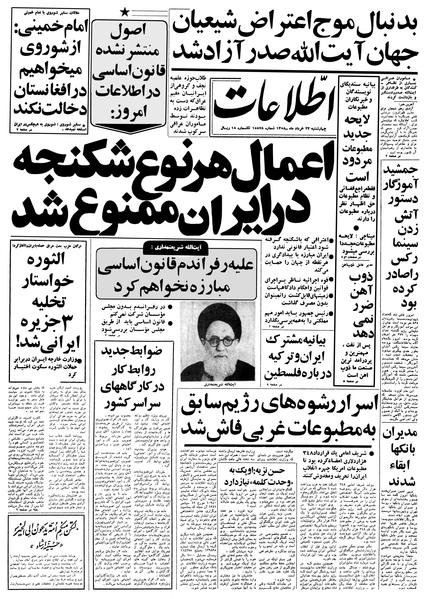
یکی از شعارهای انقلابیون رفع شکنجه بود که پس از برپایی حکومت جدید در اواخر خرداد ۱۳۵۸ اعلام شد.

پس از همه‌پرسیِ تأسیس جمهوری اسلامی، بحث‌ها دربارهٔ قانون اساسی نظام گسترش یافت. پیش‌نویس قانون اساسی که پیش‌تر به فرمان سید روح‌الله خمینی، توسط گروهی از حقوقدانان به سرپرستی حسن حبیبی به نگارش درآمده بود، توسط شورای انقلاب و دولت موقت بحث و بررسی شد، و در تاریخ ۲۴ خرداد ۱۳۵۸ در روزنامه‌های پرشمار منتشر گشت.

#### تأسیس مجلس خبرگان قانون اساسی
رجوع کنید به: مجلس خبرگان قانون اساسی
مجلس خبرگان قانون اساسی برای بررسی نهایی قانون اساسی جمهوری اسلامی طی انتخاباتی که در ۱۲ مرداد ۱۳۵۸ برگزار شد، تشکیل شد و ۷۵ نفر به نمایندگی آن برگزیده شدند. در روز ۲۸ مرداد ۱۳۵۸، مجلس خبرگان قانون اساسی، با پیام سید روح‌الله خمینی گشایش یافت.

#### قانون اساسی شامل ولایت فقیه
رجوع کنید به: قانون اساسی جمهوری اسلامی
مجلس خبرگان اکثراً از هواداران خمینی تشکیل می‌شد و با تلاش‌های حسینعلی منتظری (رئیس) و سید محمد بهشتی (نائب رئیس) پس از سه ماه، کار تدوین آن در ۲۴ آبان ۱۳۵۸ به پایان رسید. این قانون اساسی شامل ۱۲ فصل و ۱۷۵ اصل و یک مقدمه و مؤخره بود که در تاریخ ۱۲ آذر ۱۳۵۸ به تصویب نهایی ملت ایران رسید. در این قانون، اختیارات وسیعی به خمینی به عنوان ولی فقیه از جمله فرماندهی نیروهای مسلح و تعیین نیمی از اعضای شورای نگهبان داده شده بود. ملی‌گرایان، چپ‌گرایان و مجاهدین خلق با این قانون به مخالفت برخاستند. به گفته میلانی در این زمان، هرچند هواداران روح‌الله خمینی یا «مکتبی‌ها» هنوز کاملاً قدرت را دست نگرفته بودند و از این‌رو به چالش طلبیدن آنان امری ممکن بود، اما مخالفان ولایت فقیه، در متحد شدن با یکدیگر ناتوان بوده و از یکدیگر حمایتی به عمل نیاوردند.

### تسخیر سفارت آمریکا
رجوع کنید به: گروگان‌گیری در سفارت ایالات متحده آمریکا
در تاریخ ۱۳ آبان ماه دانشجویان پیرو خط اقدام به تسخیر سفارت آمریکا در تهران کردند و افراد حاضر در سفارت را به گروگان گرفتند و این واقعه استعفای دولت موقت و لیبرال مهدی بازرگان را در پی داشت.

### آرایش نیروهای سیاسی
مجموعه نیروهایی که با وحدت کلمه در برابر محمدرضا شاه انقلاب کرده بودند به‌تدریج از جهات مختلف دچار اختلاف شدند و آرایش سیاسی جدیدی شکل گرفت. یک جناح اسلام‌گرا موسوم به خط پیروان خمینی بودند که عبارت بودند از حزب جمهوری اسلامی، سازمان مجاهدین انقلاب اسلامی، دانشجویان پیرو خط، جامعه روحانیت مبارز، حزب مؤتلفه اسلامی و چند دسته دیگر بود که البته در درون خود دو جناح طرفدار سوسیالیسم و طرفدار بازار داشتند. جناح ملی‌گرا و دموکرات متشکل از نهضت آزادی، جبهه ملی ایران، جبهه دموکراتیک ملی ایران، حزب ملت ایران، جنبش آزادیبخش ملی ایران (جاما) و حزب جمهوری خلق مسلمان و برخی گروه‌های کوچک دیگر بودند که این‌ها نیز به دو دسته طرفدار لیبرالیسم و سوسیالیسم تقسیم می‌شدند. جناح اسلام‌گرای رادیکال شامل سازمان مجاهدین خلق، سازمان آرمان مستضعفین، جنبش مسلمانان مبارز، جنبش انقلابی مردم مسلمان و برخی گروه‌های دیگر می‌شد. جناح مارکسیست شامل سازمان پیکار، حزب کار ایران (طوفان)، سازمان چریک‌های فدایی خلق ایران، سازمان فدائیان (اقلیت)، سازمان فداییان خلق ایران (اکثریت)، حزب توده، اتحادیه کمونیست‌های ایران و چند گروه و دسته کوچک دیگر بود و بر اساس گرایش به مائویسم، استالینیسم و دیگر اشکال مارکسیسم تقسیم می‌شدند.

### درگیری میان انقلابیون و تمرکز قدرت با محوریت حزب جمهوری اسلامی
برخی ناظران بر این باورند که «آنچه به عنوان یک انقلاب مردمی اصیل و ضد دیکتاتوری مبتنی بر ائتلاف گسترده‌ای از همه نیروهای ضد شاه آغاز شد، به زودی به قدرت‌گیری یک بنیادگرایی اسلامی تبدیل شد» در ابتدا اعضای ائتلاف فکر می‌کردند خمینی بیشتر از آن‌که یک حاکم باشد، می‌خواهد یک راهنمای معنوی باشد. خمینی در اواسط دهه ۷۰ زندگی خود بود، هرگز منصب دولتی نداشت، بیش از یک دهه از ایران خارج بود و به پرسشگران گفته بود: «مقامات مذهبی نمی‌خواهند حکومت کنند». با اینحال هیچ‌کس نمی‌توانست منکر نقش مرکزی خمینی باشد و سایر جناح‌ها آنقدر کوچک بودند که نمی‌توانستند تأثیر واقعی داشته باشند.
نظر دیگر این است که خمینی «تسلط مطلق عقیدتی، سیاسی و تشکیلاتی» داشت و گروه‌های غیردینی هرگز از نظر حمایت مردمی رقیبی برای جنبش خمینی نبودند. حامیان حکومت جدید مدعی شده‌اند که ایرانیانی که با خمینی مخالفت می‌کردند «ستون پنجم» هایی بودند که توسط کشورهای خارجی برای سرنگونی حکومت ایران رهبری می‌شدند.
خمینی و وفادارانش در سازمان‌های انقلابی، طرح ولایت فقیه را برای جمهوری اسلامی به رهبری خودش به عنوان ولی فقیه با بهره‌برداری از متحدان موقتی مانند دولت موقت مهدی بازرگان که بعداً یکی یکی از صحنه سیاسی ایران حذف شدند اجرا کردند.
برخلاف نظری که معتقد است شرایط، آیت اله خمینی را واداشت تا خود وارد قدرت شود و اطرافیانش را به قدرت برساند، یرواند آبراهامیان می‌گوید:
«خمینی به‌شدت به قدرت تمایل داشت و به همین دلیل هم بود که بلافاصله بعد از سقوط شاه، به‌صورت برنامه‌ریزی شده (در روز ۲۳ بهمن ۱۳۵۷) کمیته‌ها را به راه انداخت… تأسیس حزب جمهوری اسلامی در ۲۹ بهمن ۱۳۵۷، را می‌توان در راستای ساختن نیروهای خودی طلقی کرد. نیروهایی که به مرور در مراکز مهم تصمیم‌گیری، قانون گذاری و اجرایی مستقر شدند… وقتی شما چنین روشی را پیش می‌گیرید، به سایر نیروهایی که نظر و اعتقادات خودشان و نیروهای نظامی و فکری مستقل خودشان را دارند، اجازه وارد شدن به سازو کار قدرت را نخواهید داد.»
ببینید : مخالفان جمهوری اسلامی ایران
در دهه های آینده معلوم شد که اپوزیسیون خارج از کشور با وجود دشمنی مشترک با حکومت و در برخی موارد اخذ کمک خارجی پس از بیش از چهار دهه هنوز از اتحاد با یکدیگر ناکام بودند. از نمونه های بارز آن اتحاد شش نفر از چهره‌های سرشناس اپوزیسیون خارج از ایران در   اسفند ۱۴۰۱ - مارس ۲۰۲۳ و تاسیس متنی با عنوان «منشور همبستگی و سازماندهی» بود. که پس از مدت کوتاهی بدلیل زیاده خواهی برخی از اعضا و حساسیت اعضای دیگر بهم خورد.

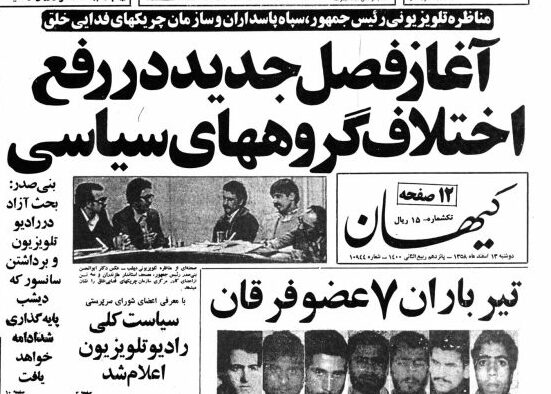
مناظره‌های تلویزیونی بین گروه‌های مختلف برای سعی در رفع اختلافات. بهمن ۱۳۵۸

### سرنوشت گروه‌های مشارکت کننده در انقلاب
اولین اختلاف جدی بین سکولارها و مذهبیون در سخنرانی ۶ خردادماه ۱۳۵۸ حسن نزیه در کانون وکلا آشکار شد:
«اگر ما فکر کنیم تمام مسائل سیاسی و اقتصادی و قضایی را می‌توانیم در قالب اسلامی بسازیم، آیات عظام هم می‌دانند این امر در شرایط حاضر نه مقدور است، نه ممکن و نه مفید. ما مسئله حقوق کیفر اسلامی را در پاریس [با امام خمینی] مطرح کردیم؛ گفتیم "آقا، امروز همه‌جا از ما سؤال می‌کنند شما دست دزد را خواهید برید؟" گفتند "شرایط مجازات در این قبیل موارد به قدری شدید است که اصلاً شاید دستی بریده نشود، ولی ایجاد ترسش برای خدمت به مردم است." بنده گفتم "ولی اگر در امریکا یا اروپا یا هر جای دنیا مقرراتی باشد که جایگزین آثار و نتایجی باشد که آقا انتظار دارید، باز هم دست می‌برید؟" گفتند "هرگز. شما بگردید، پیدا کنیم، مقررات مناسب‌تر را اجرا می‌کنیم."»
سید محمد بهشتی خواستار محاکمه نزیه شد. نزیه نیز متقابلاً محاکمه بهشتی را خواستار شد. علاوه بر بهشتی، محمد مفتح و شماری دیگر از روحانیون، نزیه را بخاطر سخنرانی در خرداد سال ۵۸ زیر سؤال بردند.

#### سرنوشت جبهه ملی
پس از انقلاب، جبهه ملی در جهت برپایی یک نظام لیبرال دموکراسی گام برمی‌دارد، اما رویدادهایی که در سال‌های پس از انقلاب رخ داد کاملاً در تضاد با مشی و آرمان جبهه ملی قرار داشت. بسیاری از یاران سابق جبهه ملی نیز در برابر آرمان‌های آن یعنی برقراری حکومت سکولار قرار گرفتند که از آن جمله می‌توان به داریوش فروهر، اعضای گروه متین دفتری، نهضت آزادی و افرادی ماند مهندس سحابی و افرادی که اکنون به گروه ملی مذهبی معروفند نام برد. این رویارویی هنگام تقدیم لایحه قصاص برگرفته از احکام شرع به مجلس به اوج خود رسید. در آن هنگام جبهه ملی در اعلامیه‌ای چنین عنوان کرد:
... هم‌وطنان شرافتمند مردم غیور و آزادی‌خواه ایران. در شرایطی که همه آزادی‌های فردی و اجتماعی توسط هیئت حاکمه مستبد و انحصارگر زیر پا نهاده شده و استقلال مملکت در معرض خطرات جدی قرار دارد... و بالاخره در شرایطی که انقلاب بزرگ ملت را از کلیه هدف‌های بنیادی خود منحرف کرده‌اند از شما دعوت می‌کنیم که ساعت ۴ بعد از ظهر روز دوشنبه بیست و پنجم خردادماه در گردهمایی و راهپیمایی جبهه ملی بانگ اعتراض خود را به گوش جهانیان برسانیم. و مردم را به راهپیمایی ضد سیاست‌های حاکمیت دعوت نمود. تظاهرات ۲۵ خرداد ۱۳۶۰ انجام شد که با درگیری‌هایی همراه بود. از صبح روز راهپیمایی خمینی در برابر آن موضع گرفت و سران جبهه ملی را با فتوایی بی‌سابقه به ارتداد متهم ساخت.

#### سرنوشت نهضت آزادی
در انتخابات مجلس دوم در فروردین ۱۳۶۳ اغلب چهره‌های منتسب به نهضت آزادی رد صلاحیت شدند اما با این وجود نهضت به فعالیت سیاسی خود ادامه داد و این موضوع باعث ایجاد تناقض شده بود.
وزیر کشور سید علی اکبر محتشمی پور در بهمن ۱۳۶۶ (چند ماه قبل از انتخابات مجلس سوم، فروردین ۱۳۶۷) در نامه‌ای به سید روح‌الله خمینی نوشت:
نهضت آزادی پس از استعفا و برکناری دولت موقت پیوسته در جهت اعلام مخالفت با دولت جمهوری اسلامی، مجلس شورای اسلامی، و حتی قوه قضاییه و مغشوش کردن اذهان بوده‌است. مسئولان نهضت با سمپاشی‌های خود نسبت به سیاست‌های دولت، دفاع مقدس و جنگ، مسئله برائت از مشرکان و فاجعه خونین مکه مکرمه، جهاد مالی و تصمیمات شورای عالی پشتیبانی جنگ و بالاخره فرمایش‌های اخیر -روحی فداه- راجع به حکومت و ولایت مطلقه، در جهت مبارزه و تضعیف نظام جمهوری اسلامی گام برداشته‌اند...
و در پایان نظر وی را دربارهٔ نهضت جویا شد. خمینی در جواب نوشت: «نهضت به اصطلاح آزادی صلاحیت برای هیچ امری از امور دولتی یا قانونگذاری یا قضایی را ندارند؛ و ضرر آن‌ها، به اعتبار آن‌که متظاهر به اسلام هستند و با این حربه جوانان عزیز ما را منحرف خواهند کرد و نیز با دخالت بی‌مورد در تفسیر قرآن کریم و احادیث شریفه و تاویل‌های جاهلانه موجب فساد عظیم ممکن است بشوند، از ضرر گروهک‌های دیگر، حتی منافقین این فرزندان عزیز مهندس بازرگان، بیشتر و بالاتر است.»

#### سرنوشت مجاهدین خلق
پیش از برگزاری اولین انتخابات ریاست جمهوری در ایران خمینی مجاهدین خلق را به سبب عدم اعتقاد به قانون اساسی از شرکت در انتخابات ریاست جمهوری ایران منع کردند که موجب انتقاد شدید این سازمان از نیروهای مکتبی حاکم در جمهوری اسلامی گردید.
آبراهامیان می‌گوید: «رجوی گمان می‌کرد می‌تواند به عنوان مخالف قانونی حکومت فعالیت کند. و هیچ تصوری از این‌که حکومت چنین اجازه‌ای را به او نخواهد داد، نداشت.»
- در ۷ اردیبهشت ۶۰، مجاهدین خلق بدون اطلاع قبلی و با کمک نیرو و تجربه تشکیلاتی، «راهپیمایی مادران» را سازماندهی می‌کنند. راهپیمایی از منزل رضایی‌ها شروع و به منزل طالقانی ختم شد. در این تظاهرات نیروی عاطفی ـ اجتماعی مجاهدین خلق (مادران) که امکان مانور بیشتری داشتند وارد صحنه شد. به ادعای سازمان مجاهدین خلق، ۱۵۰ هزار نفر در این تظاهرات شرکت کردند... مادر رضایی‌ها سخنران این مراسم بود.
- در ۸ اردیبهشت ۶۰ رجوی طی پیامی از یک سو قدرت نمایی و از سوی دیگر به آرامش دعوت کرد از «موضع انقلاب ایران» و این‌که نماینده «نسل انقلاب» است سخن گفت و افزود: «اگر جلوی گروه‌های سرکوب و فشار را نگیرید این را دیگر انقلاب ایران تحمل نخواهد کرد"...."بر فرزندان راستین انقلاب است که با همان اتفاق نظر ـ مقصود اتفاق نظری که علیه حکومت شاه به وجود آمد ـ علیه سرکوب گری‌ها مقاومت کنند".
- در ۱۰ اردیبهشت ۶۰ خمینی طی سخنانی نسبت به این تظاهرات واکنش نشان داد و گفت: «اگر این‌ها به ملت برگردند برای خودشان هم صلاح است و اگر ادامه دهند یک روز است که به ملت تکلیف شود، تکلیف شرعی، پس صلاح این است که اسلحه را به زمین بگذارید و به آغوش ملت بازگردید".
- در۱۲ اردیبهشت ۶۰، سازمان مجاهدین خلق نامه سرگشاده‌ای به خمینی نوشت: «ما گلوله‌ای علیه هیچ‌کس الا تجاوزگران عراقی شلیک نکرده‌ایم"... «بی گمان حضرتعالی هرگاه صلاح و مقتضی بدانید تکلیف نهایی را مقرر خواهید فرمود، لیکن به عرض می‌رسانیم تا آنجا که به ما مربوط است از جنگ و دعوا و اختلافات داخلی استقبال نکرده و نمی‌کنیم و تا آنجا که انضباط آهنین تشکیلاتی ما کشش داشته باشد، تلاش خواهیم نمود که همچون گذشته به بهای جان خواهران و برادرانمان تا وقتی راه‌های مسالمت آمیز مطلقا مسدود نشده و به اصطلاح حجت تمام نگردیده‌است، از عکس العمل‌های خشونت بار و قهرآمیز بپرهیزیم… از این حیث در برابر «تکلیفی» که گوشزد فرمودید چه چاره‌ای جز نوشتن و تقدیم وصیت نامه‌ها باقی می‌ماند؟» گرچه نامه بسیار محترمانه است، ولی در عین حال می‌گوید، ما را از اعلام تعیین تکلیف نترسانید. این یک نوع تنظیم رابطه جدید با خمینی است…. در پایان می‌گوید: «شما که پیوسته به رغم نقاهت جسمی با گروه‌ها و جماعت و افراد مختلف به طور روزمره دیدار و ملاقات دارید، اکنون اگر سوء تعبیر نشود ما و کلیه هوادارانمان در تهران نیز که قشری از اقشار ملت هستیم بدین وسیله تقاضا می‌کنیم تا برای بیان مواضع و تشریح اوضاع و عرض شکایت و اثبات مطالب یادشده بدون هیچ گونه تظاهر و در نهایت آرامش به حضورتان برسیم…".
- در همان روز ۱۲ اردیبهشت مهندس بازرگان در روزنامه «میزان» طی سرمقاله‌ای به نام «فرزندان عزیز مجاهد و مکتبی ام» نوشت: «می‌خواهید مملکت، ملت و دولت را وجه المصالحه خواسته‌ها و ستیزه‌های خود نمایید» او سپس دعوت به مصالحه کرد. اما ندای خیرخواهانه اش در هیاهوی تمامیت‌خواهی و افراطی گری به گوش‌ها نرسید. شاید هم دیگر دیر شده بود.
- در ۲۱ اردیبهشت، خمینی، در اجتماع روحانیون آذربایجان در پاسخ به نامه مجاهدین خلق می‌گوید: «مادامی که شما تفنگ‌ها را در مقابل ملت کشیده‌اید یعنی در مقابل اسلام با اسلحه قیام کرده‌اید نمی‌توانیم صحبت کنیم و نمی‌توانیم مجلسی با هم داشته باشیم. … فقط گفتن به این‌که ما حاضریم و در آن نوشته … ناشی گری کردید و ما را تهدید به قیام مسلحانه کردید… شما این مطلب و این رویه را ترک کنید و اسلحه‌ها را تسلیم کنید … من هم که یک طلبه هستم با شما حاضرم که در یک جلسه، نه در یک جلسه در ده‌ها جلسه با شما بنشینم و صحبت کنم…» پاسخ خمینی گرچه نکاتی دارد که غیر واقعی است، اما یک فرصت تاریخی است که اگر درایت و تجربه سیاسی در مجاهدین خلق وجود داشت، می‌توانست از آن حداکثر استفاده را بکند.
- در ۲۵ اردیبهشت مجاهدین (نه به خمینی) به بنی صدر نوشتند: «آقای رئیس‌جمهور و فرمانده کل قوا! اگر نظر رهبری کشور بر خلع سلاح ماست و آغاز به درمان نمودن همه نابسامانی‌ها را از این نقطه صلاح می‌دانند، سازمان مجاهدین خلق ایران با حفظ نقطه نظرهای عقیدتی و سیاسی خود و تذکار مجدد مسئولیت‌های تاریخی خمینی نظر ایشان را گردن می‌گذارد، مشروط بر این‌که شما به عنوان عالی‌ترین مقام رسمی، اجرای تمام عیار و همه‌جانبه قانون را که برعهده شماست، عملاً تضمین و اعلام نمایید… ولی بنی صدر نیز خود در حال حذف بود.
- در ۲۸ خرداد ۶۰ اعلامیه مجاهدین خلق نسبت به پیامد عزل رئیس‌جمهور منتشر و اخطار شد که ملت تحمل نخواهد کرد. دادستانی انقلاب در دست اسدالله لاجوردی است. نیروهای او در جستجوی محل سکونت رهبران مجاهدین خلق به‌ویژه مسعود رجوی و موسی خیابانی هستند. آن‌ها به خانه پدری مهدی ابریشمچی حمله می‌کنند … مجاهدین خلق اقدام به صدور اطلاعیه شماره ۲۵، می‌کنند: «به دنبال یورش وحشیانه به خانه پدری برادر مجاهد مهدی ابریشمچی از این پس مجاهدین خلق ایران با تمام قوا در قبال این گونه تهاجمات مقاومت خواهند کرد… سازمان مجاهدین خلق ایران بدین وسیله از خلق قهرمان ایران کسب اجازه می‌کند تا از این پس به یاری خدا در قبال حفظ جان اعضای خودT به‌ویژه اعضای کادر مرکزی که بخشی از مرکزیت تمامی خلق و انقلاب محسوب می‌شوند، قاطع‌ترین مقاومت انقلابی را از هر طریق معمول دارد… «.
- در ۳۰ خرداد ۶۰، مجاهدین تظاهرات بزرگی را شکل دادند. بدون اطلاع قبلی و بدون گرفتن مجوز تظاهرات ابعادی بزرگ پیدا کرد و عده‌ای از مردم هم به آن پیوستند. خمینی از طریق رادیو، سپاه و بسیج را به مقابله با تظاهرات فراخواند. درگیری بزرگی در میدان فردوسی رخ داد. گفته شد در این تظاهرات، مجاهدین خلق اسپری‌های فلفل و تیغ موکت بری داشتند. دستگیرشدگان به زندان اوین برده شدند. از نیمه شب سی خرداد اولین موج اعدام‌ها توسط دادستانی انقلاب اعلام شد.
- ۳۱ خرداد ۶۰ روزنامه‌ها از اعدام شماری از دستگیرشدگان روز قبل خبر دادند.
- اول تیرماه ۱۵ نفر اعدام شدند و روزهای دیگر ده‌ها نفر و ده‌ها نفر دیگر... فصلی خونین در مناسبات حاکمیت جمهوری اسلامی با مجاهدین خلق آغاز شد.
- در شامگاه ۷ تیر، اولین و بزرگ‌ترین عمل مسلحانه سازمان مجاهدین خلق علیه جمهوری اسلامی انفجار دفتر مرکزی حزب جمهوری اسلامی انجام شد.[۴۱۸]

#### سرنوشت بنی صدر
در پنجم بهمن ماه ابوالحسن بنی‌صدر با حمایت خمینی با پیروزی در انتخابات به عنوان اولین رئیس‌جمهور ایران انتخاب شد.
بهشتی - موسوی اردبیلی-خامنه‌ای - باهنر و هاشمی رفسنجانی در نامه مورخ ۲۸ بهمن ۱۳۵۸ به روح‌الله خمینی نوشتند:
در بخش ۷: حذف حزب جمهوری اسلامی از انتخابات ریاست جمهوری با مقدمات حساب شده‌ای صورت گرفت و مخالفان را جری و امیدوار کرد
در بخش۱۱: دستور جنابعالی در مورد حمایت از رئیس‌جمهور منتخب مورد سوءاستفاده در جهت اهداف خاصی (اهداف بنی صدر) قرار گرفت...
در بخش ۱۴: از این‌که انقلاب اسلامی به این آسانی و سادگی برخی از وسایل تضمین محتوای خود را از دست بدهد نمی‌توانیم نگران و ناراحت نشویم.
در بخش ۱۶: علایم تکرار تاریخ مشروطه بچشم می‌خورد... متجددین علیرغم اختلافاتشان در بیرون راندن اسلام همدست شده‌اند...
این سرآغاز درگیری اعضای حزب جمهوری اسلامی و بنی صدر شد.

#### سرنوشت بنی صدر و مجاهدین خلق
به دنبال کشمکش‌ها و اختلاف نظرهای بنی‌صدر با حزب جمهوری اسلامی و تلاش ناموفقش در جهت سلب اختیارات آنان و در نتیجه از دست دادن حمایت خمینی، از آنجا که او به‌تنهایی توان مقابله با مخالفانش را نداشت و پیشتر هیچگاه به ایجاد یک حزب یا ائتلاف اقدام نکرده بود، با مجاهدین خلق که در آن زمان تشکیلاتی سازمان یافته داشت و منتقد حکومت وقت بود، متحد شد و در اواخر خردادماه او که برای حفظ جان خویش در خفا به سر می‌برد مردم را به قیام فراخواند. روز ۲۹ خرداد ۱۳۶۰، مسعود رجوی و بنی صدر که در خفا به سر می‌برد، مردم را به قیام فراخواندند و از هوادارانشان خواستند تا علیه حکومت در خیابان‌ها حضور یابند. تظاهرات ۳۰ خرداد ۱۳۶۰ در تهران و شهرهای دیگر برگزار شد که حکومت با شدت آن را سرکوب کرد. در تهران تعداد معترضان به حدود نیم‌میلیون نفر رسید و در پی عکس‌العمل خمینی و دیگر روحانیون و درگیری معترضان با نیروهای حزب‌اللهی و سپاه پاسداران تنها در اطراف دانشگاه تهران حدود ۵۰ نفر کشته، ۲۰۰ نفر مجروح و ۱۰۰۰ نفر دستگیر شدند. روز بعد، بنی صدر برکنار و دستور بازداشت او توسط روح‌الله خمینی به اتهام خیانت و توطئه علیه نظام صادر شد و به این ترتیب رقابت‌های سیاسی وارد عرصه خشونت‌آمیزی گشت.

#### سرنوشت حزب توده
در خرداد ۱۳۶۱ ولادیمیر کوزیچکین افسر جزء کا.گ. ب در تهران به ترکیه گریخت و از آنجا به انگلیس پناهنده شد. سازمان سیا از طریق او به جزئیات عملیات شوروی و حزب توده در ایران دست یافت. سیا فهرست این اطلاعات را از طریق یک پاکستانی به حکومت ایران رساند. در ۱۷ بهمن ماه ۱۳۶۱، نورالدین کیانوری و ۴۰ تن از اعضای برجسته این حزب دستگیر شدند. در ۷ اردیبهشت ۱۳۶۲ حدود ۷۰۰ تن دیگر از اعضای باقیمانده رهبری و اعضای سازمان مخفی حزب به بهانه مقابله با طرح کودتای نظامی دستگیر شدند و این دستگیری‌ها تا ماه‌های بعد هم ادامه داشت. در ۱۰اردیبهشت ۱۳۶۲ «اعترافات» تلویزیونی نورالدین کیانوری و به‌آذین از تلویزیون ملی پخش شد. که به جاسوسی برای شوروی، برخوردهای منافقانه با نظام جمهوری اسلامی و طرح کودتا «اعتراف» کردند. در پائیز و زمستان ۱۳۶۲ بیش از یک صد نفر از اعضای شبکه مخفی و نظامی حزب توده در دادگاه نظامی محاکمه شده و ۱۰ نفر به اعدام، ۶ تن به حبس ابد، ۱۲ نفر به حبس‌های پانزده تا سی سال، ۱۹ نفر به زندان‌های هشت تا چهارده سال، ۸ تن تا هفت سال، ۳۰ تن تا پنج سال و ۱۳ تن به کمتر از پنج سال محکوم شدند. گروهی از محکومان از جمله شاخه نظامی حزب در بهمن ۱۳۶۳ اعدام شدند. چند تن از اعضای حزب زیر شکنجه کشته شده و بیش از یکصد نفر از زندانیان توده‌ای نیز در اعدام‌های تابستان ۱۳۶۷ اعدام شدند.

#### سرنوشت دانشگاهیان مبارز
در اواخر فروردین ماه سال ۱۳۵۹ شورای انقلاب با حکم خمینی و با هدف تصفیه دانشگاه‌ها از استادان و دانشجویان دگراندیش، به اپوزیسیون یا گروه‌های سیاسی منتقد و مخالف نیروهای مذهبی حاکم در جمهوری اسلامی که عمدتاً خاستگاه دانشجویی داشته و دانشگاه را فضای امن سیاسی و کانون فعالیت‌های خود به‌شمار می‌آوردند، برای تخلیه دفاتر خود در دانشگاه‌ها مهلتی سه‌روزه داد. در طی این روزها درگیری و خشونت در دانشگاه‌های ایران به‌ویژه در دانشگاه تهران به اوج خود رسیده و چند تن کشته و صدها نفر مجروح شده و این سرآغاز رویدادی شد که ازآن به عنوان «انقلاب فرهنگی» یاد می‌شود. روز دوم اردیبهشت حکم شورای انقلاب در دانشگاه تهران توسط بنی‌صدر ابلاغ شد که تعطیلی دانشگاه‌ها به‌مدت بیشتر از دو سال و اخراج صدها تن از استادان و دانشجویان دگراندیش را در پی داشت.

#### سرنوشت مطبوعات و آزادی بیان
در اوت سال ۱۹۷۹ (مرداد ۱۳۵۸)، روزنامه آیندگان تعطیل شد و در ۲۰ اگوست همان سال نیز چهل و یک نشریه ممنوع‌الانتشار شدند. با وجود آن‌که آزادی بیان یکی از محورهای اعتراضات زمان انقلاب بود، به‌زودی معلوم شد که این آزادی بیان شامل انتقاد از نظام نمی‌شود. هرکسی که به مخالفت برمی‌خواست یا علیه اعمال کمیته‌های انقلاب اسلامی سخنی می‌گفت قربانی همان کمیته‌های انقلاب می‌شد. در ۱۷ خرداد ۱۳۶۰ رضا صدر مدیر روزنامه میزان به‌دلیل درج دو مقاله «میثاق» و «از تا خط» به جرم نشر اکاذیب و تشویش اذهان عمومی بازداشت شد و روزنامه میزان نیز توقیف شد.

#### عکس العمل‌های عمومی
به‌طور آشکاری شیفتگی مردم نسبت به نظام روزبه‌روز کاهش می‌یافت به‌طوری‌که ۲۰۴۰۰۰۰۰ شرکت‌کننده در رفراندم ۱۲ فروردین به ۱۴میلیون در اولین انتخابات ریاست جمهوری اسلامی در ژانویه ۱۹۸۰ کاهش یافت و این تعداد شرکت‌کننده در اولین انتخابات مجلس شورای ملی در مارس ۱۹۸۰ به ۶میلیون و صدهزار نفر رسید. اما، مجدداً در انتخابات ریاست‌جمهوری که در مرداد ۱۳۶۰ و مهر ۱۳۶۰، در شرایط جنگ ایران و عراق و حذف احزاب سیاسی مخالف رخ داد، مشارکت به‌ترتیب به ۱۴٫۵میلیون نفر(۶۴٫۲٪) و ۱۶٫۸میلیون نفر (۷۴٫۲٪) رسید.

### برپایی قوانین اسلامی
پس از انقلاب، مشروبات الکلی ممنوع شد. همچنین جداسازی زنان از مردان در مدارس، استخرها، مناطق ساحلی به مرحله اجرا درآمد. همچنین محدودیت‌هایی برای پخش موسیقی در رادیو و تلویزیون مقرر شد.
پس از فرمان خمینی مبنی بر پوشش کامل برای زنان، در روز جهانی زنان هشتم مارس یا ۱۷ اسفند ۱۳۵۷ تظاهرات زنان بدون حجاب در اعتراض به حجاب اجباری در تهران برگزار شد.

## بینش‌ها و گرایش‌ها
انقلاب ۱۳۵۷ ایران نخستین انقلابی است که اسلام‌گرایی و بنیادگرایی اسلامی را در منطقه به پیروزی رساند. در این انقلاب ایدئولوژیهای مختلفی نظیر سوسیالیسم، و ناسیونالیسم نیز مشارکت داشتند.
انقلاب ایران به‌اندازه انقلاب فرانسه آرمان‌های آزادی‌خواهانه و لیبرال نداشت. مشکل عمده انقلابیون با محمدرضا شاه کمبود آزادی‌ها نبود. برعکس، مشکل اصلی اغلب آن‌ها، همان مقدار آزادی‌های اجتماعی، مدنی و مذهبی‌ای بود که در دوران شاه وجود داشت. به‌هرحال رگه‌هایی از آرمان‌های لیبرال در میان برخی گروه‌ها و شاخه‌هایی که در انقلاب سال ۵۷ شرکت کرده بودند دیده می‌شد، ولی این آرمان‌ها در حاشیه قرار داشتند و بخش غالب گفتمان انقلاب ۵۷ نبودند.
جزوه‌ها و نشریات به‌جامانده از گروه‌های انقلابی نشان می‌دهد که اغلب آرمان‌های انقلاب اغلب الهام‌گرفته از اندیشه‌های چپ و اسلام‌گرایانه بود.

## ماهیت انقلاب ۱۳۵۷ ایران
به گفته ایلین شولینو خمینی در انقلاب ایران مظاهر متفاوتی برای انقلابگران داشت او برای روشنفکران و لیبرال‌های ملی نماد یک دموکرات، برای روحانیون یک رهبر باتقوا، برای بازاریان و تجار یک فرد معتقد به اقتصاد بازار آزاد (و غیروابسته به دولت)، برای طیف چپ و کارگران نماد عدالت اجتماعی، برای خانواده‌ها نماد ارزش‌های اصیل، و برای کل کشور نماد وحدت و استقلال را داشت. در ایران حتی بخش مهمی از روشنفکران لائیک و چپ نیز خود را با خمینی همسو می‌دیدند.
فریدون هویدا، برادر امیرعباس هویدا معتقد است، آمیزه‌ای که از مذهب و نیروی جوانان در ایران به‌وجود آمد، سر سقوط شاه بود. ویلیام شوکراس، وقایع‌نگاری که روزهای پایان عمر محمدرضا پهلوی را در کتابی تحت عنوان «آخرین سفر شاه» به رشته تحریر درآورده‌است، انقلاب ایران را یک قیام گسترده مردمی و اسلامی می‌دانست. ویلیام سالیوان، سفیر آمریکا در ایران، انقلاب ایران را انقلابی عمیقاً مذهبی ارزیابی می‌کرد. آنتونی پارسونز سفیر انگلستان نیز، در جای‌جای خاطراتش مخالفان عمده را جوانان مذهبی و ماهیت انقلاب را اسلامی می‌دانست او معتقد بود که هیچ‌یک از گروه‌های دیگر مخالف را یارای مقابله با قدرت رهبری خمینی نبود. جیمی کارتر یک سال قبل از پیروزی انقلاب (آذر ۱۳۵۶) و در جریان سفر شاه به آمریکا، در ملاقاتی خصوصی به شاه گوشزد نمود که منشأ خطر، رهبران مذهبی هستند. سایروس ونس وزیر امورخارجه وقت آمریکا معتقد بود مغناطیسی که گروه‌های مختلف ناراضی را به دور خود جمع کرد، اپوزیسیون مذهبی بود. ولادیمیر کوزیچکین، مسئول ارشد کاگ‌ب در ایران نیز فصلی از کتاب خود را «خمینی رهبر» نام نهاده و ماهیت انقلاب ایران را اساساً اسلامی و مذهبی می‌داند.
با این‌حال، معدودی از تحلیلگران و کارشناسان مانند مارک داونز، اگرچه اپوزیسیون علیه شاه را در جریان انقلاب اسلامی، دارای رنگ و بوی مشخصا اسلامی می‌دانند، اما اسلام را تنها ایدئولوژی حاضر در انقلاب نمی‌دانند. اینان گروه‌هایی مانند مارکسیست‌ها، کمونیست‌ها، لیبرال‌ها، و گروه‌های دیگر غیر اسلامی نیز از نیروهای مؤثر در انقلاب می‌دانند. نویسندگان دیگری نیز همچون هاله افشار تشکیل یک «ائتلاف» و «اتحاد موقت ناسازگار» در جریان انقلاب را (میان نیروهای مذهبی و سایر نیروها) صرفاً برای مقاومت و براندازی شاه قلمداد کرده، و نه به عنوان صرفاً تأییدی بر یک دولت اسلامی پس از انقلاب.
علاوه بر افراد فوق، معدودی از کارشناسان مسائل ایران نیز معتقدند که انقلاب اسلامی، حداقل در آغاز انقلابی اسلامی نبوده‌است. گری سیک به عنوان یکی از آگاه‌ترین کارشناسان سیاسی آمریکا در مسائل ایران در کتاب معروف خود «همه سقوط می‌کنند» (All Fall Down) می‌نویسد:
در ایران هدف اولیهٔ نیروهای مخالف، سرنگونی رژیم سلطنتی و استقرار جمهوری اسلامی نبود. بسیاری از کسانی که در آغاز این حرکت در تظاهرات خیابانی شرکت کردند و موج اولیهٔ انقلاب را به‌وجود آوردند، به اجرای قانون اساسی سال ۱۹۰۶ راضی بودند.

## تأثیرات انقلاب ۱۳۵۷

### تأثیر بر طبقات اجتماعی ایران
در جریان انقلاب ۱۳۵۷ و دهه اول پس از آن، به‌دلیل مخالفت آن با نظم سرمایه‌داریِ پیش از انقلاب، اقتصاد ایران دچار درون‌تابی ساختاری شد. وجوه مشخصه این دوره اختلال گسترده در فرایند تولید و انباشت سرمایه و برهم‌خوردن مناسبات تولید سرمایه‌دارانه بود که این، به نوبه خود موجب «پرولتاریازدایی» اقتصاد شهری، دهقانی شدن کشاورزی و افزایش شدید فعالیت‌های خدماتی کوچک شد. میانگین نرخ رشد سالانه که طی سال‌های ۱۳۴۵ تا ۱۳۵۵ برابر با ۱۳٫۲٪ بود در دوره ده‌ساله بعدی (۱۳۵۵ تا ۱۳۶۵) به ۰٫۷٪ کاهش یافت. در طی همین دوره نسبت خرده بورژوازی به کل نیروی کار شاغل ایران، از ۳۱٫۹٪ به ۳۹٫۹٪ بسط یافت و نسبت طبقه کارگر به کل نیروی کار شاغل کشور، از ۴۰٫۲٪ به ۲۴٫۶٪ کاهش پیدا کرد. طبقه کارگر ایران در این دوره به صورت مطلق نیز کوچک شده و جمعیت آن از ۳٬۵۳۵٬۰۰۰ نفر به ۲٬۷۰۲٬۰۰۰ نفر کاهش یافت.
تعداد سرمایه‌داران از ۱۸۲ هزار نفر (۲٫۱٪ نیروی کار شاغل) در سال ۱۳۵۵، به ۳۴۱ هزار نفر (۳٫۱٪ نیروی کار شاغل) در سال ۱۳۶۵ افزایش یافت. این بسط دو ویژگی عمده داشت: نخست این‌که تنها شامل سرمایه‌داران سنتی می‌شد و تعداد سرمایه‌داران مدرن حتی کاهش یافته بود. دوم این‌که این روند با کاهشی قابل‌توجه در میانگین اندازه بنگاه‌های تولیدی همراه بود. به‌طوری‌که میانگین تعداد کارگران به ازای هر سرمایه‌دار از ۱۶٫۳ در سال ۱۳۵۵، به ۵٫۳ در سال ۱۳۶۵ کاهش پیدا کرد.
به‌نوشته فرد هالیدی یکی از پیامدهای این انقلاب، به وجود آمدن یک طبقه حاکم بود که از نظر اقتصادی، تحصیلی و حتی خانوادگی با هم پیوندهای نزدیکی داشتند.

#### یک موقعیت از دست رفته
انقلاب و جنگ ـ با وجود همه دشواری‌ها و هزینه‌ها ـ می‌توانست اخلاقیات اجتماعی را متحول کند، روحیه همبستگی جمعی و تعاون را گسترش دهد، زیست اجتماعی مبتنی بر دادگری و مهرورزی و رهایی را اعتلاء دهد و ارزش‌های معنایی و رفتاری ایجاد کند. اما عواملی مانند تحجر، انحصارگرایی، خودمحوری و خلط قلمروها، مانع از این شد. ضمن این‌که، تمامیت‌خواهی نهادمندشده بزرگ‌ترین عامل مسئله‌ساز بود.

### اثر انقلاب بر اقتصاد ایران

#### مصادره‌ها
ببینید: مصادره اموال پس از انقلاب ۱۳۵۷ ایران
به ویژه با تصویب «قانون حفاظت و توسعه صنایع ایران»، بخش مهمی از اقتصاد خصوصی ایران شامل اموال، کارخانجات و صنایع بزرگ مربوط به ۵۳ صاحب سرمایه و صنعت مصادره شد و اقتصاد ایران وارد مرحله جدیدی به نام «دولتی‌سازی» شد. پی‌آمد این مصادره‌ها، از یک‌سو، فرار بسیاری از کارآفرینان، سرمایه‌داران و تجار ایرانی به خارج کشور بود، و از سوی دیگر، شکل‌گیری نهادِ بنیاد مستضعفان بر پایه املاک مصادره‌ای به عنوان یکی از مهم‌ترین و پردرآمدترین نهادهای اقتصادی ایران بود. در سال ۱۳۹۸ درآمد این بنیاد ۳۶ هزار میلیارد تومان بوده‌است. در سال‌های بعد، بخش‌هایی از اموال مصادره شده نیز به بنیاد شهید و ستاد اجرایی فرمان رسیده‌است. مصادره‌ها اگر چه به دست دادگاه انقلاب انجام می‌شد، اما در جامعه نیز مورد حمایت و دارای نظریه‌پردازانی در میان گروه‌ها و روشنفکران به‌ویژه مارکسیستی و سوسیالیستی تحت عنوان‌های «عدالت‌خواه» بود که نگاه منفی به سرمایه‌داران و کارآفرینان داشتند و به دنبال سلب مدیریت خصوصی بودند.
این مصادره‌ها بخش بزرگی از اقتصاد ایران را تحت مالکیت بنیادها قرار داد که گزارش عملکرد مدیریتی و سود و زیان یا حتی میزان حقوق پرسنل خود را به دولتها نمی‌دهند و تنها در برابر رهبر پاسخگو هستند. این امر اقتصاد ایران را غیرقابل کنترل توسط دولتها کرد و عملاً باعث شد دولتها نتوانند برنامه‌های اقتصادی خود را اجرا کنند.
عباس میلانی در مصاحبه ای گفت: این عمل باعث خروج گسترده سرمایه از کشور و در دراز مدت به تبع آن خروج سرمایه فکری از کشور شد و ایران شروع کرد به از دست دادن توانایی‌های اقتصادی خود. وی مصادره‌ها را حماقت تاریخی خواند. محسن سازگارا می‌گوید: من در سازمان گسترش صنایع بودم و به‌فاصله شش ماه در عمل و عینی دیدم که این‌ها حرف مفت است که دولت را بکنیم سهامدار و از دست مردم بگیریم. صنعت نیاز به بخش خصوصی و رقابت آزاد داره.. قبلاً در چین و هند و شوروی این شده بود.. اقتصاد دولتی و خودکفایی ملی.. همه شکست خورد. از نتایج آن ایجاد بنیاد مستضعفان و ستاد اجرایی فرمان که کنترل این اموال را در دست دارند به سازمان‌هایی عریض و طویل تبدیل شده‌اند که فقط به شخص رهبر پاسخگو هستند. رویترز ۲۰۱۳ در گزارشی بنام امپراتوری رهبر ایران فقط دارایی‌های ستاد اجرایی فرمان را ۹۵میلیارد دلار تخمین زد.

#### مقایسه با کشورهای مشابه
اقتصاد ایران پس از انقلاب بسمت مالکیت دولتی و نیمه دولتی رفت. از جمله مالکیت‌های متعلق به سپاه پاسداران و بنیادها در آن قابل توجه هستند.
تولید ناخالص ملی ایران از ۹۰٫۳۹ بیلیون دلار در سال ۱۹۷۹ به ۲۳۱٫۵ بیلیون دلار در ۲۰۲۱ میلادی رسیده‌است. در مدت مشابه تولید ناخالص ملی ترکیه از ۸۹٫۳۳ بیلیون دلار به ۸۱۵ بیلیون دلار رسیده‌است. درآمد سرانه یک ایرانی از ۲۴۲۷ دلار در سال ۱۹۷۹ به ۲۷۵۶ دلار در ۲۰۲۱ رسیده‌است درحالی‌که درآمد سرانه یک ترکیه ای از ۲۰۷۷ دلار در سال ۱۹۷۹ به ۹۰۷۶ دلار در ۲۰۲۱ رسیده‌است. درآمد سرانه یک مصری از ۴۲۶ دلار در سال ۱۹۷۹ به ۳۸۷۶ دلار در ۲۰۲۱ رسیده‌است. برای فرد عربستانی این رقم از ۱۲۲۴۱ دلار در ۱۹۷۹ به ۲۳۵۸۵ دلار در ۲۰۲۱ می‌باشد.
ارزش پول ایران پس از انقلاب به‌شدت کاهش یافت. در حالی که در ۱۵ مارس ۱۹۷۸، ۷۱٫۴۶ ریال برابر با یک دلار آمریکا بود، در ۲۸ دسامبر ۲۰۲۲ یک دلار به ۴۴۰۰۰۰ ریال رسید.
سازمان شفافیت بین‌الملل در سال ۲۰۱۴ ایران را در بین ۱۷۵ کشور در رتبه ۱۳۶ از نظر شفافیت (یعنی عدم فساد) قرار داد. و جمهوری اسلامی ایران در رتبه ۱۳۰ از ۱۸۹ کشور مورد بررسی در گزارش انجام تجارت ۲۰۱۵ بانک جهانی قرار گرفت.

### تأسیس بنیادها
ببینید: اقتصاد ایران در دوره جمهوری اسلامی
ببینید: نهادهای عمومی غیردولتی در ایران
پس از انقلاب بنیادهایی تأسیس شدند که املاک، کارخانه‌ها، کشت و صنعتها، هتلهای مصادره شده از سرمایه داران بخش خصوصی و مسئولان حکومت شاه را در دست گرفتند. این بنیادها بیشتر اقتصاد ایران را در دست دارند و این اقتصاد را به یک اقتصاد خاص یا اقتصاد شبه دولتی تبدیل کرده‌اند که نمی‌توان آن را دولتی خواند چون در اقتصادهای دولتی کشورهای کمونیستی، دولت توانایی اخذ اطلاعات و کنترل مراکز اقتصادی را دارا می‌باشد درصورتیکه در اقتصاد ایران دولتها توانایی نظارت بر فعالیتهای بنیادها و اخذ اطلاعات و گرفتن مالیات را ندارند و این باعث می‌شود عملاً دولتها از برنامه‌ریزی اقتصادی برای کشور عاجز باشند زیرا بخش عمده ای از اقتصاد عملاً به اختیار خود عمل می‌کند.
بخش‌های اقتصادی در ایران، شامل بخش دولتی، خصوصی و تعاون هستند. علاوه بر این‌ها نهادهایی هم وجود دارند که خارج از این چارچوب فعالیت می‌کنند و قانون نام «نهاد عمومی غیردولتی» را به آن‌ها داده‌است. بر اساس قانون محاسبات عمومی، مؤسسه و نهاد عمومی غیردولتی، سازمانی است که با اجازه قانون و برای انجام وظایف و خدماتی که جنبه عمومی دارند، تشکیل می‌شود.
نهادهای زیر نظر رهبر جمهوری اسلامی از معافیت مالیاتی برخوردارند از جمله آستان قدس رضوی که با دستور خمینی، از پرداخت مالیات معاف شده و خامنه‌ای نیز تأکید کرده که این نهاد نباید مالیات پرداخت کند.. در انتخابات ریاست‌جمهوری سال ۹۶ که ابراهیم رئیسی، تولیت آستان قدس، یکی از نامزدهای انتخابات بود، موضوع پرداخت نکردن مالیات آستان قدس رضوی انتقاد حسن روحانی و مقامات دولت او را به دنبال داشت.
در سال ۱۳۹۸ تخمین زده شده بود که حدود شصت درصد از ثروت ملی ایران فقط در اختیار چهار نهاد «ستاد اجرایی فرمان»، «قرارگاه خاتم النبیاء»، «آستان قدس رضوی» و «بنیاد مستضعفان» بوده‌است که هیچ‌یک از آن‌ها ارتباطی با دولت و مجلس شورای اسلامی ندارند.

#### بنیاد مستضعفان
بنا به فرمان سید روح‌الله موسوی خمینی خطاب به شورای انقلاب، در تاریخ ۹ اسفند ۱۳۵۷ با اموال مصادره شده خانواده محمدرضا پهلوی، خانواده، وابستگان آن‌ها و کارخانه‌داران و بازرگانان ایران، با اعلام هدف «کمک به فقرا و نیازمندان»، بنیان‌گذاری و در ۳ مرداد ۱۳۵۸ با شماره ۱۹۸۳ در اداره کل ثبت شرکت‌ها، به صورت یک مؤسسه غیرانتفاعی و دارای تابعیت ایرانی، ثبت گردید. در سال ۱۳۶۷ به بنیاد مستضعفان و جانبازان تغییر نام داد و در سال ۱۳۸۸ در پی تفکیک بخش جانبازان و شکل‌گیری بنیاد شهید و امور ایثارگران، با تغییر نام به فرم کنونی، به فعالیت‌های خود ادامه داد. بنیاد مستضعفان هم‌اکنون (۱۳۹۷) مالکیت ۱۸۹ شرکت و مؤسسه همچون: بانک سینا، بنیاد علوی، بیمه سینا و شرکت نفت بهران را در اختیار دارد. در سال۱۳۹۵، درآمد بنیاد مستضعفان بیش از ۲۸ هزار میلیارد تومان و سود خالص آن بالغ بر ۳ هزار میلیارد تومان بوده‌است (با دلار ۳۰۰۰ تومانی می‌شود حدود ۹ میلیارد دلار درآمد). بنیاد با سپاه پاسداران انقلاب اسلامی در ارتباط بوده و حتی اعضای اصلی و مرکزی آن را پاسداران تشکیل می‌دهند. بنیاد در ۱۸ نوامبر ۲۰۲۰ توسط وزارت خزانه‌داری آمریکا تحریم شد. بنیاد مستضعفان از لحاظ حقوقی، نه شرکتی دولتی محسوب می‌شود و نه خصوصی؛ بلکه موسسه‌ای ناسودبر است، که دولت اجازه دخالت در امور آن را ندارد و در قبال عملکردش، تنها می‌بایست به رهبر جمهوری اسلامی پاسخ‌گو باشد.

#### ستاد اجرایی فرمان
در ششم اردیبهشت سال ۱۳۶۸، خمینی با حکمی به حبیب‌الله عسگراولادی، مهدی کروبی و حسن صانعی برای در اختیار گرفتن همه وجوه و اموال مجهول‌المالک بلاصاحب، ارث بلاوارث و اموالی که بابت تخمیس و خروج از ذمه و اجرای اصل ۴۹ قانون اساسی و دیگر قوانین، در اختیار ولی فقیه قرار گرفته‌است، ستاد اجرایی فرمان آغاز به کار کرد. نام‌بردگان از طرف نخستین رهبر جمهوری اسلامی، اختیار داشتند تا هرگونه صلاح می‌دانند در تمامی ابعاد فروش، نگهداری و اداره آن‌ها اقدام کرده یا قسمتی از این اختیارات را به وزارت امور اقتصادی و دارایی واگذارند. این ستاد طی این حکم موظف شد همه درآمدهای حاصل را در موارد مقرره شرعیه، بنیاد شهید، بنیاد پانزده خرداد، بنیاد مسکن، کمیته امداد، سازمان بهزیستی، طرح شهید رجایی و بنیاد جانبازان انقلاب اسلامی و مواردی از این دست مصرف‌کند. همچنین اموال اعضای اقلیت‌های مذهبی، بازرگانان و ایرانیان مقیم خارج از کشور را نیز توقیف کرده‌است. این نهاد امروزه همچنان به مصادره دارایی‌های زندانیان سیاسی و عقیدتی و اختلاس‌گران می‌پردازد و در زمینه مدیریت این دارایی‌ها نیز فعالیت می‌کند. رویترز در سال ۲۰۱۳ دارایی‌های ستاد اجرایی را بالغ بر ۹۵ میلیارد دلار اعلام کرد. این سازمان به مرکز اصلی قدرت اقتصادی در ایران تبدیل شده‌است. دارایی‌های آن شامل مقادیر زیادی املاک و ۳۷ شرکت هستند که تقریباً همه بخش‌های صنعت ایران، از جمله امور مالی، نفت و مخابرات را پوشش می‌دهند. در حالی که حساب‌های (مربوط به پول‌شویی) آن حتی برای مجلس شورای اسلامی ایران نیز محرمانه است. در ۴ ژوین ۲۰۱۳، وزارت خزانه‌داری ایالات متحده آمریکا این سازمان و برخی از دارایی‌های شرکت‌های وابسته را تحریم کرد و از این ستاد به عنوان «شبکه عظیمی از شرکت‌های اصلی که به نمایندگی از علی خامنه‌ای رهبری ایران دارایی‌ها را مخفی و پولشویی می‌کند» یاد کرد. شرکت‌هایی که به ستاد اجرایی فرمان وابسته‌اند در زمینه‌هایی چون ارائه خدمات مالی و بانکداری، املاک و مستغلات، صنعت نفت، مخابرات و دامپروری فعال می‌باشند. این ستاد بخشی از هزینه‌های دفتر رهبری را می‌پردازد. تحریم این ستاد از سوی وزارت خزانه‌داری آمریکا به دلیل سرکوب مخالفان در ۱۳ ژانویه ۲۰۲۱ تمدید شد.

#### بنیاد پانزده خرداد
بنیاد پانزده خرداد یکی از نهادهای خدماتی است که در سال ۱۳۶۰ در پیِ فرمان روح‌الله خمینی برای رفع محرومیت و برطرف کردن مشکلات اقتصادی خانواده‌های شهدا، جانبازان و ایثارگران انقلاب اسلامی تشکیل شد. بخشی از صنایع و کارخانه‌های مصادره شده کارآفرینان در انقلاب ۱۳۵۷ به این بنیاد واگذار شده‌است. در سال ۱۳۶۴ بنیاد پانزده خرداد همچنین مجوز استفاده یا فروش بخشی از اراضی شهری مصادره شده را به دست آورد. این بنیاد نیز یکی از سازمان‌های زیر نظر رهبر می‌باشد. گروه صنعتی سپنتا (و ۷ شرکت زیرمجموعه‌اش) تولیدکننده لوله و پروفیل فولادی، شرکت صنایع فلزی ایران در صنایع فولادی، شرکت پاکینه‌شوی (تولیدکننده مواد شوینده و بهداشتی) و شرکت تولی‌پرس، شرکت تولید دارو و شرکت غذایی کیوان بسیاری از شرکتهای بزرگ و متوسط دیگر، زیر نظر این بنیاد به فعالیت خود ادامه می‌دهند. از جمله آن‌ها عبارتند از: معدنی سجاد، نوآور، توسعه باغات سبز و صنایع جانبی، صنعتی و سرمایه‌گذاری سپنتا (صنعتی سپنتا)، صنعتی و تولیدی آلومرول، گروه صنعتی نقش ایران، دفتر خدمات مسافرتی ایرانتور (ایران تور)، شیمی دارویی ریحانه اصفهان، تولیدات پتروشیمی قائد بصیر، مؤسسه صندوق قرض الحسنه ایسار بنیاد، بازرگانی تعاهد وحدت، سرمایه‌گذاری البرز، کارخانجات پارس ماشین، کشت و صنعت پیاذر، لاله‌های خرداد (کشت و صنعت لاله‌های ۱۵ خرداد)، تجارتی پایور ایران، افشره، کی.بی. سی، کامپیوتر البرز، تکنو صنایع، پخش البرز، البرز دارو، ایران دارو، مهنام، ویتانا، تولید فرآورده‌های شیمیائی ایران، تولیدی سولفاتیک، تولیدی سولفات شاهد اراک، داروسازی سبحان، فرآورده‌های شیمی درمانی سبحان، صنایع بسته‌بندی البرز از شرکتهای این بنیاد هستند. در ۸ تیرماه ۱۴۰۰ از سامانه جامع خدمات بنیاد رونمایی شد. فعالیت در حوزه فرزندآوری و افزایش جمعیت، کمک به درمان ناباروری ۱۰ هزار زوج جوان، کمک به درمان کودکان دارای مشکل شنوایی و حمایت از تولد فرزند چهارم (باشگاه +۳) از فعالیت‌های دوره جدید می‌باشد. به گفته مصطفی سید هاشمی، رئیس هیئت مدیره بنیاد ۱۵ خرداد، تا تاریخ ۸ تیر ۱۴۰۰ از ۶ هزار و ۵۰۰ زوج نابارور حمایت و ۸۰۰ نوزاد به دنیا آمده‌اند. از دیگر اقدامات بنیاد ۱۵ خرداد، حمایت از خانواده‌های صاحب فرزندان سه قلو و چهارقلو و بالاتر می‌باشد. ارائه خدمات معیشتی و اقتصادی به جامعه با تأسیس بیش از ۲۰۰ شعبه بنیاد در سراسر کشور و تأمین مایحتاج آنان به خصوص در زمینه کالاهای اساسی با نازلترین قیمت و در بسیاری از موارد به صورت بلاعوض و کمک به ویژه در طول جنگ ایران و عراق؛ تأسیس سد عظیم پانزده خرداد (بزرگ‌ترین سد خاکی ایران) به امر خمینی برای تأمین آب شرب و کشاورزی شهر قم و روستاهای اطراف، احداث تعداد ۳۰۰۰ باب مدرسه در مناطق محروم و روستایی کشور، احداث صدها باب خانه بهداشت در مناطق محروم و ایجاد ساختمان دانشگاه و کتابخانه و جاده و خوابگاه دانشجویی واحدهای بزرگ و متوسط صنعتی در حوزه‌های پتروشیمی و دارویی و همچنین ایجاد و احداث باغها و احداث مجتمع‌های کشاورزی اشاره کرد. در زمستان ۱۳۹۴ با توجه به مشکلات زندگی و تحصیلی دانشجویان دختر و آسیب‌های متعددی که متوجه آنان بود، طرحی شامل ساخت و بهره‌برداری از مجموعه خوابگاه‌های دانشجویی دخترانه توسط این بنیاد کلید خورد. این طرح، شامل حدود ۱۵ خوابگاه دانشجویی دخترانه با ظرفیت بیش از ۴۰۰۰ تخت خوابگاهی در مناطق کمتر برخوردار کشور با تأمین اعتبار به میزان بیش از ۲۰۰ میلیارد تومان در حال احداث می‌باشد. از دیگر اقدامات این بنیاد، فعالیت در حوزه سلامت همانند «حمایت از بیماران صعب‌العلاج و مبتلا به سرطان»؛ و همچنین گردآوری و انتشار کتاب «پانزده خرداد، شصت سال بعد» (با مشارکت سازمان اسناد و کتابخانه ملی)، انتشار ده‌ها آثار، از حمله تألیفی بنام «طلایه» و دیگر فعالیتها است. اعلام جایزه چندمیلیون دلاری برای قتل سلمان رشدی در پی انتشار بیانیه‌ای برای محکوم کردن دست‌اندرکاران فیلمی که به پیامبر اسلام اهانت داشت، از جمله اقدامات این بنیاد در دوران مدیریت صانعی است. وزارت خزانه‌داری ایالات متحده آمریکا در ۶ آبان ۱۴۰۱ بنیاد ۱۵ خرداد را به‌دلیل تشویق به ترور سلمان رشدی، نویسنده هندی‌تبار بریتانیایی-آمریکایی، از طریقِ تعیین جایزه، تحت تحریم قرار داد.

#### کمیته امداد خمینی
کمیته امداد

#### کمیته امداد
کمیته امداد به دستور خمینی، در ۱۴ اسفند ۱۳۵۷، بنیان‌گذاری شد. هدف رسمی از بنیان‌گذاری این نهاد، پشتیبانی از محرومان و مستضعفان و توانمندسازی آن‌ها اعلام شده‌است. در تاریخ ۲۰ خرداد ۱۳۶۶ و پس از گذشت حدود ۱۰ سال از فعالیت این نهاد انقلابی اولین اساسنامه کمیته امداد به منظور ایجاد تشکیلات مناسب و برنامه‌ریزی تهیه و توسط خمینی تأیید گردید. از سال ۱۳۶۸، کمیته امداد با اجازه‌گیری از رهبر جمهوری اسلامی و فتواهایی از سوی چند مرجع تقلید، کار گردآوری و هزینه‌کردن زکات را شروع کرد. ستاد احیای زکات در سال ۱۳۷۵، در سازمان برنامه و بودجه ایجاد شد و در سال ۱۳۸۳ نیز کارش به کمیته امداد واگذار گردید. در آبان ۱۳۹۰، مجلس ایران «طرح زکات» را به شکل رسمی به یک قانون تبدیل کرد تا قدرت بیشتری به کمیته واگذار شود.

#### بنیاد شهید
بنیاد شهید انقلاب اسلامی در ۲۲ اسفند ۱۳۵۸ بر اساس فرمان سید روح‌الله خمینی که شامل ۱۰ بند بود و به ریاست مهدی کروبی، برای رسیدگی به وضعیت خانواده‌های جان‌باختگان و نیز رسیدگی به امور معلولان و آسیب‌دیدگان در خلال درگیری‌های پراکنده در سال ۱۳۵۷ تا زمان وقوع انقلاب، تشکیل شد.

#### سازمان تبلیغات اسلامی
سازمان تبلیغات اسلامی در اول تیرماه سال ۱۳۶۰ به عنوان نهادی مستقل، منسجم و وابسته به ولایت فقیه، تحت نام «نهاد شورای عالی تبلیغات اسلامی» با هدف پرداختن به امور تبلیغات ایجاد گردید. در سال ۱۳۶۲ همه دارایی‌های عبدالرحیم جعفری شامل انتشارات امیرکبیر با امضای یک صلح‌نامه در دادگاهی به ریاست محمدی گیلانی، به سازمان تبلیغات اسلامی واگذار شد. در سال ۱۳۶۴، سید روح‌الله خمینی پاسخ مثبت به نامه جنتی برای اختصاص بخشی از اموال مصادره‌ای اوایل انقلاب اسلامی به سازمان تبلیغات داد. این نهاد در ۱۴ فروردین ۱۳۶۸ به دستور سید روح‌الله خمینی، نام خود را به «سازمان تبلیغات اسلامی» تغییر داد. در سال ۱۳۹۴ نیز، در پی حکم دادگاه، انتشارات خوارزمی نیز به سازمان تبلیغات اسلامی رسید. عبدالرحیم جعفری در این مورد می‌گوید: «سازمان تبلیغات هیچ سندی در اختیار ندارد و بی‌خودی خوارزمی را گرفته‌است، اگرچه من از چهل سال پیش خرده خرده سهام خوارزمی را خریده بودم و همه خوارزمی مال من بود، سازمان تبلیغاتی‌ها با اطلاع از این موضوع همیشه نسبت به مالکیت انتشارات خوارزمی ادعا داشتند ولی هیچ سند محکمه پسندی برای این ادعا در اختیار نداشتند.» او در نهایت می‌گوید که «من دیگر ول کردم، چون دیگر شرایط‌م اجازه نمیٰ‌دهد و توانش را ندارم. من بیش از ۳۰ سال تلاش کردم ولی آقایان زورشان از من بیشتر است.»

#### دفتر تبلیغات اسلامی حوزه علمیه قم
ببینید: دفتر تبلیغات اسلامی حوزه علمیه قم

#### بنیاد مسکن انقلاب اسلامی
ببینید: بنیاد مسکن انقلاب اسلامی

#### مرکز خدمات حوزه‌های علمیه
ببینید: مرکز خدمات حوزه‌های علمیه

#### جامعه المصطفی (ص) العالمیه
ببینید: جامعه المصطفی (ص) العالمیه

#### قرارگاه خاتم الانبیاء
ببینید: قرارگاه خاتم الانبیاء

#### بنیاد پانزده خرداد
بنیاد پانزده خرداد برای خدمت رسانی به خانواده کشتگان تظاهرات ۱۵ خرداد ۱۳۴۲ تأسیس شد. این بنیاد بودجه دولتی نداشته و سرمایه اولیه آن از وجوهات شرعی مانند اموال مصادره‌ای که خمینی به آن اختصاص داده بود، تأمین می‌شد. بنیاد با در اختیار داشتن شماری از واحدهای تولیدی و تعاونی‌های مصادره ای بودجه تأمین می‌کند. در واقع این بنیاد، مکمل بنیاد شهید انقلاب اسلامی بود و وظایفی چون تولید و توزیع کالا بین قشرها ایثارگر جامعه را برعهده داشت و در کنار آن به فعالیت‌هایی چون: ایجاد انجمن فرهنگی ـ ادبی پانزده خرداد، جمع‌آوری اسناد و مدارک قیام پانزده خرداد ۱۳۴۲، برگزاری بزرگداشت پانزده خرداد را مدیریت می‌کرد.

### اثر انقلاب بر سیاست خارجی ایران
در سالهای نخستین تأسیس جمهوری اسلامی، ایده «صدور انقلاب» و حمله عراق، انزوایی گسترده را برای ایران در منطقه و جهان به همراه آورد که در تاریخ مدرن کشور سابقه نداشت. از اعراب خلیج فارس که وحشت‌زده از طرح‌های ناکام کودتا، انفجارهای گاه و بیگاه و کشف خانه‌های تیمی چریک‌های شیعه، رژیم تهران را دشمن شماره یک خود تلقی می‌کردند، تا آمریکا که زخم گروگانگیری دیپلمات‌هایش، هنوز تازه بود، همه خیلی زود بعد از سرنگونی شاه به یک موضع واحد رسیده بودند: که آبشان با جمهوری اسلامی به یک جوی نمی‌رود. مارک گازیوروسکی می‌گوید: «ایران، نه فقط برای آمریکا و اروپا و بسیاری از کشورهای عربی، بلکه برای بسیاری از کشورهایی که اساساً برایشان مسئله اهمیت دارد، یک حکومت مطرود (pariah state) محسوب می‌شود. قبل از انقلاب این‌چنین نبود و ایران یک حکومت مطرود نبود. سیاست‌خارجی خصمانه و دشمن‌تراشی‌های جمهوری اسلامی یکی مهم‌ترین تفاوت‌های این دو دوره است.»
ایران، همچنان خارج از سازمان تجارت جهانی است، ارتباطی با نظام بانکی و شبکه مالی-اعتباری جهانی ندارد و از دسترسی به تکنولوژی‌های مهم محروم شده‌است. دهه‌ها تحریم، مجادلات لفظی روزانه با دشمنان منطقه‌ای و بین‌المللی، قطعنامه‌های بسیار در شورای امنیت، محکومیت‌های بین‌المللی سران جمهوری اسلامی در دادگاه‌های اروپایی، اتهامات بیشمار حمایت از تروریسم در مناطق مختلف جهان، بی‌اعتمادی قابل ملاحظه نسبت به تلاش‌های ایران برای افزایش نفوذ و قدرتش در منطقه، به بخش جداناپذیری از هویت نظام تبدیل شده‌اند. نظامی که دیگر مانند حکومت پهلوی، به آمریکا و غرب متکی نیست، اما جایی هم در دل «جامعه جهانی» ندارد.

#### اثر انقلاب ایران بر کشورهای عرب

##### فلسطینیان
رهبران ساف از پیروزی انقلاب ایران به وجد آمدند، زیرا سرنگونی نظام پهلوی به عنوان یکی از متحدان اسرائیل در خاورمیانه، نه فقط از تأثیر پیمان صلح کمپ دیوید در به هم زدن توازن قوا در منطقه کاست، بلکه ساف متحد قدرتمندی پیدا کرد. رهبران انقلاب در تهران از عرفات و همراهانش استقبالی گرم و بی‌سابقه به عمل آوردند و ایران روابط خود را با مصر قطع کرد. با شروع جنگ ایران و عراق سازمان آزادیبخش فلسطین نیز در ابتدا تلاش کرد میانجیگری کند، اما پس از ناکامی در این زمینه، در کنار عراق ایستاد. صلاح خلف (ابوایاد) که در ابتدای انقلاب ایران در تهران فریاد می‌زد: «امروز ایران، فردا فلسطین»، در میانه جنگ ایران و عراق اعلام کرد که شعار (راه قدس از کربلا می‌گذرد) به سخره گرفتن آرمان فلسطین است.

##### کشورهای عرب بلوک شرق
سوریه و لیبی و تا حدی الجزایر و یمن جنوبی از انقلاب ایران خشنود بودند

##### کشورهای عرب محافظه کار
پادشاهی‌های محافظه کار به ویژه مغرب، اردن و عربستان سعودی از ایده «صدور انقلاب» نگران بودند و آن را به معنای حمایت ایران از نیروهای اسلامگرای انقلابی به منظور ساقط کردن حکومتشان تلقی می‌کردند. ایجاد بخش حمایت از «جنبش‌های آزادیبخش» در سپاه نوپای پاسداران انقلاب، این تلقی را تشدید کرد. آنها ضمن ابراز حساسیت نسبت به جمعیت شیعه خود، برای حفظ امنیت خود به ایالات متحده آمریکا نزدیک شدند.

##### کشورهای عرب متمایل به غرب
جمهوری‌های سکولار و غربگرای همراه آنان در تونس، سودان و یمن شمالی که مورد حمایت غرب بودند، از انقلاب ایران نگران به نظر می‌رسیدند.

##### عراق
عراق که در بلوک شرق قرار داشت مخصوصاً پس از پیمان ۱۹۷۵، تصور بر این بود که از انقلاب ایران خوشحال باشد روابط پیچیده‌ای با انقلاب ایران پیدا کرد. ابتدا با شروع نا آرامیها خمینی را تحت فشار قرار داد تا اینکه او به فرانسه رفت. در ابتدا دولت عراق از پیروزی انقلاب ایران استقبال کرد ولی حکومت نوپای ایران، نوعی سیاست تبلیغاتی در مقابل عراق در پیش گرفت که صدام حسین آن را تحریک گروه‌های شیعه برای سرنگونی خود قلمداد کرد. خمینی از رهبران شیعه عراق به‌ویژه محمد باقر صدر خواست که در «سنگر جهاد» در مقابل فشارهای حکومت مقاومت کنند. پس از ترور طارق عزیز در دانشگاه بغداد نیروهای امنیتی عراق صدر و خواهرش را دستگیر و با شکنجه قتل رساندند. از آن پس، روابط به حدی تیره شد که حتی حمله گسترده ارتش عراق در شهریور سال ۱۳۵۹ امری غیرمنتظره به حساب نیامد.

#### اثر انقلاب ایران بر جهان اسلام
در جهان اسلام، به‌ویژه در سال‌های اولیه آن، انقلاب شور و شوق عظیمی را برانگیخت و مخالفت مضاعف با امپریالیسم، مداخله و نفوذ غربی را برانگیخت. شورشیان اسلامگرا در عربستان سعودی (۱۹۷۹)، مصر (۱۹۸۱)، سوریه (۱۹۸۲) و لبنان (۱۹۸۳) به پا خاستند.
در پاکستان، «مطبوعات تا حد زیادی نسبت به دولت جدید موافق بودند». احزاب اسلام‌گرا حتی مشتاق تر بودند. ولی ژنرال ضیاءالحق، که خود از سال ۱۹۷۷ در یک حرکت اسلامی سازی بود، از «پیروزی همزمان ایدئولوژی اسلامی در هر دو کشور ما» و این‌که «خمینی نماد شورش اسلامی است» صحبت می‌کرد. برخی از تحلیلگران آمریکایی خاطرنشان کردند که در این مرحله، نفوذ و اعتبار خمینی در پاکستان از خود ضیاءالحق بیشتر شده بود. پس از این‌که خمینی ادعا کرد آمریکایی‌ها پشت حادثه تصرف مسجدالحرام در سال ۱۹۷۹ هستند، دانشجویان معترض از دانشگاه قائد اعظم اسلام‌آباد به سفارت آمریکا حمله کردند و آن را به آتش کشیدند و گروگان‌هایی گرفتند. این بحران به سرعت توسط ارتش پاکستان خنثی شد، فردای آن روز، در برابر ۱۲۰ افسر ارتش پاکستان که در ایران بودند، خمینی گفت: «مایه خوشحالی است که… همه پاکستان علیه ایالات متحده قیام کرده‌است». و مبارزه آمریکا و ایران نیست بلکه «کل عالم کفر و جهان اسلام» است. به گفته یاروسلاو تروفیموف، روزنامه‌نگار، «افسران پاکستانی، که بسیاری از آن‌ها از دانشکده‌های نظامی غرب فارغ‌التحصیل شده بودند، به نظر می‌رسید که تحت تأثیر سخنان مست کننده قرار گرفته بودند.»
در نهایت حکومت جمهوری اسلامی به تأسیس حزب‌الله در لبنان و مجلس اعلای انقلاب اسلامی عراق کمک کرد.
در طرف دیگر دفتر، حداقل یکی از ناظران استدلال می‌کند که علیرغم تلاش‌ها و هزینه‌های زیاد، تنها کشورهایی که انقلاب در آن‌ها نفوذ پایدار داشته، لبنان و عراق هستند. برخی دیگر ادعا می‌کنند که جنگ ویرانگر ایران و عراق ایده صدور انقلاب را به‌شدت صدمه زد. برخی می‌گویند: تمرکز بر گسترش ایدئولوژی انقلاب اسلامی به‌جای داشتن سیاستی مبنی بر ملی‌گرایی، عمل‌گرایی، ایران را تضعیف کرد.

#### تأثیرات بر وضعیت خاورمیانه
رهبران انقلاب پس از پیروزی سیاست صدور انقلاب اسلامی ایران را اتخاذ کردند تا نمونه‌های مشابه آن را در ممالک اسلامی و حتی غیراسلامی محقق گردانند. این سیاست، صراحتاً و در زمان‌های مختلف توسط خمینی اعلام شده‌است.
ابتدا واحد نهضت‌های آزادی‌بخش سپاه پاسداران انقلاب اسلامی به فرماندهی محمد منتظری و سپس مهدی هاشمی این مأموریت را دنبال می‌کرد و پس از انحلال آن، سپاه قدس یکی از متولیان صدور انقلاب بوده‌است، چنان‌که گاردین می‌نویسد: «وظیفه سپاه قدس حفاظت از انقلاب و صدور آن به کشورهای اسلامی است. جوامع شیعه نشان داده‌اند که بسیار مستعد انقلاب هستند و با سپاه قدس همراهی خواهند داشت. البته سپاه قدس متحدان سنی نیز دارد، مانند حماس و غزه».

##### جنگ ایران و عراق
رجوع کنید به: جنگ ایران و عراق
عوامل زیر که مرتبط با انقلاب بودند باعث انگیزه عراق برای حمله به ایران شد:
1. حامیان انقلاب در داخل و خارج از ایران شروع به شعار دادن برای سرنگونی نظام‌های سلطنتی در منطقه و جایگزینی آن‌ها با جمهوری‌های اسلامی کردند. این امر بسیاری از همسایگان ایران، به ویژه کویت، عراق و عربستان سعودی و همچنین کشورهای غربی که برای نیازهای انرژی خود به نفت خاورمیانه وابسته یودند را نگران کرد.
2. ارتش ایران پاکسازی شد و بسیاری از رده‌های بالا یا فرار کردند یا اعدام شدند یا بازنشسته شدند
3. نظم عمومی کشور مختل شده بود
4. درگیری ایران با غرب مخصوصاً بعداز بحران گروگانگیری باعث شده بود عراق تخمین بزند که ایران برای گرفتن لوازم یدکی تجهیزات جنگی مشکل خواهد داشت
5. نگرانی دیگری وجود داشت که یک انقلاب شیعه محور در ایران ممکن است خیزش مشابهی را در عراق تحریک کند، کشوری که اقلیت سنی در آن بر اکثریت شیعه حکومت می‌کردند.

در شهریور ۱۳۵۹، عراق از این موقعیت استفاده کرد و به ایران حمله کرد. در مرکز اهداف عراق، الحاق کرانه شرقی آبراه اروند رود بود که مرز بین دو کشور و محل درگیری‌های مرزی متعدد بین دو کشور بود. صدام حسین، همچنین می‌خواست استان خوزستان ایران را که عمدتاً از عرب‌های ایرانی تشکیل شده بود، ضمیمه کند.
صدام حسین اطمینان داشت که موفقیت به‌راحتی حاصل می‌شود چرا که با مجهز شدن نیروهای مسلح عراق به فناوری جدید و روحیه بالا، از مزیت استراتژیک قاطعی در برابر ارتش ایران برخوردار خواهد شد.
با این حال، ایران در اثر تهاجم «مقاوم» شد و مردم ایران در تلاش برای عقب راندن مهاجمان، پشت سر حکومت جدید خود گرد آمدند. پس از چند موفقیت اولیه، تهاجم عراق متوقف شد و دفع شد و تا سال ۱۹۸۲، ایران تقریباً تمام مناطق خود را بازپس گرفت. در ژوئن ۱۹۸۲، با اخراج نیروهای عراقی از خاک ایران، دولت عراق پیشنهاد آتش‌بس داد. این امر توسط خمینی رد شد و برای وی تنها شرط صلح این بود که «رژیم بغداد باید سقوط کند و جمهوری اسلامی جایگزین آن شود».
جنگ تا ۶ سال دیگر ادامه داشت و طی آن کشورهایی مانند عربستان سعودی، کویت و سایر کشورهای حاشیه خلیج فارس در تلاش برای جلوگیری از پیروزی ایران به عراق کمک مالی کردند، حتی کشورهایی که روابط آن‌ها با عراق اغلب خصمانه بود مثل کویت خود بعداً مورد تهاجم قرار گرفت به عراق یاری رساندند.
مانند بحران گروگان‌گیری، جنگ تا حدی به عنوان فرصتی برای تقویت شور و شوق انقلابی و گروه‌های انقلابی بود. با این‌که جنگ بسیار پرهزینه و مخرب بود، انگیزه وحدت ملی و انقلابی‌گری را نو کرد و از مناقشات در ایران جلوگیری می‌کرد.

##### نتایج جنگ
1. ۲۶۲ هزار کشته[۵۳۰]
2. حدود ۵۷۴ هزار معلول جنگی[۵۳۱] شامل ۶۷ هزار مجروح شیمیایی[۵۳۲][۵۳۳]
3. ۶۲۷ میلیارد دلار هزینه جنگ و ۶۴۴ میلیارد دلار خسارت وارده.[۵۳۴]
4. کاهش قیمت نفت از ۳۵ دلار به ۱۰ دلار برای هر بشکه[۵۳۵][۵۳۶][۵۳۷][۵۳۸]
5. نشت مواد شیمیایی ناشی از تسلیحات شیمیایی به محیط زیست
6. بمب‌های عمل نکرده در تالاب‌های هورالعظیم، هورالهویزه و دریاچه زریوار مریوان[۵۳۹]
7. خشک شدن تالاب‌ها و ایجاد ریزگردها[۵۳۹]
8. نشت حدود ۸۰میلیون بشکه نفت خام به دریا در اثر حمله به سکوهای نفتی[۵۴۰]
9. بر جای ماندن ۱۶میلیون مین خنثی نشده که سالانه جان ده‌ها نفر را می‌گیرد[۵۴۱]
10. از بین رفتن ۷۳۵ تانک ۳۹۷ هواپیمای جنگنده و ۳۵۴ هلیکوپتر[۵۴۲]

### سیاست و حکومت
نوشتار اصلی: سیاست در ایران

##### تعهد و رواج ریاکاری دینی و مسئله خودی/غیرخودی
یکی از دودستگی‌های کلیدی که از اوایل انقلاب مطرح شد، تمایز بین متعهد بودن (تعهد (به انقلاب و ولایت فقیه)) و واجد شرایط بودن (تخصص) بود که اولی به‌طور مشخصی نسبت به دومی اولویت و ارزش داشت. در اصل، این امر برای تمایز انقلابیون (‏که اغلب کم‌ظرفیت و بی‌تجربه بودند)‏از مدیران اجرایی قدیمی و مأموران دولتی رژیم گذشته (‏که با ایدئولوژی و اصول انقلاب همسو نبودند) ‏مورد استفاده قرار گرفت. با گذشت چهل سال، این مرزبندی همچنان پابرجاست تا بیرونی‌ها را از خودیها فیلتر کند. در واقع، این تقسیم‌بندی همواره در دهه‌های گذشته برای خدمت به فیلترینگ ایدئولوژیک (مثلا انقلاب فرهنگی) به کار گرفته شده‌است و در سال‌های اخیر عملاً به تکنیک ابزاری برای محافظت از حلقه بسته خودی‌ها تبدیل شده‌است. این امر بُعد جدیدی از پارتی‌بازی و ارتباط خونی را به انتصابات ویژه‌پرورانه و ارتقا افزوده‌است که از نظر تاریخی در دیوان‌سالاری ایران رایج بود.

##### کنترل انتخابات
ایران نهادهای دولتی را در سطوح ملی، استانی و محلی انتخابی کرده‌است. اگرچه این نهادها تابع مرکز حکومت دینی هستند که دارای حق وتو در مورد این‌که چه کسی می‌تواند نامزد انتخابات باشد و این‌که آیا لوایح مجلس می‌تواند به قانون تبدیل شود یا خیر و در عمل از قدرت بیشتری نسبت به ارگان‌های مشابه در حکومت شاه برخوردارند.

##### اهمیت دادن به تفاوتهای مذهبی
اقلیت سنی ایران (حدود ۸ درصد) شاهد ناآرامی‌هایی بوده‌اند. پنج کرسی از ۲۹۰ کرسی پارلمان به آن‌ها اختصاص داده شده‌است.

##### برخورد با بهائیت
اعضای دیانت بهائی بدعت گذار و برانداز اعلام شده‌اند. در حالی‌که آزار و شکنجه قبل از انقلاب از آن زمان تاکنون رخ داده‌است، بیش از ۲۰۰ بهائی اعدام یا کشته شده‌اند، و بسیاری دیگر زندانی شده‌اند، از مشاغل، حقوق بازنشستگی، مشاغل و فرصت‌های آموزشی محروم شده‌اند. اماکن مقدس بهائیان مصادره، تخریب یا تخریب شده‌است. اخیراً، بهائیان در ایران از تحصیل و کار محروم شده‌اند. چندین هزار جوان بهائی بین ۱۷ تا ۲۴ سال از دانشگاه اخراج شده‌اند.

##### برخورد با سیاسیون
این‌که جمهوری اسلامی سرکوب سیاسی کمتر یا بیشتری نسبت به شاه دارد مورد بحث است. شکایت‌هایی که زمانی در مورد ظلم و فساد شاه و درباریانش انجام می‌شد، اکنون علیه «آخوندها» وجود دارد. ترس از ساواک جای خود را به ترس از سپاه پاسداران و سایر مجریان انقلابی مذهبی داده‌است.

##### میزان نقض حقوق بشر
گفته می‌شود که نقض حقوق بشر توسط حکومت دینی بدتر و در هر صورت بسیار شدیدتر از دوران سلطنت است. گزارش‌هایی از شکنجه، زندانی کردن مخالفان و قتل منتقدان برجسته توسط گروه‌های حقوق بشری ارائه شده‌است.

##### سانسور
سانسور توسط وزارت فرهنگ و ارشاد اسلامی انجام می‌شود که بدون مجوز رسمی آن، «هیچ کتاب یا مجله ای منتشر نمی‌شود، نوار صوتی پخش نمی‌شود، هیچ فیلمی پخش نمی‌شود و هیچ سازمان فرهنگی تأسیس نمی‌شود. مردان و زنان مجاز به رقصیدن یا شنا کردن با یکدیگر نیستند."

#### وضع زنان
همچنین نگاه کنید به: حقوق زنان در ایران; جنبش حقوق زنان در ایران; و تظاهرات روز جهانی زن در تهران و کشف حجاب
در طول آغاز قرن بیستم و قبل از انقلاب، بسیاری از رهبران زن ظهور کردند و خواستار حقوق اولیه اجتماعی برای زنان شدند. در زمان رضاشاه، دولت کشف حجاب را اجباری کرد و تحصیل دختران جوان را ترویج کرد. با این حال، واپسگرایی روحانیون شیعه پیشرفت را دشوار کرد و دولت مجبور بود برای تطبیق با روحانیون، ترویج حقوق اساسی زنان را به هنجارهای سلسله مراتب اجتماعی مردسالار محدود کند. پس از کناره‌گیری رضاشاه در سال ۱۹۴۱، انضباط حکومت کاهش یافت و زنان می‌توانستند از حقوق خود، از جمله داشتن پوشش در صورت تمایل استفاده کنند. سازماندهی بیشتر گروه‌های زنان در دهه‌های ۱۹۶۰ و ۷۰ رخ داد و آن‌ها از مدرنیزاسیون دولت برای تعریف و دفاع از مسائل زنان استفاده کردند. در طی این دهه‌ها، زنان در حوزه‌های سابقاً مردانه مانند مجلس، کابینه، نیروهای مسلح، مشاغل حقوقی و حوزه‌های علم و فناوری فعال شدند. علاوه بر این، زنان در سال ۱۹۶۳ به حق رای دست یافتند. بسیاری از این دستاوردها و حقوقی که زنان ایرانی در دهه‌های منتهی به انقلاب به دست آورده بودند، با انقلاب اسلامی معکوس شد.
دولت انقلابی در تلاش برای وادار کردن زنان به ترک کار با ترویج بازنشستگی پیش از موعد کارکنان دولت، تعطیلی مراکز نگهداری از کودکان، اجرای پوشش کامل اسلامی در ادارات و اماکن عمومی و همچنین از تحصیل زنان در ۱۴۰ گرایش جلوگیری به‌عمل آورد. زنان با این تغییرات مبارزه کردند و آن‌طور که مهناز افخمی، فعال و نویسنده می‌نویسد، «رژیم موفق شد زنان را در اماکن عمومی به حجاب بازگرداند، اما نتوانست آن‌ها را در هنجارهای اجتماعی کنترل کند». پس از انقلاب، زنان اغلب مجبور بودند برای تأمین معاش خانواده خود سخت کار کنند، زیرا اقتصاد پس از انقلاب آسیب دیده بود. زنان همچنین خود را در هنر، ادبیات، آموزش و سیاست نشان دادند.
زنان - به‌ویژه آن‌هایی که از پیشینه‌های سنتی بودند - در تظاهرات‌های انقلاب در مقیاس وسیع شرکت کردند. آن‌ها توسط خمینی تشویق شدند تا در سرنگونی پهلوی به او بپیوندند. زنان انتظار داشتند که انقلاب منجر به افزایش حقوق و فرصت‌های آن‌ها شود تا محدودیت‌هایی که رخ داد. سیاست اعمال شده توسط دولت انقلابی و تلاش آن برای محدود کردن حقوق زنان با بسیج و سیاسی کردن زنان در دوران انقلاب و پس از آن به چالش کشیده شد. مقاومت زنان شامل ماندن در نیروی کار به تعداد زیاد و به چالش کشیدن پوشش اسلامی با نشان دادن موهای زیر روسری بود. دولت ایران به‌دلیل مقاومت آن‌ها در برابر قوانینی که حقوق آن‌ها را محدود می‌کند، مجبور به بازنگری و تغییر جنبه‌هایی از سیاست‌های خود در قبال زنان شده‌است.
از زمان انقلاب، ثبت‌نام در دانشگاه‌ها و تعداد زنان در خدمات ملکی و آموزش عالی افزایش یافته‌است. و چندین زن به نمایندگی مجلس ایران انتخاب شده‌اند.

## انقلاب و ادبیات فارسی
انقلابِ ۱۳۵۷ هم مانند مسائل دیگر اجتماعی ملازم نوشته‌هایی بود که گاه از ادبیات ماندگار فارسی شدند. سه نمونه معروف که به زبان‌های دیگر ترجمه شده نمایشنامه‌های خاطرات هنرپیشه نقش دوم کارِ بهرام بیضایی و آهسته با گل سرخِ اکبر رادی و رمان رازهای سرزمین من از رضا براهنی است که به وجوهی از انقلاب ۱۳۵۷ می‌پردازند. از این هر سه نامدارتر شعر «به نام شما» از هوشنگ ابتهاج است که با آواز محمدرضا شجریان در قطعه بشارت از آلبوم سپیده (چاووش ۶) ماندگار شد.

### واژگان انقلابی
پس از این انقلاب واژه‌های فراوانی رایج شد که برخی را نیز خمینی مرسوم نمود. واژگانی چون «طاغوت»، «مفسد فی‌الارض»، «مستضعف»، «کوخ‌نشینان» و «مستکبر» از جمله لغاتی بود که تداول یافت و مقامات جمهوری اسلامی ایران به‌کرّات استفاده می‌کنند. این واژگان به‌سرعت جای خود را در گفتار سیاسی و مسائل حقوقی، اجتماعی، اقتصادی و... باز کردند.

### وضعیت محمدرضا پهلوی در قبال انقلاب
شاه در دو سال آخر سلطنتش، اشتباه‌ترین تصمیمات دوره حکومت خود را گرفت. زمانی که باید خود را قدرتمند نشان می‌داد از خود ضعف نشان داد و زمانی تظاهر به قدرت می‌کرد که نشانه‌ای از قدرت در او وجود نداشت. دلیل این اشتباهات تصمیم‌گیری مجموعه‌ای از عوامل شخصی و سیاسی بود. عواملی که ریشه در شخصیت متزلزل شاه در آن زمان خاص داشت. او هر روز کمتر و کمتر خود را درگیر امور روزانه کشور می‌کرد. به گفته ماروین زونیس، زمانی که انقلاب آغاز شد شاه همه عوامل خارجی که برای سال‌ها سرچشمه‌های حمایت روانی از شخصیت او را تشکیل می‌دادند، از دست داده بود.
از میان نزدیکان عاطفی شاه، ارنست پرون سال‌ها پیش درگذشته بود. اشرف، خواهر دوقلوی او که در نیویورک زندگی می‌کرد، از نظر انقلابیون چهره‌ای مخدوش‌تر از آن داشت که بتواند به ایران بازگردد و به تقویت روحیه شاه کمک کند؛ و از همه بدتر اسدالله علم تنها چند ماه قبل با بیماری سرطانی مشابه خود شاه، درگذشته بود؛ بنابراین سرچشمه‌های حمایت‌کننده روانی، یکی یکی او را ترک گفته بودند. شاه در ماه‌های آخر دچار تزلزل شخصیت، بلاتکلیفی و عدم توانایی تصمیم‌گیری به‌موقع شده بود. تمام ارکان دولت، حول شخص او شکل گرفته بود و با تزلزل شاه تمام این ارکان به هم ریخت. امیرارجمند به دستور شاه به ارتش (به‌خصوص بعد از واقعه هفده شهریور) در مورد عدم سرکوب مردم اشاره می‌کند. دستور منع تیراندازی مستقیم ارتش به مردم (که منجر به پیروزی انقلاب با تلفاتی ناچیز شد) و همچنین وسواس شاه در چیدن و انتخاب فرماندهان ارتش به‌گونه‌ای که همیشه فرمانبردار او باشند، در نهایت منجر به این شد که در نبود یک شاهِ تصمیم‌گیرنده، فرماندهان ارتش فاقد قدرت تصمیم‌گیری باشند.

## نگارخانه

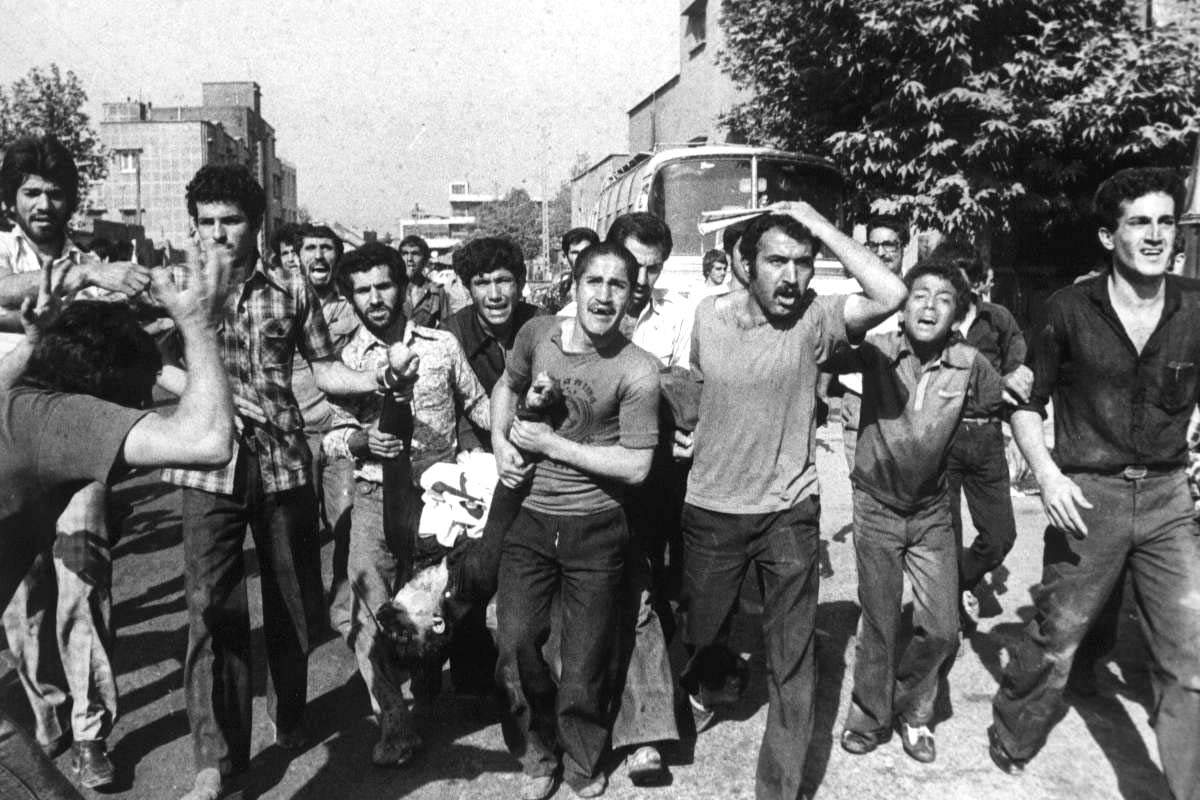
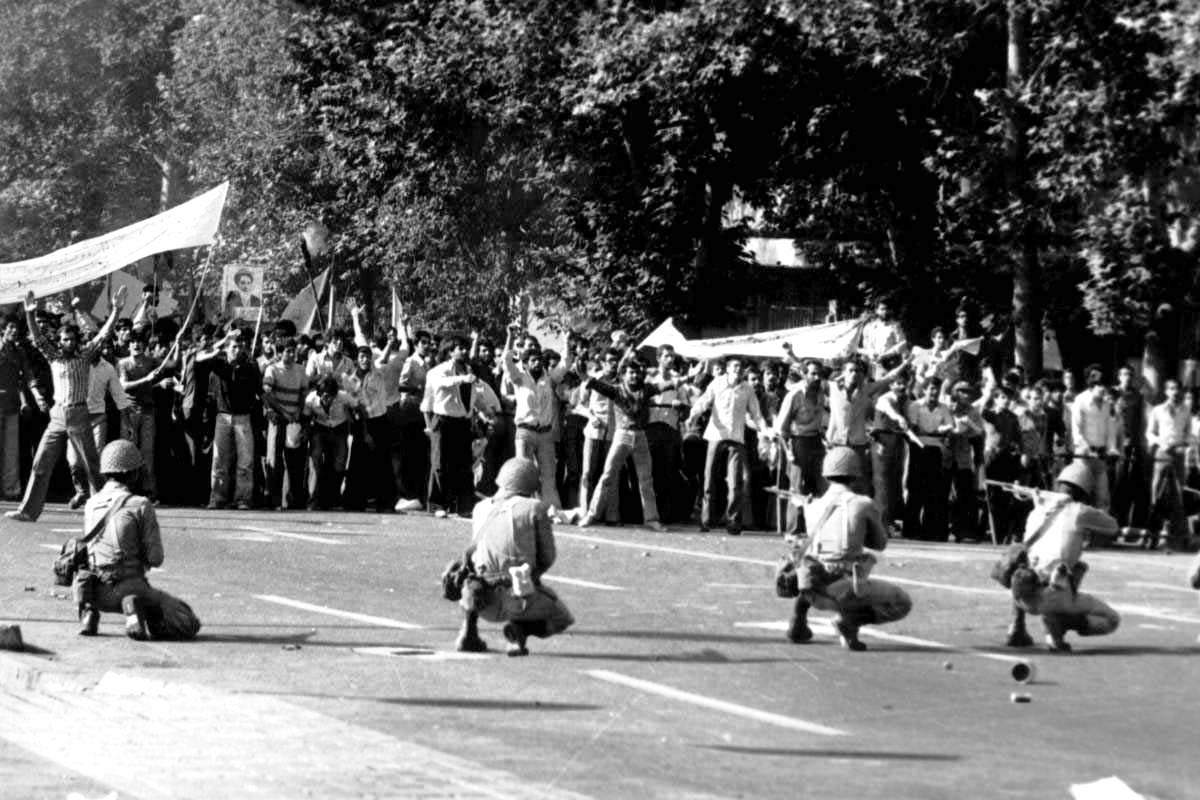
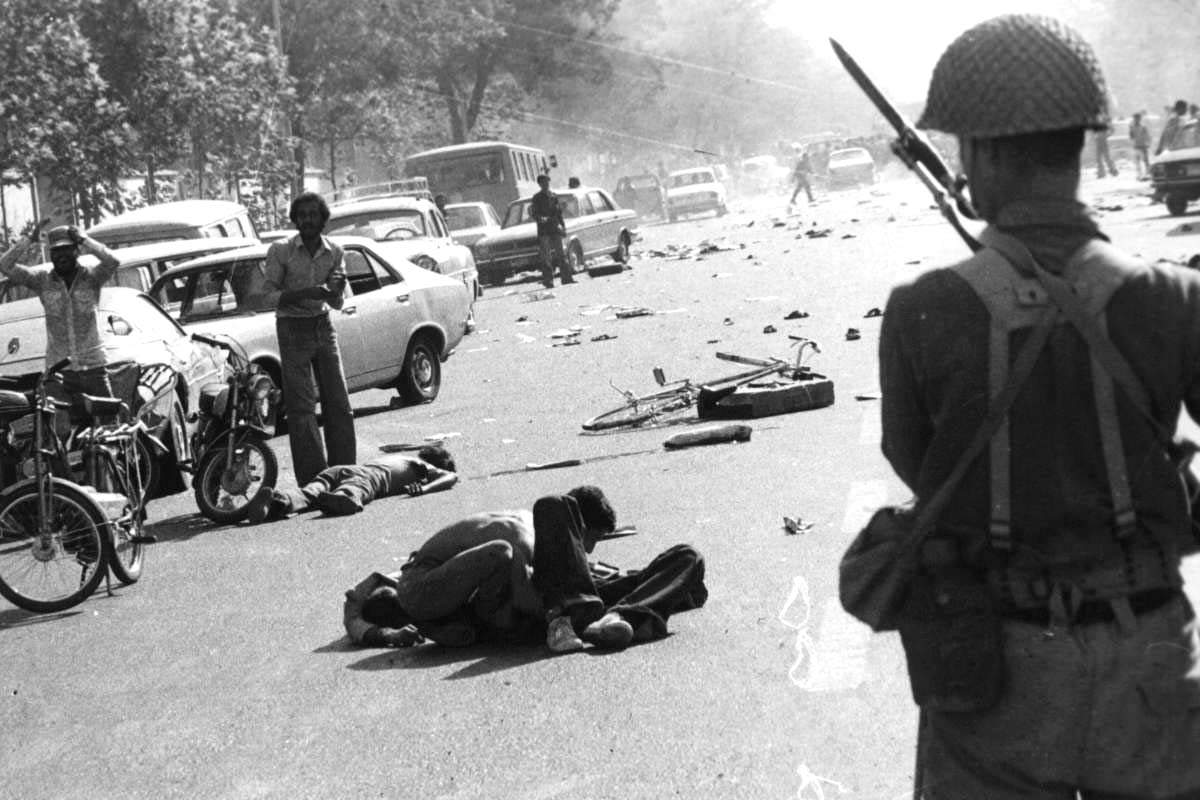
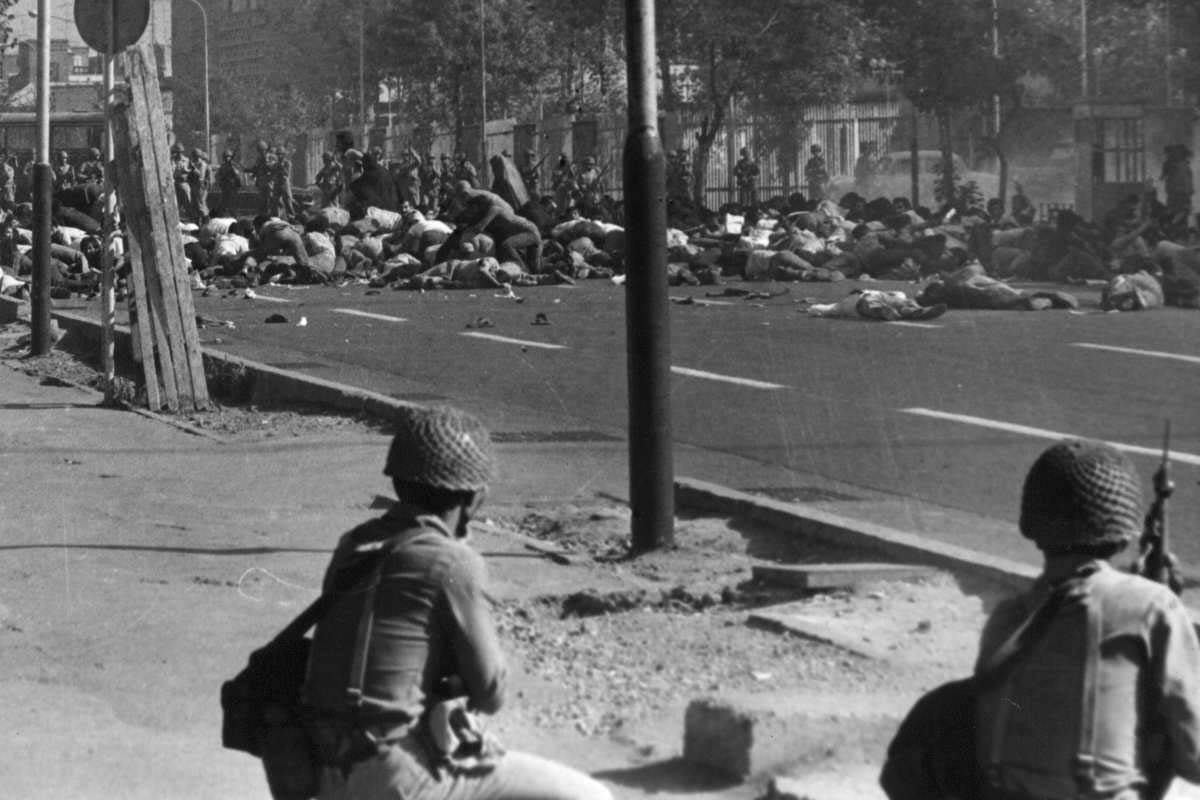

تمبری که به مناسبت نخستین سالگرد انقلاب منتشر شد.
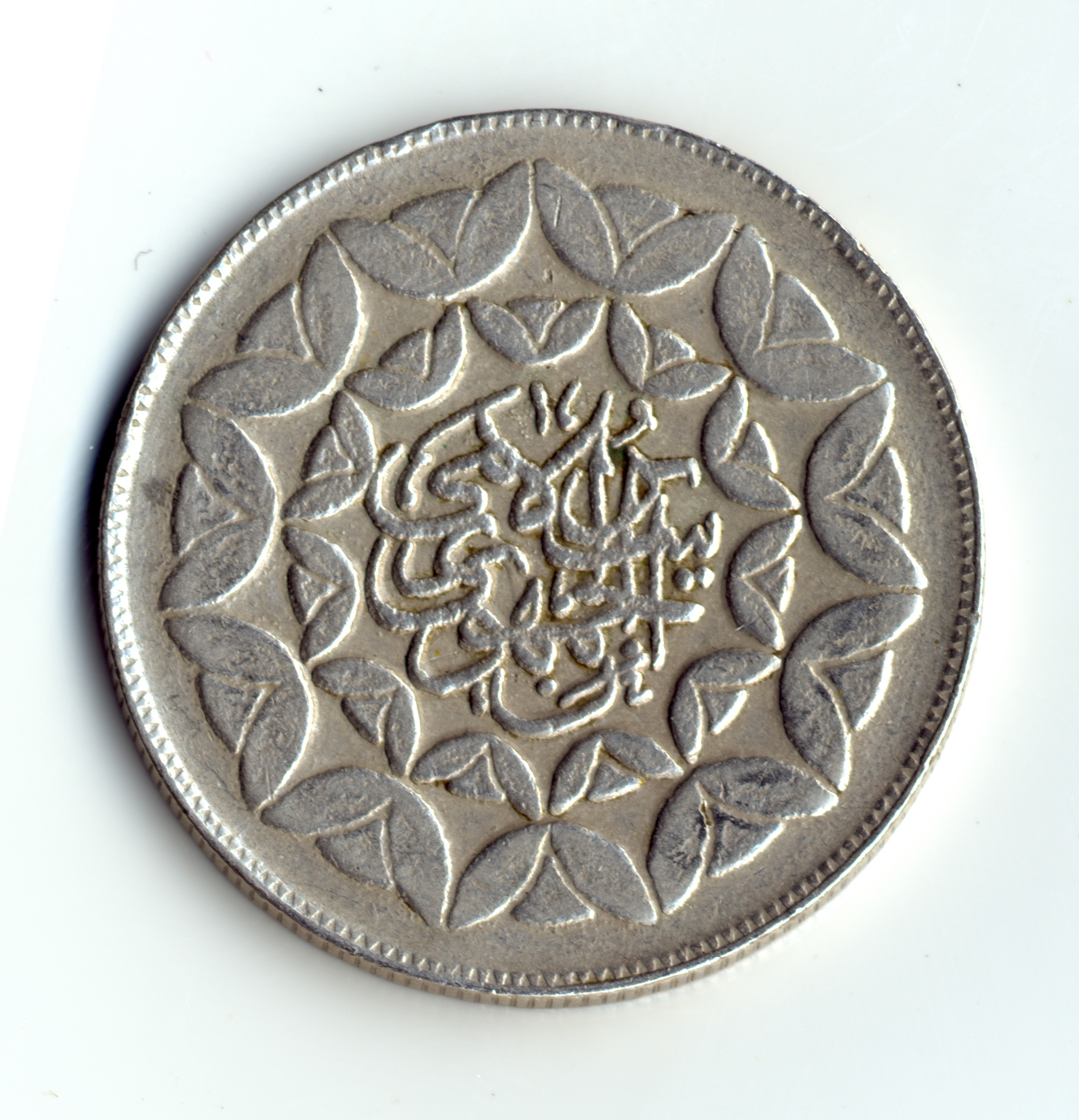
۲۲ گل لاله به پاسداشت ۲۲ بهمن ۱۳۵۷ روی سکه ۲۰ ریالی ضرب‌شده در سال ۱۳۶۰ به مناسبت سومین سالگرد انقلاب ۱۳۵۷ ایران در مرکز سکه نوشته شده‌است: جمهوری اسلامی ایران
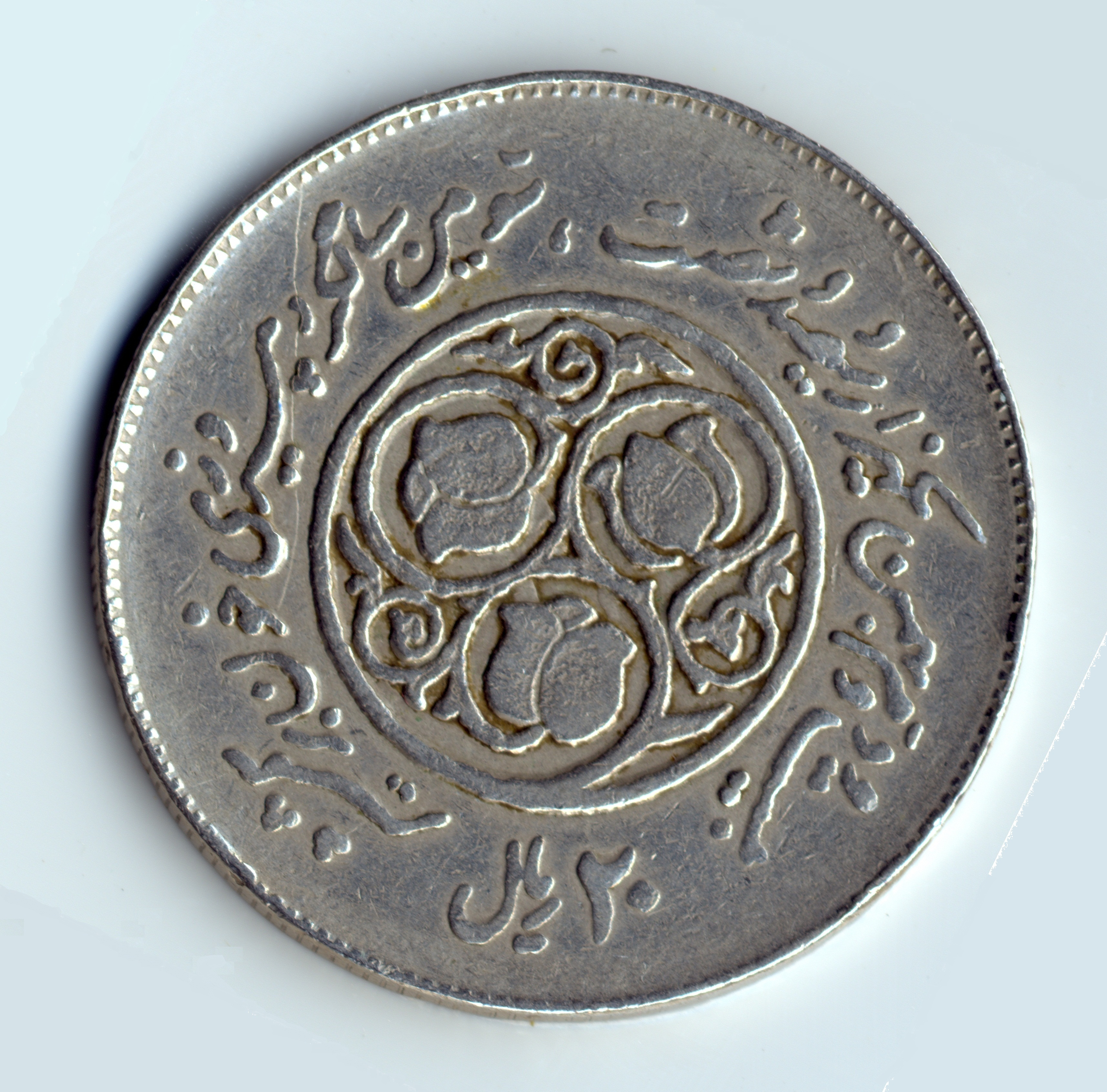
۳ گل لاله به پاسداشت سومین سالگرد انقلاب ۱۳۵۷ ایران پشت سکه ۲۰ ریالی ضرب‌شده در سال ۱۳۶۰
در حاشیه سکه نوشته شده‌است: سومین سالگرد پیروزی خون بر شمشیر

### پرونده
- عکس‌های کاوه کاظمی از انقلاب ۱۳۵۷
- iranrevolution.com عکس‌های انقلاب از اکبر ناظمی
- عکس‌های کاوه گلستان
- مجموعه منتخبی از عکس‌ها
- روایت تصویری منحصربه‌فرد از انقلاب اسلامی،فردا